# Zesdaagse Oorlog
De Zesdaagse Oorlog (ook: Junioorlog) (Arabisch: حرب الأيام الستة, harb al‑ayyam as‑sitta; Hebreeuws: מלחמת ששת הימים, milchemet sheshet ha-jamim) was de oorlog die van 5 tot en met 10 juni 1967 werd uitgevochten tussen Israël en zijn Arabische buurlanden Egypte, Jordanië en Syrië. De term "Zesdaagse Oorlog" is kort na de gebeurtenissen bedacht door Moshe Dayan in een bewuste toespeling op de zes dagen der schepping in Genesis.
Als uitkomst van de Suezcrisis van 1956, werd de Egyptische Sinaï gedemilitariseerd en de Golf van Akaba geopend voor de Israëlische scheepvaart. Vanaf 1964 deden er zich steeds ernstiger grensconflicten voor tussen Israël en Syrië. Het Syrische regime liet daarbij guerrilla-aanvallen uitvoeren door de PLO. In mei 1967 vreesde Syrië dat Israël wilde oprukken naar Damascus om de Syrische regering ten val te brengen. De Egyptische president Gamal Abdel Nasser liet hierop zijn leger de Sinaï weer binnentrekken. Ook toen bleek dat het om een vals alarm ging, verhoogde Nasser de druk door op 22 mei de Straat van Tiran te sluiten. De Arabische wereld raakte hierop in oorlogsstemming, wat de Israëlische bevolking beangstigde. Een nieuwe Israëlische regering van nationale eenheid besloot een mogelijke opbouw van een overmacht aan Arabische troepen te voorkomen door op korte termijn als eerste aan te vallen.
In de ochtend van 5 juni 1967 werd de Egyptische luchtmacht vernietigd door een Israëlische verrassingsaanval. Die dag brak een onverwachte frontale aanval in het noorden van de Sinaï door de Egyptische verdediging. Op 6 juni kreeg het Egyptische leger het bevel zich over het Suezkanaal in veiligheid te stellen waarbij het grootste deel van het zware materieel achtergelaten werd. Op 5 juni ging koning Hoessein van Jordanië niet in op een Israëlisch voorstel om neutraal te blijven. Op 7 juni werd na felle gevechten heel Jeruzalem door het Israëlische leger veroverd en verloren de Jordaniërs een tankslag in Samaria. Dezelfde dag trok het Jordaanse leger zich terug over de Jordaan en werd de Westelijke Jordaanoever bezet. De Israëlische minister van Defensie Moshe Dayan besloot om de Syrische Hoogten van Golan in te nemen voordat een wapenstilstand opgelegd door de Veiligheidsraad in werking trad. Op 9 juni werd, ondanks zware Israëlische verliezen, het noordelijk deel van de hoogvlakte veroverd. Op 10 juni gaf de Syrische regering het zuidelijk deel op om de hoofdstad Damascus te beschermen; om 18:30 (plaatselijke tijd) kwam aan alle gevechten een einde.
Het bezetten van de Gazastrook, de Sinaï, de Westelijke Jordaanoever en de Hoogten van Golan verviervoudigde het door Israël bestuurde gebied. Ondanks de vlucht en verdrijving van veel Palestijnen en Syriërs kwam een miljoen Arabieren onder Israëlisch bestuur. Dit legde de kiem voor volgende oorlogen en de nog voortdurende problematiek van de bezette gebieden.

## Achtergronden

### Conflictsituatie tussen Arabische wereld en Israël
De Arabisch-Israëlische Oorlog van 1948 was geëindigd met een overwinning voor Israël. Hierbij was het Palestijns vluchtelingenprobleem ontstaan: driekwart miljoen Palestijnen waren vluchteling geworden, verdreven door Israëlische troepen of gevlucht voor het geweld. In de Arabische wereld leefde dit voort als Al-Nakba, "de ramp". De Arabische landen hadden Israël niet erkend als staat. De grenzen van Israël vielen samen met de wapenstilstandslijnen van 1949.
In 1952 kwam generaal Gamal Abdel Nasser in Egypte aan de macht. Nasser deed, mede om een betere relatie met het Westen te krijgen, in de periode 1953 - 1955 toenaderingspogingen tot Israël. In ruil voor een deel van de Negev en het nemen van een zekere verantwoordelijkheid van Israël voor het vluchtelingenprobleem, zou hij vrede sluiten en Israël als staat erkennen. Minister van Buitenlandse Zaken Moshe Sharett had hier wel oren naar maar premier Ben Goerion niet. Toen Sharett zelf premier geworden was, werden de onderhandelingen gesaboteerd door de Israëlische strijdmacht.

### Suezcrisis
Omdat hij geen Amerikaanse steun meer kreeg voor de bouw van de Aswandam, wendde Nasser zich tot de Sovjet-Unie en nationaliseerde het Suezkanaal. Het Egyptische leger kocht veel Sovjetmaterieel. Dit werd gecombineerd met een politiek van Pan-Arabisme, het streven alle Arabieren te verenigen onder Egyptische leiding. Ben Goerion begon Nasser af te schilderen als ernstige dreiging. Het gevolg was de Suezcrisis van 1956, een aanval op Egypte door een geheime coalitie van het Verenigd Koninkrijk, Frankrijk en Israël. Israël veroverde de Sinaï terwijl de Britten en Fransen het noorden van de kanaalzone bezetten. Onder druk van de Verenigde Staten en de Sovjet-Unie, die beiden deze vorm van ouderwets kolonialisme afwezen, moesten de coalitiegenoten het hele Egyptisch gebied opgeven. Israël bereikte wel dat Egypte toezegde, overigens zonder formeel verdrag daartoe, dat de Sinaï als bufferzone gedemilitariseerd werd. Om hierop toe te zien zou een VN-vredesmacht aan de grens worden gestationeerd, de UNEF (United Nations Emergency Force). Tussen 1954 en 1956 had Egypte permanent een aanzienlijke legermacht aan de Egyptisch-Israëlische grens.

### 1958
In 1958 deed zich een fundamentele herschikking van de bondgenootschappen in het Midden-Oosten voor. In februari 1958 verenigden Egypte en Syrië zich in de Verenigde Arabische Republiek, met Nasser als "leider van de Arabische natie". Ben Goerion, opnieuw premier, meende dat Israël zo omsingeld werd door vazalstaten van de Sovjet-Unie. Op 14 juli 1958 pleegde een groep Iraakse officieren, ten dele van de revolutionaire Ba'ath, een coup in Bagdad waarbij de prowesterse jonge koning Faisal II van Irak, regent Abdul Illah en premier Noeri al-Said werden vermoord. De Amerikaanse president Eisenhower en de Britse premier Harold Macmillan vreesden dat Libanon en Jordanië nu ook zouden vallen en een socialistische Arabische superstaat zou ontstaan. Ze stuurden militaire versterkingen naar Libanon. Een luchtbrug zond materieel naar Jordanië om koning Hoessein, familie van de vermoorde koning van Irak, aan de macht te houden. Daarbij kregen ze toestemming van Ben Goerion om door het Israëlische luchtruim te vliegen. Ben Goerion zag Hoessein als een voldoende garantie voor de veiligheid van de oostgrens. Hij verwierp een plan van chef-staf Chaim Laskov om preventief op de Westelijke Jordaanoever de opmarsroutes naar het oosten te bezetten over Oost-Jeruzalem, Hebron en de weg naar Nabloes. Ben Goerion had zijn oude streven om van heel Palestina een Joodse staat te maken, verlaten. Het incorporeren van een miljoen Palestijnen zou het Joodse karakter van Israël aantasten en tot negatieve internationale reacties leiden.
Op deze wijze ontstonden een prowesters en een pro-Sovjetblok in de zogenaamde Arabische Koude Oorlog. Die zou echter niet tot een echte oorlog leiden. Door onderlinge twisten viel de Verenigde Arabische Republiek al na enkele jaren weer uiteen. Nasser vermeed angstvallig Israël te provoceren en verbood guerrilla-aanvallen vanuit de Sinaï op Israëlisch grondgebied. Hij stelde in 1959 dat in beginsel een bevrijding van Palestina gepaard zou moeten gaan met de eliminatie van het zionisme, maar dat oorlog met Israël voorkomen moest worden totdat een Arabische overwinning kon worden verzekerd. In ruil voor drie jaar aan graanleveranties beloofde hij John F. Kennedy in 1961 het Arabisch-Israëlisch conflict niet te doen oplaaien.

### Wateroorlog Israël versus Syrië en Jordanië

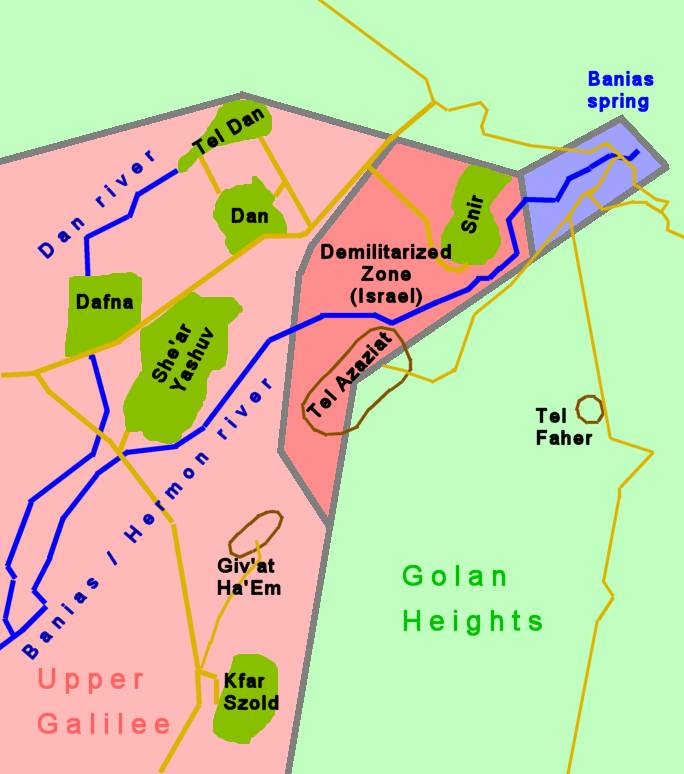
Het omstreden gebied van de bronnen van de Jordaan

In antwoord op de bouw van het Israëlische Nationaal Waterkanaal, een project om het Jordaanwater dat deels uit Syrië afkomstig was naar de Negevwoestijn om te leiden teneinde daar grote aantallen immigranten te kunnen huisvesten, begon Syrië met het omleiden van de Dan (Banias), zodanig dat het water niet meer direct naar Israël en in het Meer van Tiberias zou stromen maar oostwaarts in de Jarmoek die via Syrië en Jordanië in de Jordaan uitmondde; de Jarmoek wilde men ook afdammen. Dit alles zou in beginsel het voor Israël beschikbare Jordaanwater met twee derde kunnen verminderen, maar het was twijfelachtig of Syrië het geld en de expertise had om het project te voltooien. Het Israëlische leger wilde de provocatie echter niet onbeantwoord laten en de regering hoopte politieke munt te slaan uit een krachtdadig optreden. Israël verwoestte van november 1964 af de wateromleiding met direct vuur van tanks, artilleriebombardementen en luchtaanvallen. De werkzaamheden werden toen stilgelegd omdat de Arabische leiders weinig zagen in een totale oorlog met Israël. Het noordelijk grensgebied bleef echter onrustig, met regelmatige schermutselingen tussen de grenstroepen van Israël en Syrië.
Het militaire falen leidde ertoe dat het in januari 1964 door de Arabische Liga opgerichte United Arab Command plannen begon te maken voor een snelle modernisering van de Arabische strijdkrachten die rond 1968 moest leiden tot een gelijkwaardigheid met Israël en rond 1970 tot een militaire superioriteit. Dit initiatief verzandde al snel in onderling wantrouwen en ruzie over wie de kosten daarvan moest dragen. Van een gedeelte van het beschikbaar gemaakte geld echter, schafte Syrië vanaf 1964 voor de eerste keer moderne tanks aan, van de Sovjet-Unie. In reactie hierop overtuigde Israël in 1965 de Amerikaanse regering van de noodzaak moderne tanks te leveren, zij het in het geheim. In ruil daarvoor deed Israël de belofte niet als eerste land in de regio atoomwapens te produceren en stemde in met de levering van hetzelfde type tanks aan Jordanië. Door deze wapenwedloop raakte het gebied steeds verder betrokken bij de Koude Oorlog. Tegelijkertijd verminderden de Amerikanen in het kader van de "Johnsondoctrine" hun ontwikkelingshulp sterk zodat de verschillende landen financieel in het nauw kwamen en hun interne spanningen met de verworven wapens probeerden af te reageren op buitenlandse vijanden.

### Palestijnse aanvallen op Israël
Op 8 maart 1963 greep in Syrië de militante en socialistische Ba'ath-partij de macht, de achtste succesvolle staatsgreep sinds de onafhankelijkheid van het land. Toen in 1964 de PLO opgericht werd, begon Syrië daar nauw mee samen te werken. Door gebruik te maken van de grote Palestijnse bevolkingsgroep in Jordanië, waaronder vluchtelingen van de oorlog van 1948, probeerde men Koning Hoessein ten val te brengen en beide landen te verenigen. Op 25 februari 1966 vond in Syrië een militaire coup plaats. De Neo-Ba'athistische factie onder leiding van generaal Salah Jadid verdreef de andere stromingen in de Ba'ath-partij. Het nieuwe regime was radicaal en revolutionair van karakter en raakte in de Arabische wereld al snel bijna geheel geïsoleerd door ook het conflict te zoeken met Irak. Jadid poogde dat isolement te doorbreken door een toenadering tot de Sovjet-Unie, die het vooruitzicht op een marinebasis geboden werd, en door zich strijdbaar op te stellen tegenover Israël. Het regime organiseerde met de PLO guerrilla-aanvallen op Israël, vaak vanuit Jordaans grondgebied. Een gedeelte van de doelwitten bestond uit Israëlische grensdorpen in het noordoosten van Galilea, die aangevallen werden vanaf de Syrische Golanhoogvlakte. Een officieel motief hiervoor werd gegeven in het feit dat Syrië Israël het recht ontzegde om de betwiste gedemilitariseerde zone in cultuur te brengen. Israël zag de oostgrens van het Britse mandaatgebied, zoals in 1923 door het Verenigd Koninkrijk en Frankrijk vastgelegd, als zijn staatsgrens; Syrië, dat zich in 1948 onder internationale druk tot aan die grens had teruggetrokken, meende echter dat enige Israëlische presentie in de gedemilitariseerde zone een schending was van de wapenstilstandsakkoorden. Het meningsverschil was een constante bron van conflicten. De situatie bij de zone werd door politicus Jigal Allon aangegrepen om de idee van de kiboets nieuw leven in te blazen, door een constante confrontatie te zoeken aan de grens, ook al waren de landbouwgronden niet rendabel te exploiteren. In 1956 waren drieduizend Arabische boeren uit de zone naar Syrië verdreven. Zo'n 15% van de oppervlakte werd toen nog door Arabieren van over de grens gecultiveerd maar na 1958 mochten ze die niet meer overschrijden.

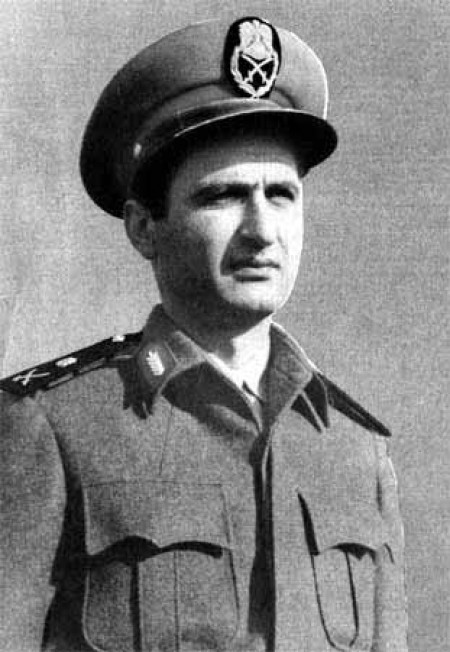
Salah Jadid, de sterke man van Syrië

De eerste PLO-aanvallen hadden zich gericht op de Israëlische infrastructuur, zoals dijken en elektriciteitsmasten. De organisatie die deze aanvallen feitelijk uitvoerde, Al Fatah, was met een paar honderd leden echter te klein om belangrijke materiële schade te kunnen aanrichten, terwijl er wel gevoelige eigen verliezen werden geleden. Men ging over tot gewelddadiger acties zoals het opblazen van boerderijen, het ingraven van landmijnen in wegen en het leggen van hinderlagen voor Israëlische legerpatrouilles en milities. De slachtoffers die dit eiste, in totaal veertien doden onder de burgerbevolking en militairen tussen begin 1964 en juni 1967, riepen bij de Israëlische bevolking een enorme woede op. In de pers weerklonken stemmen om Syrië als "uitvalsbasis van het terrorisme" te elimineren. Op 15 augustus 1966 vond een groot grensgevecht tussen beide landen plaats, met inzet van tanks, artillerie en vliegtuigen. Het Syrische regime zag dit als een reden om zich nog agressiever op te stellen maar vreesde tegelijkertijd dat het de inleiding was tot een grootschalige Israëlische strafexpeditie, zoals eerder uitgevoerd in 1955, 1960 en 1962. Begin oktober 1966 kondigde koning Hoessein aan dat Jordanië Syrië te hulp zou schieten bij een Israëlische aanval. Op 4 november 1966 sloot Syrië een verdrag van wederzijdse verdediging met Egypte.

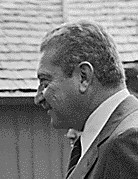
Ezer Weizman

Op 14 november 1966 voerde de Israëlische strijdmacht een vergeldingsaanval uit, gepland door brigade-generaal Ezer Weizman. Weizman meende dat de Golanhoogvlakte te sterk verdedigd was voor diepere aanvalsacties onder het niveau van een totale oorlog, maar dat de onverdedigde grens van Jordanië de PLO kwetsbaar maakte voor zulke overvallen. Een bataljon parachutisten, versterkt door een compagnie AMX 13 tanks, viel Jordanië binnen en bezette de plaats As-samu in het uiterste zuiden van de Westelijke Jordaanoever. Na de vijfduizend bewoners verjaagd te hebben blies men veertig gebouwen op die een vermeende connectie met de PLO hadden. Een te hulp schietende compagnie Jordaanse infanterie viel in een hinderlaag en werd uiteengeslagen. Uiteindelijk kwamen achttien Jordaniërs om en de commandant van het parachutistenbataljon. Er vielen honderden gewonden. In een gelijktijdig luchtgevecht werd een Jordaans vliegtuig neergeschoten. Na drie uur trokken de Israëlische troepen zich weer terug. Israël had sinds 1956 niet meer zulke acties in Jordanië uitgevoerd en de betrekkingen met koning Hoessein bereikten een dieptepunt, een mislukking van het Amerikaanse streven om een prowesters Israëlisch-Jordaans blok te vormen als tegenwicht tegen de Sovjet-bondgenoten Egypte en Syrië. Het Syrische regime kreeg door de overval de indruk dat een vergeldingsaanval tegen Syrië een nog veel massaler karakter zou hebben. Egypte zond in november vier divisies de gedemilitariseerde zone van de Sinaï in tot dicht bij de Israëlische grens, een herhaling van eerdere troepenbewegingen tijdens een crisis in 1960, ook al een gevolg van spanningen tussen Israël en Syrië. Toen verdere incidenten met Jordanië of Syrië uitbleven en Israël niet reageerde op de opmars, werden de divisies binnen een maand weer teruggetrokken.

### Grensgevechten Golan-Israël
Eind augustus 1966 had Syrië op de Golan een wapenstilstand voorgesteld, op voorwaarde dat de Arabische boeren weer hun landerijen in de gedemilitariseerde zone mochten komen bewerken. Het Israëlische kabinet stemde hier in toe maar na druk van de eigen boeren werden de Syrische boeren in december opnieuw geweerd. Eind december 1966 begon de PLO weer aanvallen uit te voeren in de gedemilitariseerde zone. Tijdens schermutselingen werden de Syrische beschietingen vanaf de Golanhoogvlakte op Israëlische grensnederzettingen steeds intenser. Het Israëlische opperbevel besloot dat een "frontaal treffen" nodig was om Syrië op haar plaats te zetten. Op 7 april 1967, de stichtingsdatum van de Syrische Ba'ath-partij, liet men pantsertractoren, die gebruikt werden om in de zone liggende akkers te bewerken, de grens tot op korte afstand naderen. De tractoren werden beschoten. Daarop volgde een snel escalerend vuurgevecht waarin tweehonderd mortiergranaten afgevuurd werden op Gadot, een kibboets die midden in het breedste stuk van de gedemilitariseerde zone was gevestigd. De Israëlische luchtmacht viel hierop de Syrische mortierposities aan. De Syrische luchtmacht poogde de Israëlische toestellen te onderscheppen. In de daarop volgende luchtgevechten schoten Israëlische Dassault Mirage III's zes Syrische MiG 21-straaljagers neer. Israëlische vliegtuigen vlogen ongehinderd over Damascus, de vluchtende Syrische luchteenheden achtervolgend. In de weken hierna zette Syrië ondanks deze vernedering haar politiek voort om gelijktijdig zowel guerrilla-aanvallen tegen Israël uit te laten voeren als via allerlei internationale kanalen de vrees te uiten voor een Israëlische vergelding. Dringend advies van Egypte en de Sovjet-Unie om aan die vergelding te ontkomen door van de eigen aanvallen af te zien, werd in de wind geslagen. Een militante houding tegenover Israël was binnen het Syrische regime een toetssteen geworden voor de eigen ideologische zuiverheid. Het Egyptische leger trok hieruit de conclusie dat een grootscheepse aanval van Israël op Syrië onafwendbaar was en begon plannen uit te werken voor een Egyptische reactie hierop.

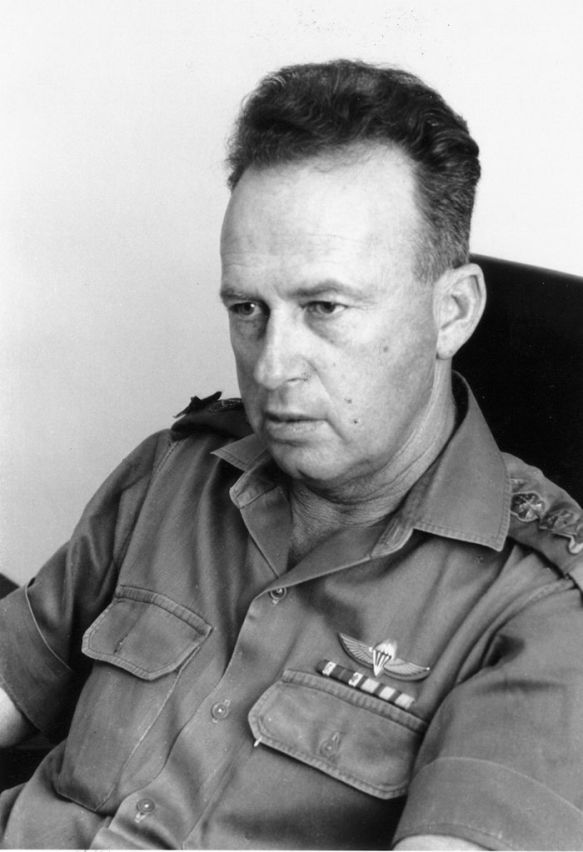
Yitzhak Rabin

In Israël was de ergernis over de houding van Syrië groot. In de aanloop naar de viering van de Israëlische Onafhankelijkheidsdag op 14 mei, wezen politici en militairen die door de pers ondervraagd werden over de veiligheidssituatie van het land, eensgezind naar Syrië als belangrijkste bron van onrust. Minister-president Levi Eshkol uitte op 12 mei dreigende taal aan het adres van de Syrische regering: als Syrië zijn beleid niet bijstelde, zou het land met "gepaste middelen" bestraft worden. Luitenant-generaal Yitzhak Rabin, de chef-staf van de Israëlische strijdmacht, was die dag in een interview met het legerblad Ba’machane specifieker. Hij voorspelde: "In Syrië (...) activeren de autoriteiten zelf de terroristen (...) het doel van enige actie tegen Syrië zal daarom anders zijn dan de acties die Israël tegen Jordanië en Libanon heeft ondernomen". De Syrische regering raakte hierop in paniek. Men vreesde dat dit een directe aankondiging was dat Israël het Syrische regime ten val zou brengen en dat Israël de kennelijke Syrische militaire zwakte en de toenmalige verdeeldheid in de Arabische wereld zou uitbuiten voor een aanval. Syrië verzocht daarop zowel de Sovjet-Unie als de president van Egypte, Gamal Abdel Nasser om militaire steun.
De Sovjet-Unie had op dat moment een verslag in handen van een vergadering op 9 mei van de Commissie Buitenlandse Zaken en Veiligheid van de Knesset. Daaruit leidde men af dat Israël een aanval op Syrië overwoog. Hoewel diplomaten en militairen het niet eens waren over de waarde en duiding van deze informatie, werd ze doorgegeven aan Syrië en Egypte. Daarbij speculeerde men ook dat Israël de grote militaire parades van 14 mei zou kunnen gebruiken als dekmantel voor een mobilisatie. Op 13 mei 1967 berichtte een Sovjetdelegatie in Caïro dat Israël troepen samentrok aan de Syrische grens om dat land binnen te vallen. Men noemde een specifiek aantal van elf à twaalf brigades. De informatie was incorrect: in feite lagen er nauwelijks elf compagnieën aan de grens. Het bericht was voor Nasser aanleiding om op 14 mei een pantserdivisie en drie infanteriebrigades de Sinaï in te sturen. Ondertussen was men zich er in Israël nauwelijks van bewust dat er zich een crisis aan het ontwikkelen was. Rabin voorspelde dat Syrië zich rustig zou houden. De Israëlische strijdmacht had in mei geen concrete plannen Syrië binnen te vallen. Ook van de kant van Egypte verwachtte men geen problemen daar dit land betrokken was bij de Noord-Jemenitische Burgeroorlog. Reeds op 15 mei kwam het Syrische leger na luchtverkenningen tot de conclusie dat het bericht over de troepenconcentratie een vals alarm was. Er waren ook geen aanwijzingen voor een Israëlische mobilisatie.

### Militaire bezetting Sinaï door Egypte
Anders dan in december trok Nasser deze keer echter zijn divisies niet terug. Hij besloot eenzijdig het conflict te escaleren. Zijn houding op dit tijdstip is "raadselachtig" genoemd. Een mogelijke verklaring is dat hij zijn prestige wilde vergroten. Op dat moment was Nassers politieke positie erg zwak. Zijn expeditietroepen hadden gefaald bij hun interventie in de Noord-Jemenitische Burgeroorlog en zijn relaties met Jordanië en Saoedi-Arabië hadden een dieptepunt bereikt. Nasser zag in het Syrische verzoek van 13 mei daarom een uitgelezen kans zijn reputatie op te vijzelen.

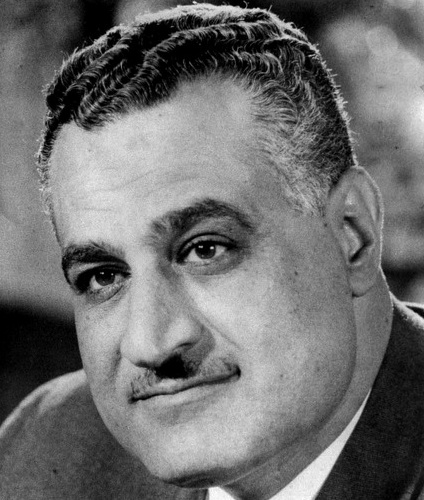
President Nasser

Op 16 mei, een dag waarop hij plots massademonstraties liet houden, eiste Nasser het terugtrekken van de UNEF-stabilisatiemacht van verschillende punten, met name de observatieposten aan de Egyptisch-Israëlische grens. Deze eerste VN-vredesmacht, ongeveer 3400 man sterk, lag in Gaza en de Egyptische Sinaïwoestijn gelegerd. VN-secretaris-generaal Oe Thant vroeg hierop aan Israël toestemming om de VN-macht deze posten aan de Israëlische kant van de grens te laten inrichten. Israël antwoordde hierop dat dit voor Israël "volkomen onaanvaardbaar" was. Oe Thant trok daarop, na overleg met de UNEF-adviesraad maar zonder fiat van de Veiligheidsraad, zijn troepen op 19 mei volledig uit Egypte terug, daar er volgens hem geen andere optie meer was. Het Egyptische leger trok na de terugtrekking van de UNEF-stabilisatiemacht verder de Sinaï in tot aan de Israëlische grens. Hoewel in naam gedemilitariseerd, was er in de Sinaï gedurende de voorgaande jaren een aanzienlijke militaire infrastructuur aangelegd door Egypte, met een verbeterd wegennet en uitgebreide verdedigingsstellingen aan de kust. Op 22 mei werd Sjarm-el-Sjeich bezet, aan de zuidpunt van de Sinaï, aan de Straat van Tiran.

### Blokkade van de Golf van Akaba
In de avond van 22 mei kondigde Nasser aan dat de Straat van Tiran — de toegang tot de Golf van Akaba — vanaf 23 mei gesloten zou zijn voor schepen varende onder de Israëlische vlag, daarmee dus de Israëlische haven van Eilat blokkerend. Op 23 mei berichtte Radio Caïro dat de blokkade was uitgebreid tot alle schepen die strategische goederen vervoerden naar Israël, wat een veel ernstiger beperking opleverde daar er sinds 1956, toen de Golf voor Israël geopend werd, maar vijf vrachtschepen van dat land doorheen gevaren waren; waarvan geen enkel sinds 1965. Na de aankondiging werden op 25 mei twee Duitse schepen ook daadwerkelijk door Egyptische patrouilleboten onderzocht, maar doorgelaten toen bleek dat ze Akaba als bestemming hadden. Overigens was de handel met Afrikaanse en Aziatische landen gering of vaak nihil. De zeeroute was voor Israël vooral van belang vanwege de aanvoer van goedkope olie uit Iran, 90% van de totale import. Dit was een uitvloeisel van een geheim bondgenootschap gesloten in 1961. Deze blokkade werd, zoals het al in 1957 had aangegeven, door Israël opgevat als een casus belli, een daad die gelijk staat aan oorlog. Wat Nasser precies met de blokkade hoopte te bereiken, is omstreden. Volgens de Israëlische krijgshistoricus Chaim Herzog wilde Nasser er een Israëlische aanval mee uitlokken die weer zou leiden tot een oorlog waarin het Egyptische leger door een numeriek overwicht en een goede voorbereiding de overhand zou hebben. Volgens historicus Ahron Bregman had Nasser daarbij in het bijzonder het doel om het Israëlische bestuur over Eilat, waarvan het gebied in 1949 in strijd met een wapenstilstandsakkoord ingenomen was, weer ongedaan te maken en zo een verbinding met Jordanië tot stand te brengen. Een pantserbrigade was daartoe nabij de zuidelijke Negev opgesteld. Daarbij had Nasser zowel de demilitarisering van de Sinaï als de vrije doorvaart door de Golf van Akaba altijd als zeer vernederend ervaren. In het kader van de zogenaamde Arabische Koude Oorlog, de rivaliteit tussen de prowesterse en pro-Sovjet Arabische landen, was hij systematisch door de Jordaanse propaganda als laf afgeschilderd omdat hij zich verschool "achter de rokken van de UNEF" en niet eens de Straat van Tiran durfde te sluiten.

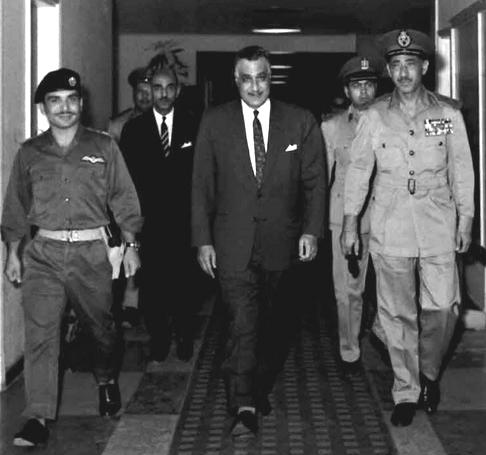
Hoessein, Nasser en Amer op 30 mei

Ondanks de bedenkingen van koning Hoessein van Jordanië, die in de pan-Arabische plannen van Nasser een bedreiging van zijn eigen positie zag, was de steun voor Nasser in de Arabische wereld groot. In veel Arabische landen waren er spontane massademonstraties waarin deelneming geëist werd aan de komende oorlog voor de "bevrijding van Palestina". Nasser, die zich nu de onbetwiste leider van de Arabische wereld begon te voelen, liet zich in de golf van enthousiasme helemaal meeslepen. Op 26 mei verklaarde hij in een toespraak tijdens een congres van de International Confederation of Arab Trade Unions: "Als we aangevallen worden, zal er oorlog zijn en ons fundamentele doel zal de vernietiging van Israël zijn. Het Arabische volk wil vechten." Op dat moment echter had Nasser zijn verwachtingen over een oorlog al enkele malen moeten bijstellen. De Egyptische troepen waren de Sinaï ingestuurd volgens het plan Qahir ("Overwinnaar") waarbij ze in voornamelijk verdedigende posities werden opgesteld. Dit had ten doel een Israëlische aanval te laten vastlopen waarna men zelf tot het offensief kon overgaan. De chef-staf van de Egyptische strijdkrachten, veldmaarschalk Mohamed Abdel Hakim Amer, had een realistischer beeld dan Nasser over de toestand van het leger. Het opperbevel achtte dit niet klaar voor een oorlog. Hij vreesde dat als men Israël het strategisch initiatief liet, dit nooit weer herwonnen kon worden en zijn strijdmacht in elkaar zou storten. Hij begon een nieuw plan voor te bereiden, Operatie Fajr ("Dageraad"), dat voorzag in een verrassingsaanval op de Israëlische vliegvelden (deeloperatie Assad), luchtaanvallen op Tel Aviv en het door een bombardement vernietigen van de kerncentrale van Dimona, de vermoede locatie van een geheim kernwapenprogramma. Israël had dit in 1966 opzettelijk laten uitlekken aan de Sovjet-Unie in de hoop dat die dan een meer bemiddelende rol zou gaan spelen. Zo'n aanval zou zinloos zijn als ze niet uitgebuit werd door een grondoffensief. Alle beschikbare grote pantsereenheden moesten ingezet worden voor een omtrekkende beweging door de Negev, rond de zuidflank van de Israëlische hoofdmacht. Daar hoopte men aansluiting te vinden bij een Jordaanse pantsermacht uit Judea om daarmee gezamenlijk enig operationeel voordeel te behalen. Als voorbereiding voor de operatie werd de belangrijkste tankeenheid van het Egyptische leger, de 4e Pantserdivisie, vanuit haar reservepositie naar de Israëlische grens verplaatst. Deze opmars en de bedoeling ervan, konden echter niet verborgen blijven. Op 25 mei waarschuwden de VS Nasser dat een aanval op Israël "zwaarwegende gevolgen" zou hebben. Nasser, die zelf pas die dag door Amer met het plan geconfronteerd was en niet meteen toestemming had willen geven, legde dat uit als een dreigement dat de vliegkampschepen van de Amerikaanse Zesde Vloot, de USS Saratoga en de USS America, in dat geval zijn luchtmacht zouden vernietigen. Nasser vroeg hierop de Sovjet-Unie, via een delegatie geleid door minister van oorlog Shams el-Din Badran, hem tegen zo'n aanval te beschermen en alle verliezen aan vliegtuigen door onmiddellijke leveranties te herstellen. Deze kreeg echter van Aleksej Kosygin het antwoord dat de Sovjet-Unie zich niet door Egypte bij een oorlog tegen de VS zou laten betrekken. Als Nasser niet toezegde niet als eerste te zullen aanvallen, zou men hem alle steun onthouden. Nasser beval hierop zijn militaire commandanten een aanval van Israël af te wachten. De 4e Pantserdivisie keerde weer terug naar haar uitgangspositie.

### Jordanië schaart zich aan de zijde van Egypte
Ondertussen was koning Hoessein steeds sterker geneigd de vijandschap met Egypte te beëindigen. De aanval op Samua overtuigde hem dat Israël hoe dan ook Samaria en Judea zou proberen in te nemen. Daarbij bleef hij vrezen voor een Syrische aanval. Door Egyptes bondgenoot te worden, hoopte hij op steun van Nasser tegen zowel Israël als Syrië. Ook was er onder de Jordaanse bevolking, zeker in Cisjordanië, een groot enthousiasme om de strijd met Israël aan te gaan. Op 30 mei vloog Hoessein plots naar Caïro en tekenden Egypte en Jordanië een verdrag tot wederzijdse verdediging. Op 2 juni werden de Jordaanse strijdkrachten onder bevel van het "United Arab Command" geplaatst, waaraan de Egyptische generaal Abdel Moneim Riad leiding gaf. Jordanië stond toe dat Egyptische, Iraakse en Saoedi-Arabische troepen op zijn grondgebied gestationeerd zouden gaan worden.

### Israëlische reactie

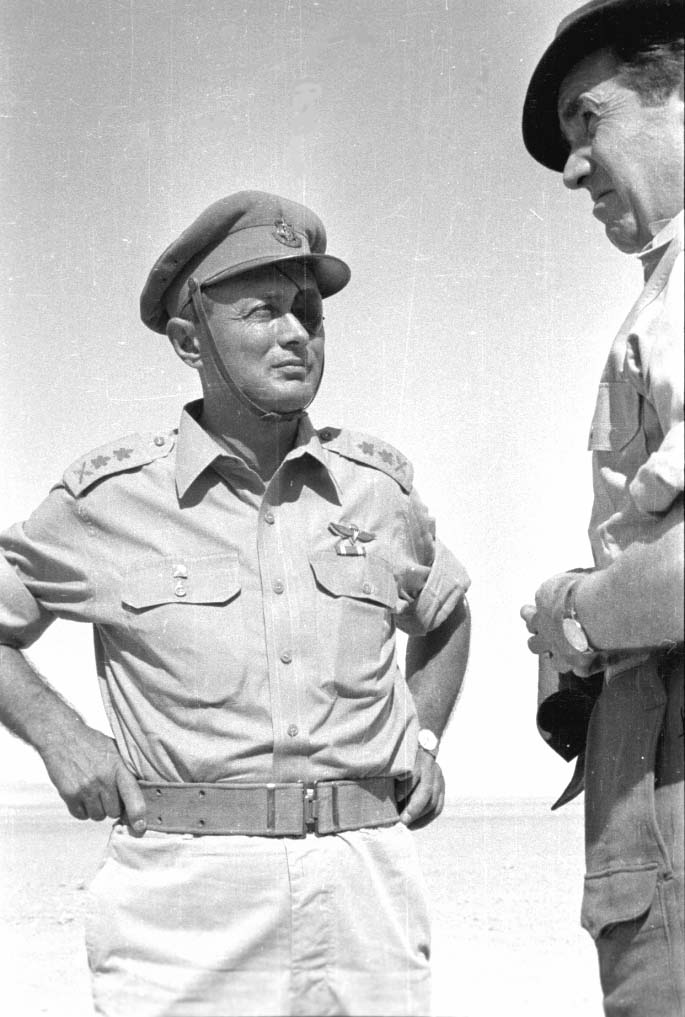
Moshe Dayan

Vanaf 15 mei was bij de regering en het opperbevel van Israël de nervositeit snel toegenomen. Rabin, een verstokt kettingroker, moest zich op 23 mei zelfs twee dagen in het ziekenhuis laten opnemen met een nicotinevergiftiging. Hij voelde zich schuldig over zijn overhaaste uitspraken op 12 mei. Op 16 mei begon de Israëlische strijdmacht te mobiliseren; de mobilisatie van de fronteenheden was voltooid op 20 mei. De troepen werden opgesteld volgens het plan Sadan ("Aambeeld"), in blokkerende posities aan de grenzen. De regering van Levi Eshkol probeerde eerst een diplomatieke oplossing te vinden. Minister van buitenlandse zaken Abba Eban werd uitgenodigd door de Verenigde Staten en het Verenigd Koninkrijk. Hij verzocht de Golf van Akaba weer te openen, omdat deze landen in 1957 het recht op vrije doorvaart erkend hadden alsmede Israëls recht om bij een blokkade een beroep te doen op artikel 51 van het Handvest van de Verenigde Naties, het recht op zelfverdediging. Als er niet ingegrepen werd, zou Israël dat recht uitoefenen. De VS en het VK antwoordden echter dat ze alleen konden meewerken aan een internationale operatie onder auspiciën van de Verenigde Naties, wat een langdurig proces van beraadslagingen in gang zette. De Britten stelden voor een internationale "regatta" te vormen, waarbij oorlogsschepen uit allerlei landen de blokkade zouden breken terwijl ze konvooien van vrachtschepen begeleidden. Israël vreesde echter dat zoiets slechts een eenmalige symbolische actie zou blijven en verlangde dat Egypte gedwongen zou worden de hele Sinaï weer te ontruimen. Bij de onderhandelingen werd Israël door de VS zwaar onder druk gezet om niet als eerste aan te vallen. De Amerikaanse minister van buitenlandse zaken Dean Rusk drukte het zo uit: Israel will not be alone unless it chooses to go alone ("Israël zal niet alleen staan tenzij het ervoor kiest om alleen te gaan"). Analyses van de National Security Council (de Amerikaanse defensieraad) en de CIA voorspelden dat Israël een gelijktijdige aanval van Egypte, Jordanië en Syrië met gemak zou kunnen afslaan. Eshkol zegde op 28 mei voorlopig toe zich van een aanval te onthouden. Toen hij dat in een radiotoespraak aan zijn land bekendmaakte, leidde dat tot grote consternatie. De Israëlische bevolking meende dat de regering zich veel te afwachtend en timide opstelde. Beangstigd door de Arabische oorlogsretoriek vreesde men voor een "Tweede Holocaust". Velen in het Westen deelden die vrees en Israël ontving in de weken voor de oorlog een half miljard dollar aan particuliere giften. Op 1 juni werd onder druk van de publieke opinie een regering van nationale eenheid gevormd met Moshe Dayan als minister van defensie — eerder had Eshkol die functie waargenomen — en de eerdere oppositieleider Menachem Begin als minister zonder portefeuille, beiden mannen waarvan bekend was dat ze een krachtdadig optreden verkozen.

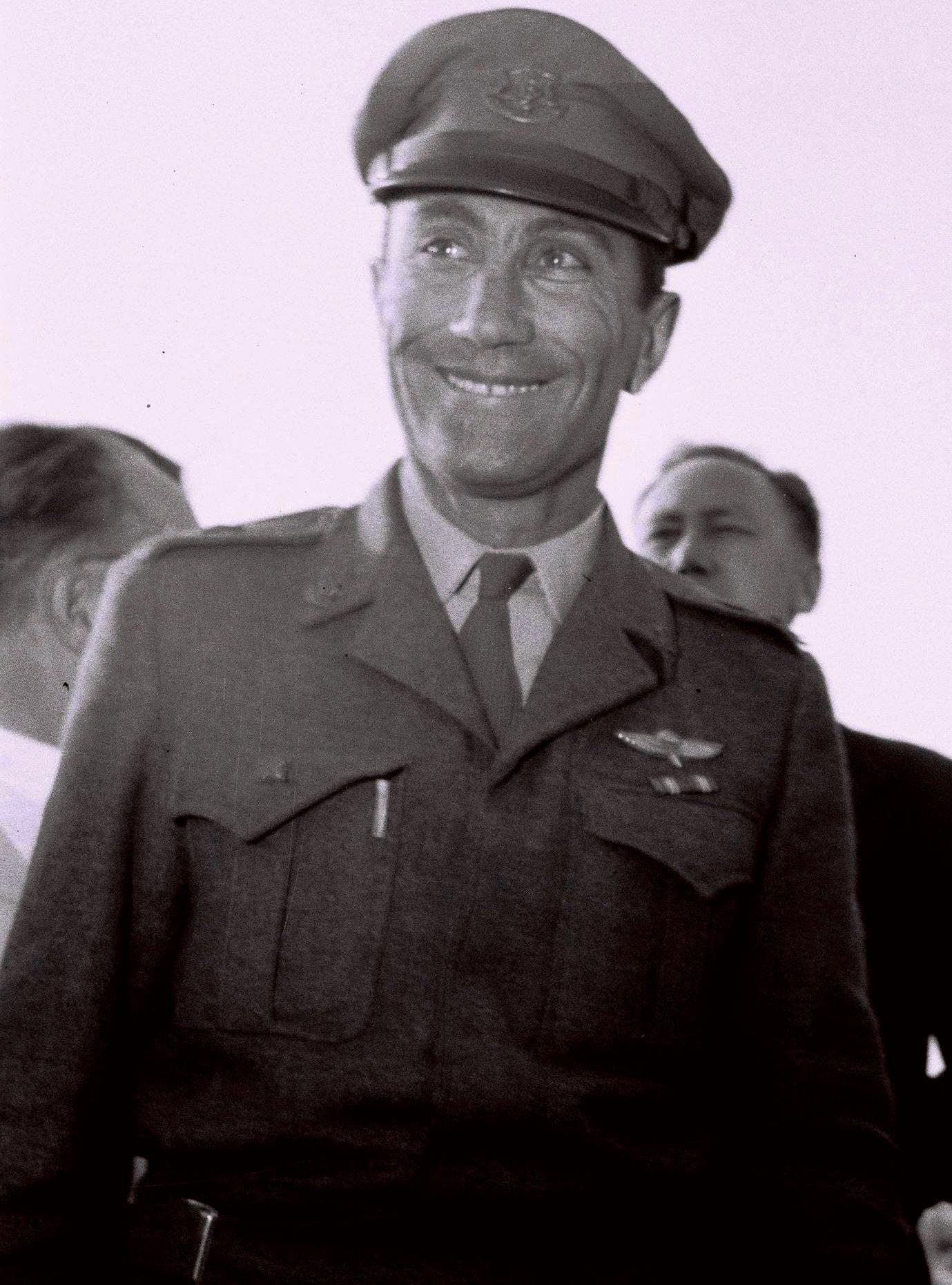
Meir Amit

Al eind mei hadden hoge Israëlische militairen, zoals hoofd logistiek Mattityahu Peled, aangedrongen op een zo spoedig mogelijke aanval. Eshkol had in de avond van 28 mei de grootste moeite zijn gezag te doen gelden toen hij het Israëlische opperbevel kennis gaf van zijn toezegging aan de Amerikaanse regering. Sommige generaals werd de spanning te veel: op 1 juni stormde Weizman het kantoor van Eshkol binnen en schreeuwde hem toe dat hij het bevel tot de aanval moest geven; toen een woedende Eshkol hem de insignes van het uniform probeerde te rukken, stormde Weizman het kantoor weer uit. De reden voor de haast was niet zozeer dat men een directe aanval van het Egyptische leger vreesde. Dit leger miste immers de drievoudige overmacht aan pantsertroepen die nodig was om het tactische voordeel van de verdediger te compenseren. Zoals Rabin het op 29 februari 1968 in een berucht interview met de Franse krant Le Monde uitdrukte: "de twee divisies die hij [Nasser] op 14 mei de Sinaï instuurde, zouden niet voldoende geweest zijn om Israël aan te vallen. Hij wist dat. Wij wisten dat". Een belangrijker motief was de mogelijkheid om in een luchtoorlog de eerste klap te kunnen uitdelen door een verrassingsaanval op de vijandelijke vliegvelden, een voordeel dat men Egypte wilde ontzeggen, hoewel dat land nauwelijks tot zo'n aanval in staat was aangezien al het radioverkeer van de Egyptische luchtmacht gemonitord werd via "Project Senator", en de Israëlische vliegtuigen veilig waren in hangarbunkers. De hoofdreden was echter dat men een situatie van beleg wilde voorkomen. Israël kon zijn reserve-eenheden niet te lang gemobiliseerd houden omdat ze alleen gevuld konden worden door het oproepen van bijna de hele weerbare mannelijke bevolking. Een te lange directe oorlogsdreiging zou leiden tot het ineenstorten van de economie. Daarnaast was er het gevaar van een gestage opbouw van Arabische troepen in Cisjordanië. Egypte was al begonnen een commandobrigade over te brengen naar Latrun bij Jeruzalem. Contingenten uit andere Arabische staten waren onderweg en men vreesde vooral dat Irak hele divisies zou uitzenden. De aanwezigheid van een grote Arabische legermacht in Judea en Samaria, zou Israëls strategische positie onhoudbaar maken. Een bijkomend motief voor veel generaals was dat naar hun mening de afschrikkende werking van de Israëlische strijdmacht verloren zou gaan als de militaire uitdaging door Nasser niet met geweld beantwoord zou worden. Als men op grond van dit alles een aanval noodzakelijk achtte, kon die beter zo spoedig mogelijk plaatsvinden om te voorkomen dat het Egyptische leger zijn posities verder zou versterken. Toen op 2 juni bekend werd dat de Jordaanse troepen onder Egyptisch bevel waren gesteld, besloot het Israëlische kabinet op korte termijn aan te vallen. Men overwoog daarbij allereerst Operatie Pargol ("Zuivering") uit te voeren, het plan voor de verovering van Judea en Samaria, maar legde uiteindelijk de prioriteit bij Operatie Kardom ("Bijl"), het verslaan van het Egyptische leger.

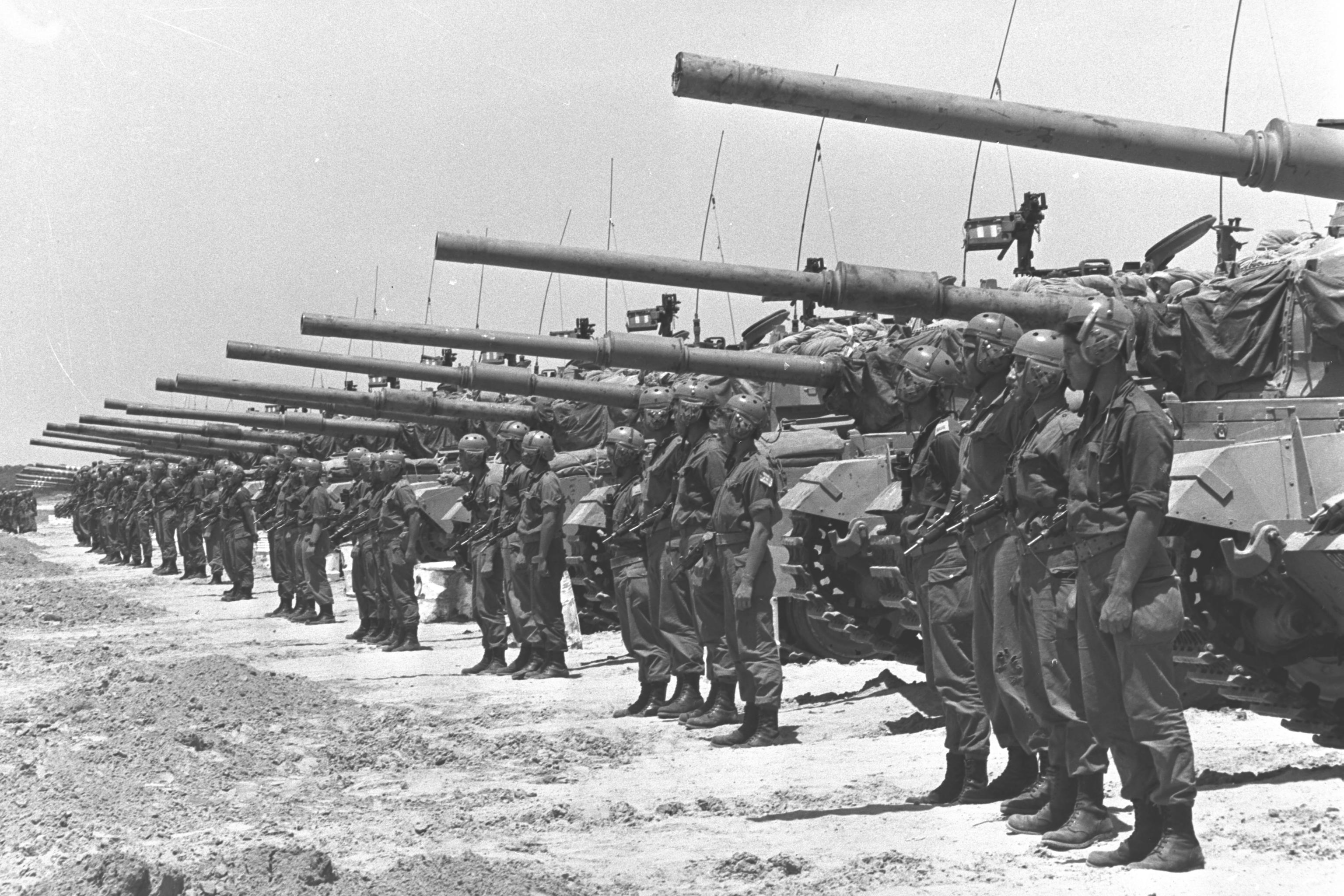
Israëlische Centurions in de Negev op 20 mei 1967

Eén obstakel moest echter nog overwonnen worden. Israël kon indertijd geen zwaar oorlogsmaterieel fabriceren. Een belangrijke bron van pantservoertuigen en vliegtuigen was tot die tijd Frankrijk geweest, waarmee nauw samengewerkt was bij de ontwikkeling van zulke wapens. Tijdens de crisis liet de Franse president Charles de Gaulle Israël echter volledig vallen en koos de Arabische zijde. Ook was men bang dat een aanval het Verenigd Koninkrijk, dat sterk zijn best gedaan had om tot een vreedzame oplossing te komen, zou vervreemden van Israël. Er was aldus maar één land dat als nieuwe beschermheer kon dienen: de Verenigde Staten van Amerika, die van 1964 af al aarzelend meer wapens waren gaan leveren. Daarom moest gepeild worden of de reactie van de VS niet negatief zou uitvallen. Eban had president Lyndon Johnson verzocht om formele garanties voor het voortbestaan van de staat Israël of althans voor de inzet van de United States Navy bij een aanval. Die had echter geantwoord dat zijn grondwettelijke positie niet toestond zulke verstrekkende toezeggingen te doen aan een vreemde mogendheid. Hierop zond men op 31 mei het hoofd van de Mossad, Meir Amit, naar Washington, DC om te zien of er dan althans informele toezeggingen gedaan konden worden. Tot ontzetting van het ongeduldige Israëlische opperbevel, besloot het kabinet op 2 juni het resultaat hiervan af te wachten. Bij zijn terugkeer toonde Amit op 4 juni tijdens een kabinetsvergadering een brief van Johnson, geschreven op 3 juni, waarin deze zijn sympathie uitdrukte voor het Israëlische standpunt maar wederom vroeg zich van vijandelijkheden te onthouden. Op het eerste gezicht leek dit een tegenvaller, maar Amit wist er een voor Israël positieve interpretatie aan te geven. Het belangrijkste aspect was volgens hem dat Johnson de aanval niet verbood. Tijdens gesprekken met de CIA en het Pentagon had Amit sterk de indruk gekregen dat de Amerikanen een Israëlische actie zouden verwelkomen. Toen hij de Amerikaanse minister van defensie Robert McNamara aankondigde dat hij zijn regering zou adviseren aan te vallen, aangevend het te begrijpen als McNamara daar niet expliciet zijn goedkeuring aan kon geven, antwoordde deze: I read you loud and clear! ("Ik ontvang U luid en duidelijk!"). Het oordeel van Amit volgend, besloot het kabinet daarop om in de ochtend van de 5e juni alle Egyptische militaire vliegvelden aan te vallen die in het bereik lagen van de Israëlische luchtmacht en een grondoffensief te beginnen tegen het Egyptische leger.
De welwillender, of althans meer gelaten, houding van de VS tegenover Israël vloeide voort uit een groeiend besef bij Johnson dat hij dat land verder weinig te bieden had: Operation Red Sea Regatta leek tot mislukken gedoemd omdat de meeste benaderde landen geweigerd hadden schepen toe te zeggen — Nederland was een uitzondering — en hij was het ermee eens dat een permanente grootschalige Egyptische militaire aanwezigheid in de Sinaï onacceptabel was. Aangezien het niet waarschijnlijk was dat Egypte zich zou terugtrekken zonder dat er voor Israël onaanvaardbare concessies gedaan werden, was de enige praktische uitweg uit de crisis om dat laatste land maar zijn gang te laten gaan. De historici zijn het er niet over eens of de VS hiermee het "groene licht" gaven voor de aanval — zodat er sprake zou zijn van een impliciete samenspanning — of dat de signalen uit de VS beter omschreven kunnen worden als een "oranje licht" (de amber light-hypothese): stoppen indien mogelijk maar geen negatieve consequenties bij een doorzetten van het offensief.

## Krachtsverhoudingen

### Israël

#### Luchtmacht

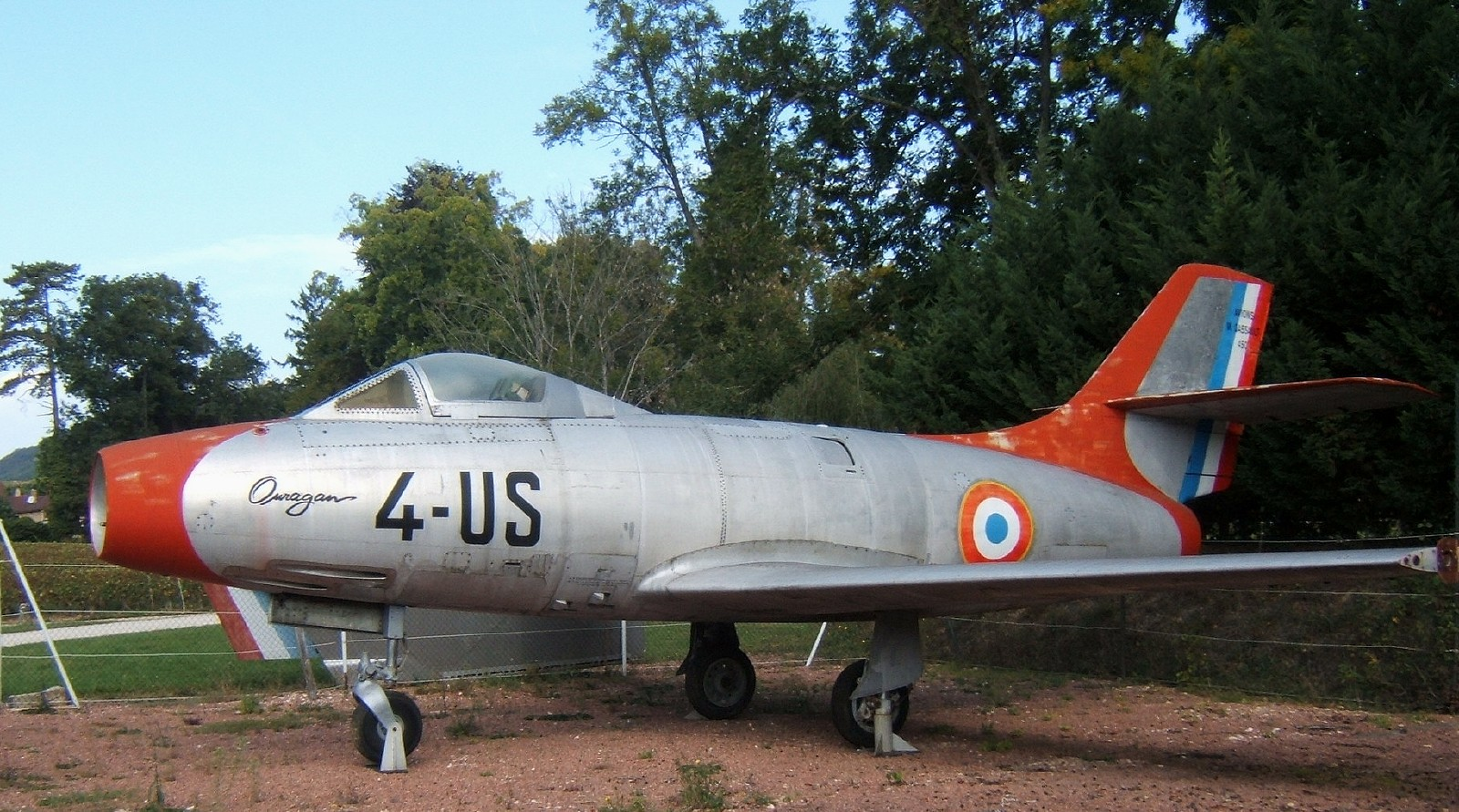
Een Ouragan

Een belangrijk deel van de slagkracht van de Israëlische strijdkrachten werd gevormd door de Israëlische luchtmacht. Deze beschikte in juni 1967 over ruim vierhonderd toestellen. Ongeveer de helft daarvan bestond uit lesvliegtuigen, transportvliegtuigen, lichte verkenningsvliegtuigen en helikopters. De overige tweehonderd betroffen jachtbommenwerpers, straaljagers die zowel het luchtgevecht konden voeren als gronddoelen met bommen bestoken. Van de trainingsvliegtuigen konden zesenzeventig straaltrainers, van het Franse type Fouga Magister dat door Israël zelf in licentie gebouwd werd, als lichte tactische bommenwerper worden ingezet. Het type werd door Israël gebruikt voor de directe luchtsteun aan de grondtroepen. Alle eigenlijke jachtbommenwerpers waren van Franse makelij. De oudste daarvan was de Dassault MD.450 Ouragan, waarvan er 51 beschikbaar waren. Dit type was subsonisch en kon de geluidssnelheid dus niet doorbreken. Iets moderner was de supersonische Dassault Mystère IV, waarvan nog 35 van de oorspronkelijk 61 toestellen over waren. Nog wat krachtiger was de Dassault Super Mystère B.2, waarvan er 35 exemplaren beschikbaar waren van de oorspronkelijke 36. Het modernste type was de Dassault Mirage III, een Mach-2-jager, waarvan er van de 75 geleverde exemplaren nog 67 vlogen. Het type was uitgerust als de Mirage IIICJ-variant, met verzwaarde ophangingspunten voor bommen. Twee van de Mirages waren uitgerust als fotoverkenner, de variant Mirage IIIRJ. Een speciaal soort toestel was de Sud Aviation Vautour II, een Franse lichte bommenwerper voor de lange afstand die ook ingericht kon worden als onderscheppingsjager. Israël had nog 19 van de oorspronkelijk 28 exemplaren.

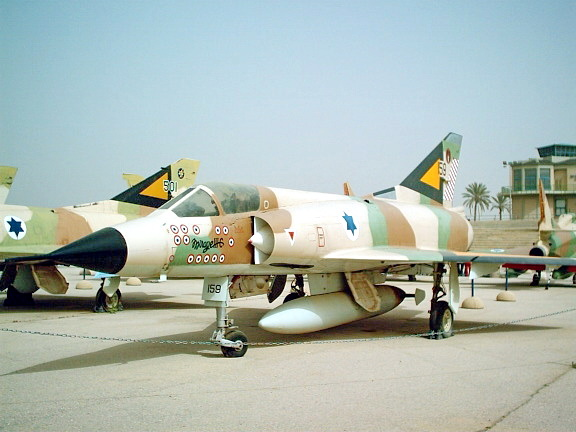
De modernste Israëlische straaljager was de Mirage III CJ

Veel van de Israëlische toestellen stamden uit de jaren vijftig en waren vanwege de snelle technologische ontwikkelingen in de jaren zestig alweer verouderd. Dat werd echter gecompenseerd door een intensieve training waarin de piloten veel vlieguren maakten. De persoonlijke kwaliteit van de piloot was essentieel, omdat het luchtgevecht meestal beslecht werd door het klassieke luchtduel of dogfight waarin de jachtvlieger zijn toestel achter dat van de tegenstander probeerde te manoeuvreren om het met het snelvuurkanon neer te schieten. Alleen de Mirage III was uitgerust met geleide lucht-luchtraketten, de Franse Matra R530 of de Israëlische Shafrir I. Deze raketten waren voorzien van een infraroodsensor die, zoals alle dergelijke systemen van die tijd, slechts reageerde op de hete uitlaat van het vijandelijke vliegtuig. Het was nog steeds nodig om zich achter het andere toestel te manoeuvreren, waarbij de bekwaamheid van de piloot vaak de doorslag gaf. Overigens kon slechts één Matra R530 worden meegenomen en was de Shafrir I erg onbetrouwbaar, zodat ook de piloot van de Mirage III meestal vertrouwde op de kracht van zijn twee 30 mm-snelvuurkanonnen. De effectiviteit van de luchtvloot werd verder verbeterd door een uitstekend onderhoud, waardoor het gemiddelde aantal vluchten per dag per vliegtuig in het conflict op 3,1 kwam te liggen. Een vergelijking met de Arabische luchtmachten is op dit punt moeilijk te maken doordat die vrijwel meteen werden vernietigd, maar in de Suezoorlog van 1956 lag de Israëlische sortie rate drie- à viermaal hoger dan die van de Egyptische luchtmacht. De inzetbaarheid lag in 1967 ook hoog: ongeveer 90%, vergeleken met 60 à 80% voor de eenheden van Egyptische luchtmacht.
Israël had in april 1965 zes batterijen Amerikaanse luchtdoelraketten ontvangen, van het type HAWK, maar had geen gesloten luchtafweergordel; de batterijen waren voornamelijk geconcentreerd rond het Negev nucleair onderzoekscentrum, de kerncentrale bij Dimona. De HAWK's zouden overigens pas in 1969 hun eerste Arabisch vliegtuig neerhalen.

#### Landmacht

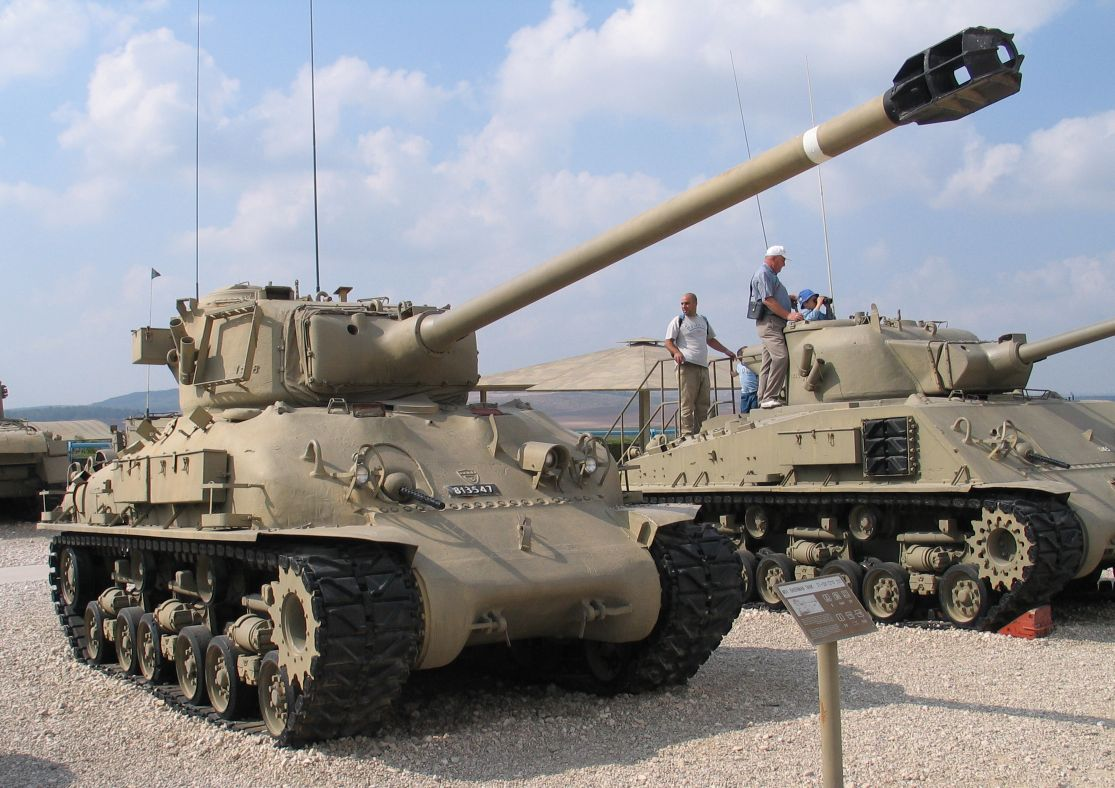
Een "Isherman" met erachter een "Super Sherman"

De Israëlische landmacht was sterk gemechaniseerd: de beperkte mankracht werd gecompenseerd door een relatief groot aantal tanks. Het belangrijkste type was oorspronkelijk de middelzware M4 Sherman, een Amerikaans voertuig uit de Tweede Wereldoorlog waarvan midden jaren vijftig een groot aantal tegen schrootwaarde van verschillende Amerikaanse bondgenoten te verkrijgen was geweest. De oorspronkelijke variant daarvan was verouderd wegens een zwak M3 75 mm-kanon en een dunne pantsering maar door zijn betrouwbaarheid goed bruikbaar voor de Israëlische tactiek van de bewegingsoorlog. Uiteindelijk zou Israël er ruim achthonderd van verwerven, een belangrijk deel om te worden omgebouwd tot allerlei ondersteuningsvoertuigen. In 1967 waren er nog ongeveer 520 Shermans als gevechtstank in gebruik. Veertig daarvan waren van het type "M1", in feite zogenaamde SuperShermans met een verlengd 76,2 mm-kanon die door de VS aan NAVO-landen waren geleased en die Frankrijk vanaf 1955 clandestien had geleverd. Omdat ook dit kanon als te zwak gold, had men met Franse hulp vanaf maart 1956 ongeveer driehonderd voertuigen omgebouwd met een lang M50 75 mm-kanon dat de Fransen uit dat van de Duitse Panther hadden ontwikkeld. In Israël was de officiële naam van deze Shermanvariant de "M50" maar verwarrend genoeg werd hij in de pers ook "Super Sherman" genoemd. Dit wapen was krachtig genoeg om de Sovjet T34-85 en de Amerikaanse M47 en M48 de baas te kunnen maar het kon niet het frontpantser van Sovjettanks van de T-54/55 serie doorslaan. Daarom werden begin jaren zestig 180 oude Shermans omgebouwd met een verkort M51 105 mm-kanon. Dit wapen had een gering effectief bereik, maar kon een door rotatie gestabiliseerde granaat afvuren met in het midden een langzamer roterende holle lading die alle toenmalige tanks kon vernietigen. Deze Israëlische Sherman werd kortweg "Isherman" genoemd. Dat men de moeite moest nemen oude tanks om te bouwen had mede als oorzaak dat Frankrijk geen middelzware tanks produceerde. In plaats daarvan werd een lichte tank met het krachtige 75 mm-M50-kanon gefabriceerd, de AMX 13, waarvan het grote aantal de zwakke pantsering moest compenseren. In Israël vond men het type eigenlijk hoogstens geschikt als verkenningstank maar bij gebrek aan beter zag men zich gedwongen de Franse doctrine over te nemen en grotere aantallen aan te schaffen: dertig werden er gekocht in 1953, zestig op 12 november 1956 en tweehonderd in 1960. Die laatste waren in 1967 nog niet allemaal geleverd, zodat er ongeveer 230 beschikbaar waren.

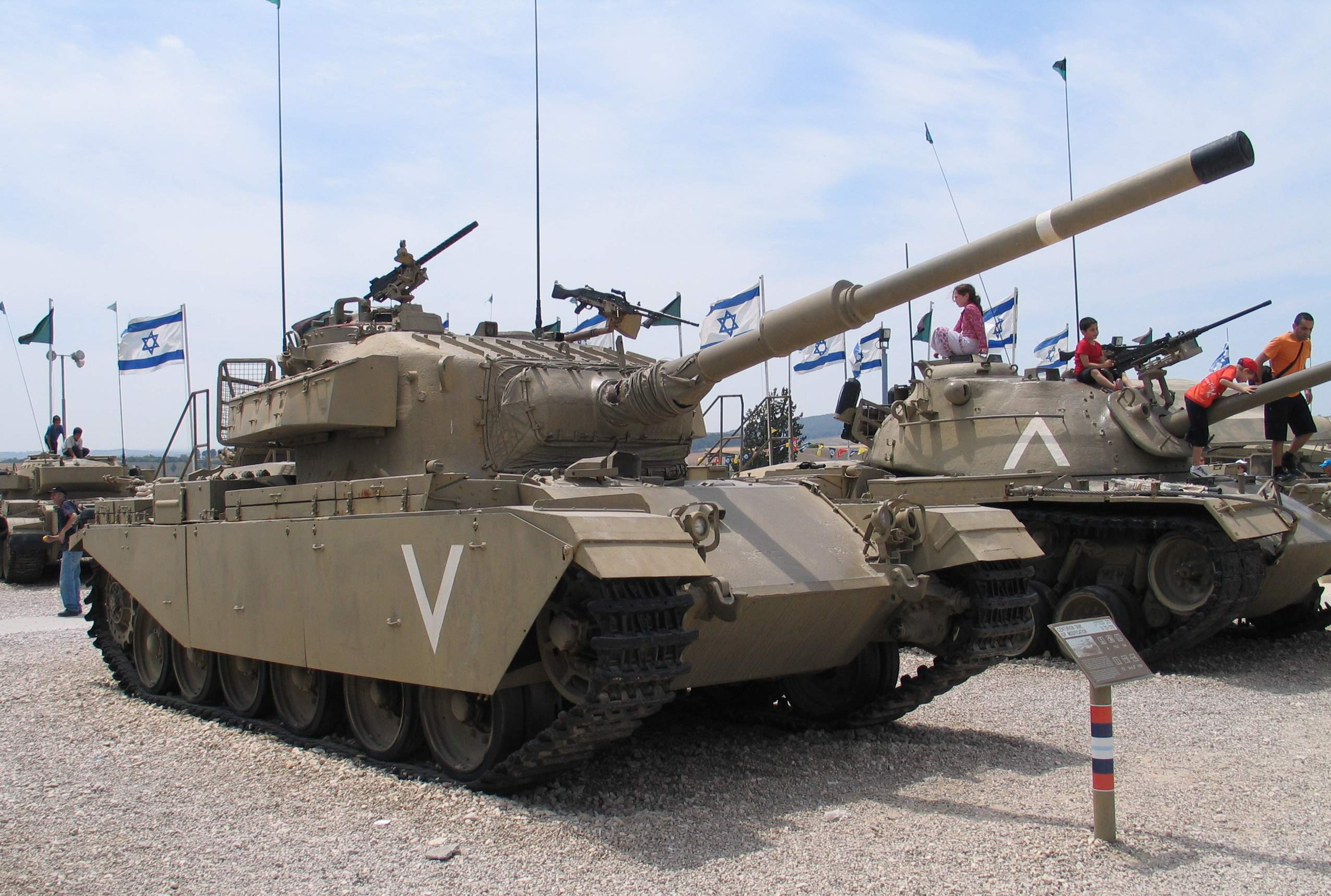
Een Centurion met erachter een M48 Patton

In de jaren vijftig waren de enige westerse producenten van middelzware tanks de VS en het VK. Het verzoek zulke modernere typen dan de Sherman te mogen afnemen was een constant element in het Israëlische diplomatieke verkeer met beide landen. In oktober 1958 zagen de Britten zich moreel gedwongen vijfenvijftig Centurions te verkopen, nadat Ben Gurion toegestaan had dat Britse vrachttoestellen met wapens over Israëlisch grondgebied vlogen om Koning Hoessein tijdens een opstand in het zadel te houden. In 1958 werden de eerste zestien overgedragen en dat zette een constante stroom van leveringen in gang: veertien in 1959, zestig in 1960, vijfenveertig in 1962 en achtenveertig in 1964. Op 10 september 1964 werden er nog eens tweehonderdvijftig verkocht en in de jaren daarna geleverd zodat er in 1967 433 beschikbaar waren. De meeste daarvan waren al door de Britten voorzien van het nieuwe Royal Ordnance L7 105 mm-kanon dat in 1967 alle tanks van de Arabische legers kon vernietigen, maar enkele voertuigen bleven dat jaar nog uitgerust met de oorspronkelijke 83,4 mm-"twintigponder" waarvan de uitwerking tegen de T-54/55 onvoldoende was. Hoewel Israël uiteindelijk tot het midden van de jaren zeventig ruim 1500 Centurions zou aanschaffen en dit type het symbool zou worden van de Israëlische pantsermacht, verliep de introductie van het nieuwe materieel zeer problematisch en werd het als te complex en traag beschouwd. Pas in 1965 wist men de Amerikaanse regering te bewegen 150 stuks van de M48 Patton te leveren, een tank met een betere ophanging, een groter rijbereik en een soepeler besturing dan de Centurion en daarbij voorzien van een optische afstandsmeter. De levering vond eerst in het geheim plaats: aan de Bondsrepubliek Duitsland geleasede M48A1's werden via Italië naar Israël verscheept en in ruil kreeg de Bondsrepubliek er nieuwe M48A2's voor terug. Na de eerste veertig tanks lekte deze operatie uit naar de Duitse pers en in februari 1965 zette de Duitse regering de export stop; de VS besloten toen het type maar direct te leveren. In 1965 werden nog eens 90 M48A1's verscheept en in 1966 10 M48A1's en 110 M48A2C's, zodat in 1967 een totaal van 250 M48's beschikbaar was. Deze waren alle oorspronkelijk uitgerust met een 90 mm-kanon dat nog zwakker was dan het Britse 83,4 mm-kanon. In juni 1967 bevond men zich midden in een project om de helft ervan met het L7 105 mm-kanon om te bouwen; pas een dozijn tanks was verbeterd. De VS hadden geweigerd om ter voorlopige vervanging 140 modernere M60 Patton's in bruikleen te geven.

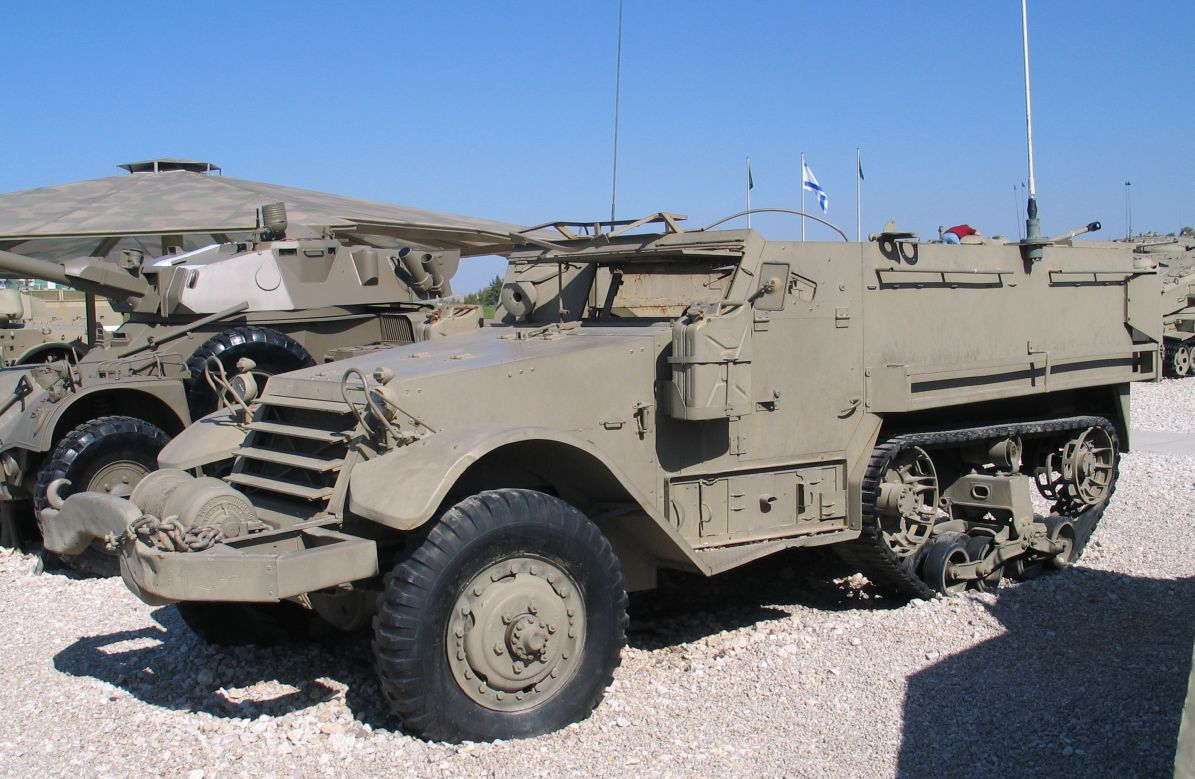
Een M3 half-track met erachter een Panhard AML90

Israël had zo in juni 1967 ongeveer 1350 inzetbare tanks. Die konden niet allemaal tegelijk in het veld gebracht worden. Men hield een materieelreserve aan van zo'n 50% bovenop de  organieke sterkte. Er waren 22 tankbataljons operationeel: negen uitgerust met de Sherman (een met de M1, vijf met de M50 en drie met de M51), zeven met de Centurion, vier met de AMX 13 en twee met de M48. Een bataljon was in beginsel opgebouwd uit vier compagnieën van tien tanks, aangevuld met een reservepeloton van drie en een commandotank van de bataljonscommandant. De feitelijke sterkte varieerde. De AMX 13-bataljons hadden maar drie compagnieën, één M48-bataljon was op sterkte gebracht door een AMX 13-compagnie en één Shermanbataljon was versterkt door een vijfde Centurioncompagnie. De tankbataljons waren, samen met infanterie-eenheden, samengevoegd tot brigades en die werden vaak weer gecombineerd tot Ugdot. Iedere Ugda was een divisiehoofdkwartier dat het bevel had over een flexibel aantal eenheden. De vier Ugdot en de onafhankelijke brigades werden verdeeld over de drie strijdterreinen, waarover het bevel gevoerd werd door een Noordelijk, Centraal en Zuidelijk Commando.

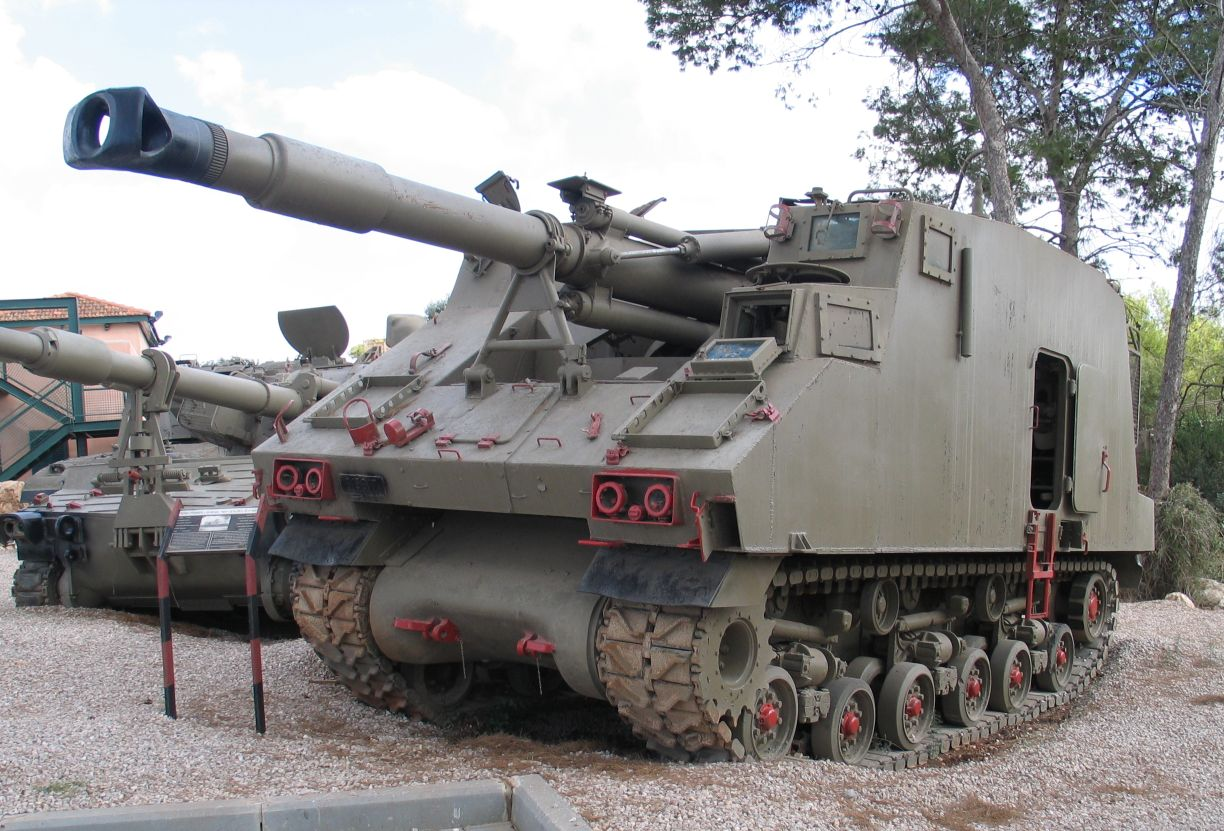
Israël voerde in 1967 de Ro'em L-33 in, een Lang 33 155 mm-geschut op een Shermanchassis.

Behalve tien pantserbrigades waren er ook negen infanteriebrigades, waarvan er drie versterkt werden met een tankbataljon zodat het in feite pantserinfanteriebrigades waren, waaronder twee parachutistenbrigades die ook beschikten over negenentwintig Franse Panhard AML90 pantserwagens, uitgerust met een 90 mm-kanon. De infanterie was volledig gemotoriseerd, uitgerust met vrachtwagens, en gedeeltelijk gemechaniseerd met een duizendtal Amerikaanse M3 Half-Tracks uit de Tweede Wereldoorlog. Sommige daarvan waren voorzien van een 90 mm-antitankkanon of van geleide antitankraketten van het Franse type Nord SS.10. De artillerie beschikte over 746 vuurmonden waarvan de meeste getrokken werden; daarnaast bezat men rupsvoertuigen: twee bataljons M7 Priest, zestig AMX-105A's en een paar batterijen Ro'em L-33's, een lokaal omgebouwde Shermanconversie. Er was te weinig van zulke gemechaniseerde artillerie om de tankeenheden bij een snelle opmars voldoende vuursteun te blijven geven en die taak werd uitgeoefend door de lichte tactische bommenwerpers van de Israëlische luchtmacht.
In 1967 was de tactische doctrine van het Israëlische leger gebaseerd op de bewegingsoorlog: het verslaan van de vijand door een snelle diepe aanval, gecombineerd met een omsingeling. Daarbij paste men het principe van de Auftragstaktik toe. Lagere commandanten kregen een algemene opdracht en moesten zelf bepalen hoe ze dat doel bereikten. Dit systeem liet alle ruimte voor eigen initiatief en stoutmoedige improvisaties. Het paste goed bij de tamelijk egalitaire Israëlische samenleving maar leidde ook tot een wat zwakke discipline en weinig respect voor de hiërarchische verhoudingen. Doordat op een joodse bevolking van nog geen drie miljoen het leger een kleine kwart miljoen man onder de wapenen had, kon men niet erg selectief zijn. Dat werd gecompenseerd door een langdurige training en een uitstekend moreel. De achilleshiel van het leger was de slechte logistiek door een tekort aan vrachtwagens. Een campagne moest snel voorbij zijn, anders dreigde de bevoorrading stil te vallen.

### Egypte

#### Luchtmacht

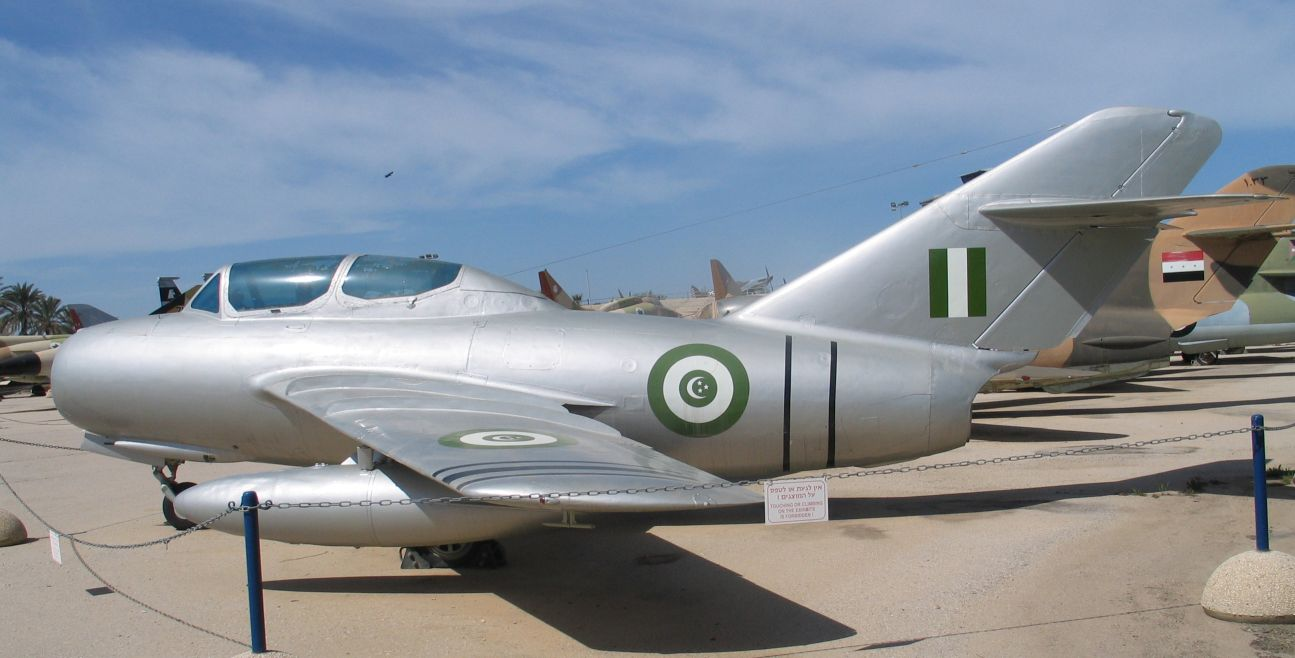
Een Egyptische MiG-15-straaltrainer

Verreweg de grootste Arabische luchtmacht was die van Egypte die ongeveer 560 toestellen in gebruik had. De helft daarvan bestond uit operationele straaljagers, alle van Sovjetmakelij. De oudste types waren in dienst bij eenheden die met 124 MiG 15/17's vlogen; een kwart van die sterkte nam de verouderde MiG-15 voor zijn rekening, de rest de MiG-17. Een moderner vliegtuig was de MiG-19 waarvan er officieel tachtig operationeel waren; door een grote onbetrouwbaarheid was maar een veertigtal werkelijk inzetbaar. Als moderne Mach 2-jager had Egypte 235 MiG-21's aangeschaft; door een groot aantal ongelukken waren daarvan in juni 1967 nog 108 operationeel. Op dat moment werd ook de Soechoj Soe-7 ingevoerd, als jachtbommenwerper; van de zestig verscheepte toestellen waren er pas vijftien in dienst. Behalve jagers had de luchtmacht ook negenentwintig middelzware Iljoesjin Il-28 straalbommenwerpers en dertig zware strategische Toepolev Tu-16KS straalbommenwerpers. Die laatste waren in Israël speciaal gevreesd omdat ze ieder negen ton bommen konden afwerpen en zo een grote verwoesting aanrichten in stedelijke gebieden. De Israëlische autoriteiten hadden geraamd dat hierdoor tienduizend burgerdoden zouden vallen en militaire opperrabbijn Sjlomo Goren was begonnen locaties voor noodbegraafplaatsen te zoeken in stadsparken.

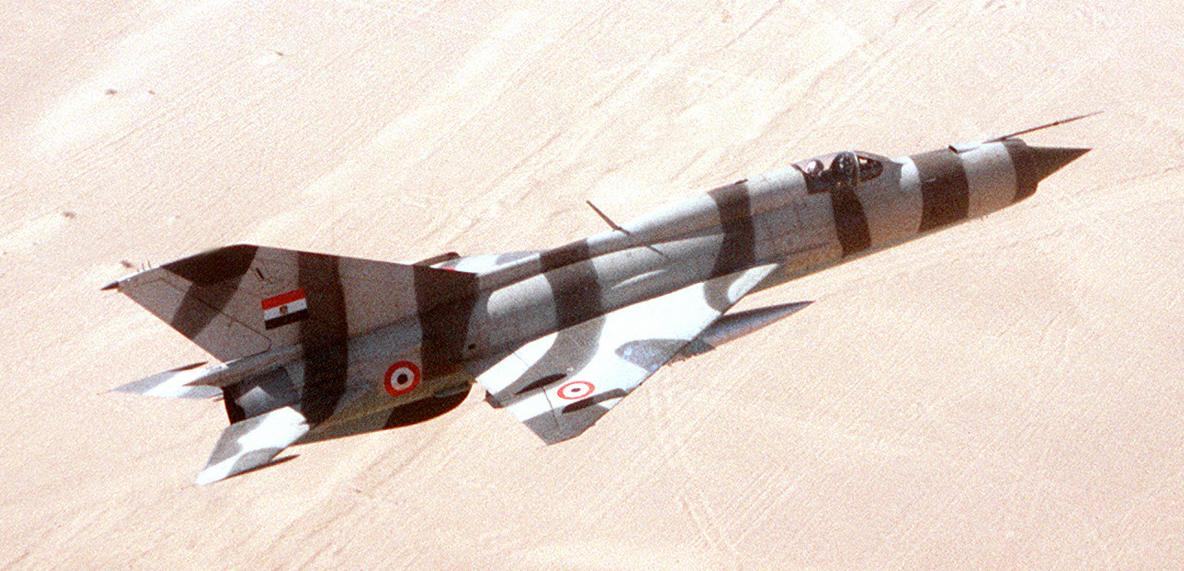
De modernste Egyptische straaljager was de MiG-21

De Egyptische luchtmacht had met slechts zestienduizend man personeel grote moeite de instroom van het vele moderne materieel te verwerken. De inzetbaarheid was matig en de sortie rate laag. Dit werd in juni 1967 nog verergerd doordat het effectieve vliegbereik van de Sovjettypen gering was en dus luchtsteun aan de grondtroepen te kunnen geven in allerijl vliegvelden in de Sinaï geactiveerd moesten worden. Er waren in 1967 maar tweehonderd piloten volledig getraind. De instructeurs uit de Sovjet-Unie leerden de gevechtsdoctrine van dat land aan die het op grote hoogte met centraal geleide ruime formaties onderscheppen van strategische bommenwerpers benadrukte. Deze tactiek was bijzonder slecht aangepast aan de lokale situatie daar Israël geen zware bommenwerpers meer gebruikte en zijn luchtmacht bij voorkeur op lage hoogte het individuele luchtgevecht zocht. Lagere commandanten probeerden hun piloten wel te trainen in het laag vliegen en de dogfight maar van hogerhand werd dat ontmoedigd om slijtage en ongelukken te beperken.
Egypte bezat een luchtafweergordel die beschikte over zevenentwintig batterijen uitgerust met de S-75 Dvina "SA-2" luchtdoelraket. Ook dit type was voornamelijk gericht op het onderscheppen op grotere hoogte.

#### Landmacht

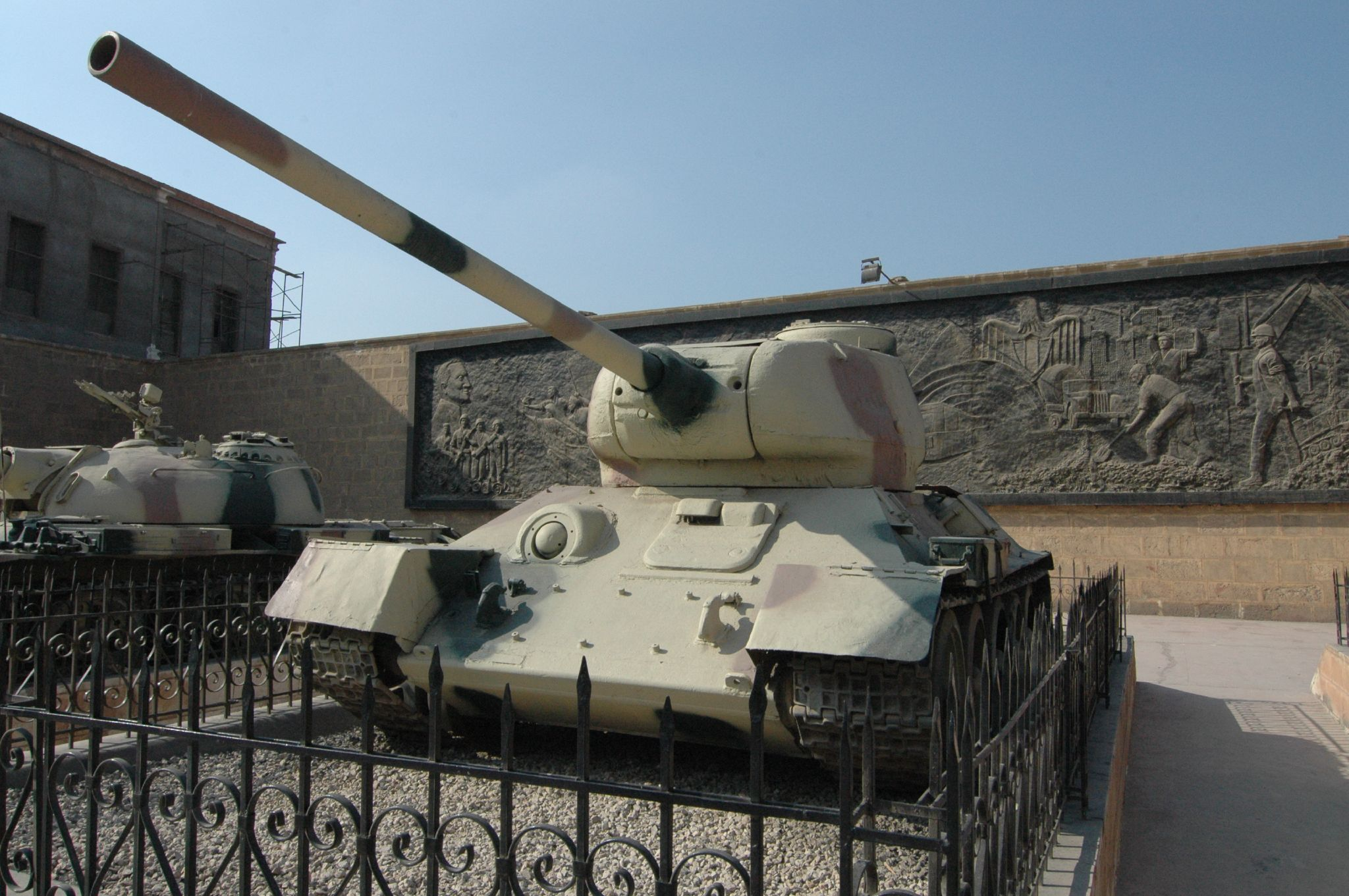
Een Egyptische T-34-85

Net als Israël bezat Egypte een groot aantal tanks. Uit de periode vóór 1956, toen Egypte nog een westerse bondgenoot was, was er nog een dertigtal Centurions en een vijftigtal M4 Shermans over, die laatste ten dele door Frankrijk verbeterd door er een AMX 13-geschutstoren op te plaatsen. Het meeste tankmaterieel bestond uit Sovjettypen. De talrijkste daarvan was de T-34-85, een ontwerp uit de Tweede Wereldoorlog, waarvan er 820 nieuw door Tsjecho-Slowakije geleverd waren. Anders dan T-34s uit de oude oorlogsvoorraden van het Rode Leger, waren deze voertuigen mechanisch tamelijk betrouwbaar en niet versleten. Doordat ze tot de uitrusting behoorden van het expeditieleger in Jemen, waren er in juni 1967 maar zo'n vierhonderd inzetbaar in de Sinaï. Het type gold toen als verouderd wegens een dunne pantsering; het 85 mm-kanon had een onvoldoende uitwerking tegen de Centurion en de M48. Om dat laatste probleem te ondervangen was er ondersteuning door een honderdtal SU-100s, een tankjager bestaande uit een T-34-romp met een 100 mm-kanon in een kazematopbouw. Een ander type uit de Tweede Wereldoorlog was de IS-3, een zware tank waarvan er ook een honderdtal aangeschaft was. Dit voertuig was zwaar bepantserd en kon alleen door de Centurion en de Isherman eenvoudig uitgeschakeld worden. Het was met een 122 mm-kanon ook adequaat bewapend maar was toch slecht geschikt voor het gevecht met andere tanks omdat het te log was en de vuursnelheid te laag lag.

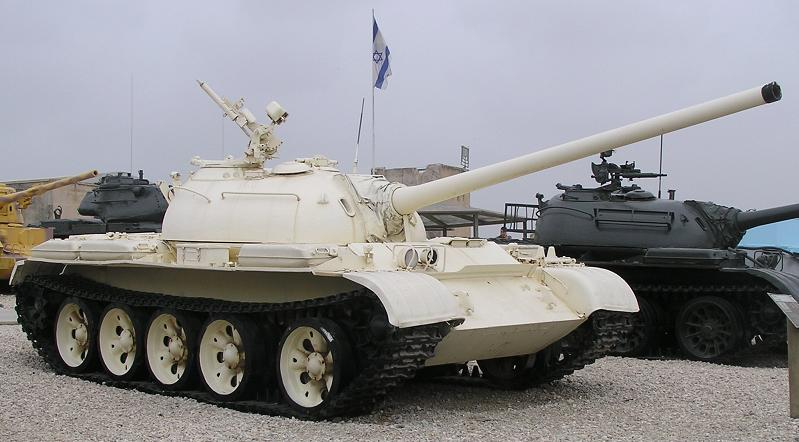
Een T-54

De modernste Egyptische tanks bestonden uit voertuigen uit de T-54/55-serie, voornamelijk de T-54A. De eerste 120 daarvan waren van 1958 af geleverd en daarna volgde nog een partij van 130 in 1962/1963 en van 160 in 1965/1967. Deze 410 voertuigen waren bijna net zo goed bepantserd als de IS-3 en hadden een krachtige bewapening in de vorm van een 100 mm-kanon. Ze hadden ook een goede mobiliteit. Een nadeel was echter dat ze gebouwd waren voor het aanvallen van stellingen, niet om het ontmoetingsgevecht of het vertragend gevecht te voeren met andere tanks. Doordat de vuursnelheid matig was en een afstandsmeter ontbrak, hadden ze weinig kans in een tankduel tegen een Centurion of een M48 de vaak beslissende eerste treffer te plaatsen. Daarbij was door een platte koepel de "domping", de neerwaartse bewegingsvrijheid, van het kanon gering waardoor het lastig was zelfs in heuvelachtig terrein een "rompgedekte" positie te vinden. De T-54/55's waren ook tamelijk onderhoudsgevoelig. De tanks van 4e Pantserdivisie, de elite-eenheid van het Egyptische leger, hadden door de veranderingen in de plannen en een gebrek aan tanktransporteurs ruim duizend kilometer op eigen kracht moeten afleggen. Begin juni 1967 waren ze door transmissieschade slecht inzetbaar. De Egyptische T-54's zouden door een vroege terugtocht maar een geringe invloed hebben op de loop van de gevechten.

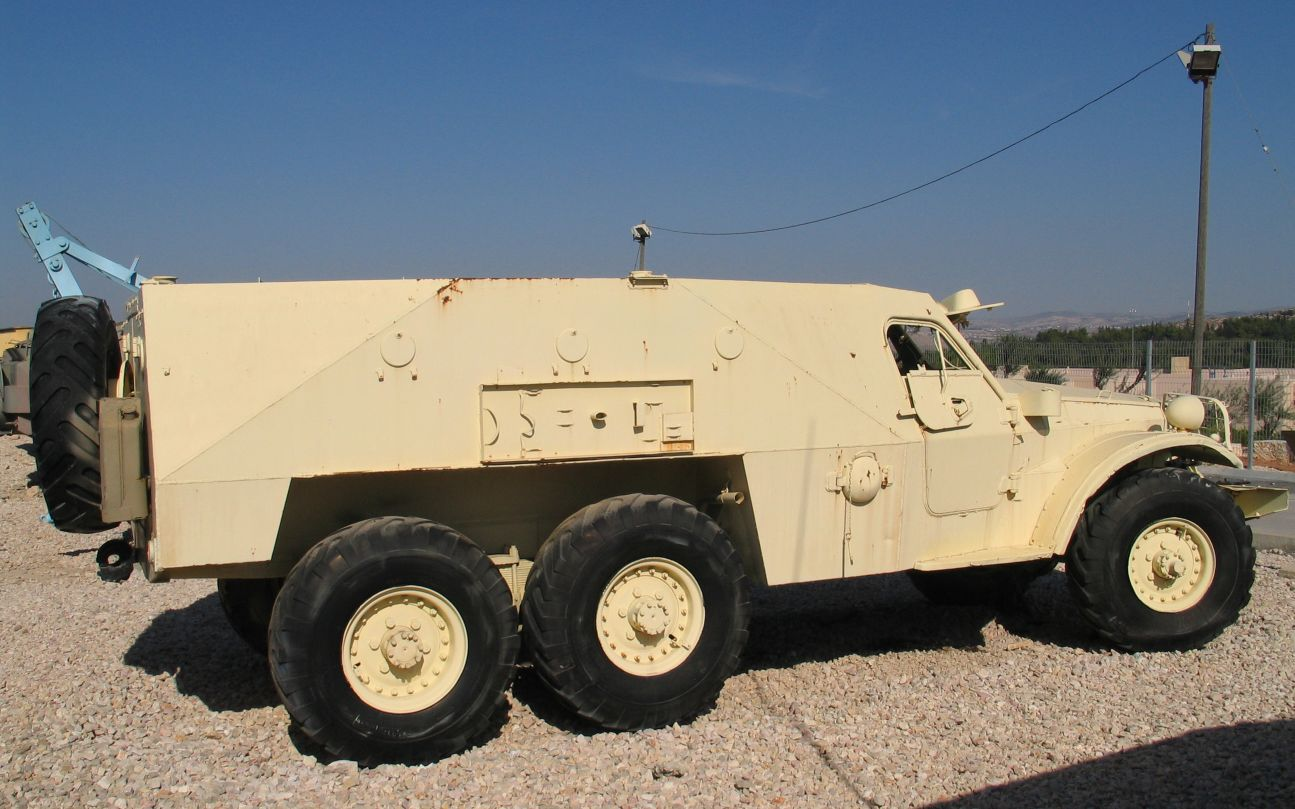
Een BTR-152

Als volkrijk land kon Egypte een groot aantal infanterie-eenheden op de been brengen. De beste daarvan, acht infanteriebrigades, vochten in Jemen waar zich een expeditiemacht van zeventigduizend man bevond: voor de mobilisatie van mei 1967 werd twee derde van het Egyptische leger bij de Jemenitische Burgeroorlog ingezet. Bij dat conflict had Egypte al vijftienduizend man verloren en de jarenlange strijd had een groot deel van het defensiebudget opgeslokt. De drie infanteriedivisies die de Sinaï ingezonden werden, waren reserve-eenheden, gevuld met opgeroepen vroegere dienstplichtigen. Toch was de kwaliteit van deze divisies niet zo laag. Ze waren volledig gemotoriseerd en voor een flink deel gemechaniseerd door de aanwezigheid van een tankregiment en een aanzienlijk aantal pantserwagens die als pantserinfanterievoertuig ingezet werden, zoals de BTR-152. Daarbij konden de dienstplichtigen streng geselecteerd worden daar er zich, om aan een armoedig bestaan te ontsnappen, tweemaal zoveel vrijwilligers aanmeldden als er geplaatst konden worden. In juni 1967 waren het deze troepen die de zwaarste aanvallen van het Israëlische leger te verduren kregen. Aan hun gevechtskracht werd door twee factoren afbreuk gedaan. In mei 1967 waren deze eenheden niet in hun geheel gemobiliseerd en opnieuw geoefend: ze werden in de Sinaï zelf haastig geformeerd door de reservisten met bussen de stellingen in te sturen, wat leidde tot een chaos in de organisatie en een slechte samenhang binnen de kleinste verbanden. Het tweede probleem was fundamenteler. De primaire vuurkracht schoot tekort doordat de organieke tanks grotendeels uit T-34's bestonden, geleide antitankraketten ontbraken en de pantserafweer berustte op een verouderd systeem van antitankkanonnen. Zonder wapens die Centurions of M48s eenvoudig konden uitschakelen, waren de infanteriedivisies slechts in staat om een Israëlische opmars op te houden, niet om deze tegen te houden.
De Egyptische artillerie beschikte over een ruim aantal vuurmonden maar de stukken geschut waren alle getrokken.
De doctrine van het Egyptische leger was in theorie niet anders dan de Israëlische: de bewegingsoorlog. In de praktijk was de ervaring in deze tactiek gering. Sinds 1952 waren er geen manoeuvres gehouden met eenheden groter dan brigades, in 1956 was men snel en vernietigend verslagen en de strijd in Jemen, tegen een guerrilla van bergstammen, had weinig lessen opgeleverd die bruikbaar waren in een gemechaniseerde oorlog met Israël. Egypte kende geen systeem van Auftragstaktik. Het officierenkorps vormde een hechte en hiërarchisch opgebouwde kaste waarbinnen gehoorzaamheid belangrijker was dan initiatief. Veel benoemingen waren allereerst politiek gemotiveerd. Naar buiten en binnen toe probeerde men een schijn van competentie op te houden zodat er weinig ruimte was voor kritiek op tekortkomingen. De legerleiding besefte dit alles heimelijk zeer wel, wat het zelfvertrouwen aantastte. De politieke leiding, hoewel zelf uit generaals bestaand, had moeite een goed beeld te krijgen van de werkelijke gevechtskracht; Nasser placht hierover erg optimistisch te zijn.

### Syrië

#### Luchtmacht
De luchtmacht was, hoewel in omvang beperkt, het modernste en best georganiseerde deel van de Syrische strijdkrachten. Zij stond onder het bevel van generaal-majoor Hafiz al-Assad, sinds 1966 tevens de minister van defensie, de latere president en dictator van Syrië. De oudste typen werden ingezet door eenheden die nog vijfendertig MiG-15/MiG-17 in gebruik hadden. Daarnaast bezat men ook wat MiG-19, maar de Syrische luchtmacht was niet in staat gebleken het complexe type operationeel te houden; enkele toestellen werden nog gevlogen door gedetacheerde Egyptische piloten en onderhoudsteams. De hoofdmacht bestond uit een zestigtal operationele MiG-21's. Het aantal zwaardere bommenwerpers was beperkt tot twee Iljoesjin Il-28's.

#### Landmacht

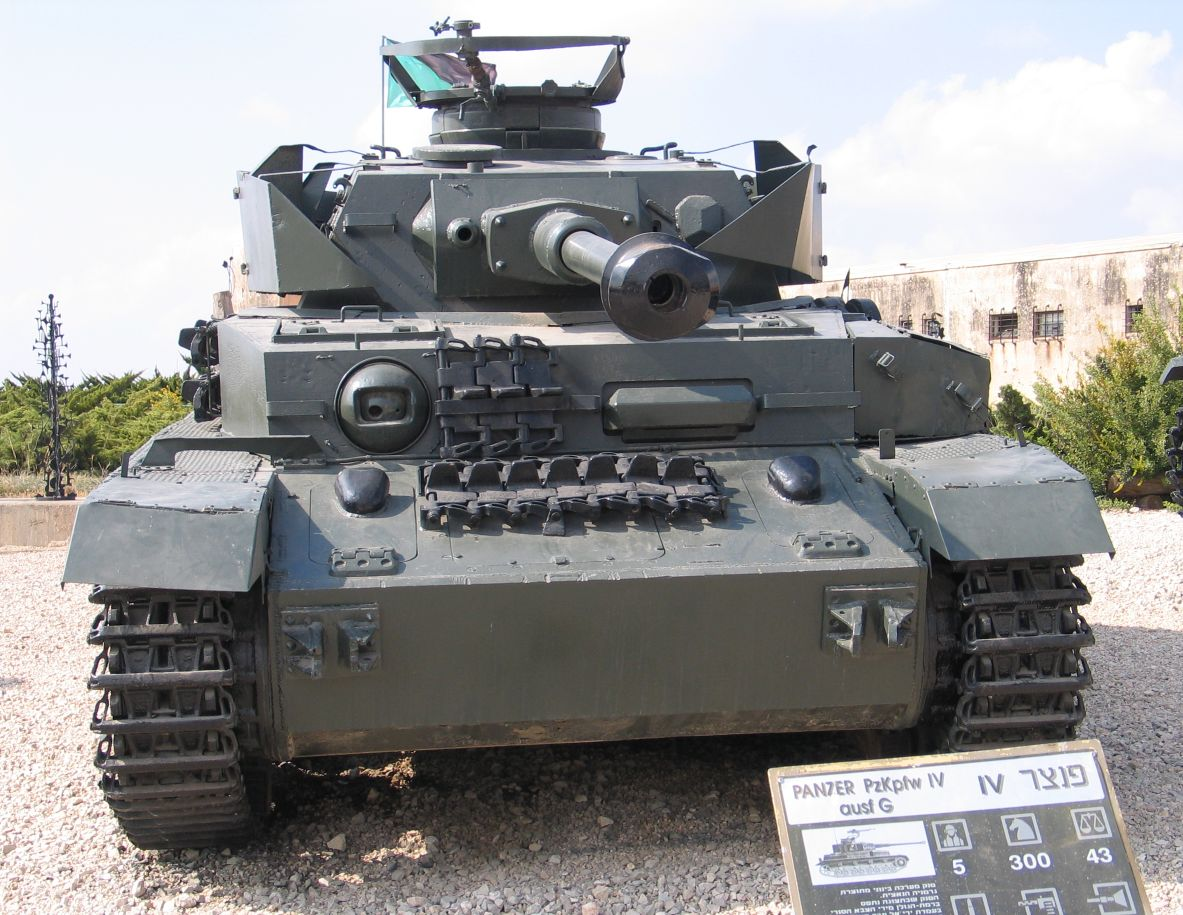
Een Syrische Panzerkampfwagen IV Ausf. G

Het Syrische leger, in juni 1967 bestaande uit ruwweg zeventigduizend man, beschikte over zo'n zeshonderd pantserinfanterievoertuigen en 750 tanks. Ten dele bestonden deze laatste uit typen die in 1967 uniek waren: Frankrijk, Spanje en Tsjecho-Slowakije hadden in de jaren vijftig oud Duits materieel uit de Tweede Wereldoorlog geleverd. Dit betrof achtentwintig Panzerkampfwagen IV, een even groot aantal Sturmgeschütz III's, zes Jagdpanzer IV en vijf Hummel. De meeste hiervan waren op statische posities ingegraven op de Golanhoogvlakte. De meeste pantsereenheden waren organieke tankbataljons van de infanteriebrigades, uitgerust met de T-34-85 waarvan er ongeveer vierhonderd beschikbaar waren, ondersteund door wat SU-100's. Honderdtwintig T-34's waren nieuw door Tsjecho-Slowakije geleverd. De overige had de Sovjet-Unie verscheept uit haar oorlogsvoorraden en waren onbetrouwbaar en totaal versleten; vaak worden ze maar buiten beschouwing gelaten bij het bepalen van de Syrische tanksterkte. Moderne tanks werden vertegenwoordigd door ongeveer 250 T-54/55's die geconcentreerd waren in twee pantserbrigades en een gemechaniseerde brigade.
De pantserbrigades werden niet gecombineerd tot een pantserdivisie, ten dele wegens het risico voor het regime dat de commandant van zo'n sterke eenheid een staatsgreep zou plegen, ten dele omdat het organisatorisch vermogen daarvoor te beperkt was. Een snelle opeenvolging van regimewisselingen en couppogingen had het officierenkorps door zuiveringen uitgedund. Het land was verscheurd door politieke, etnische en religieuze tegenstellingen. De sfeer in het leger werd gekenmerkt door angst en wantrouwen. De facties die de regering vormden, domineerden ieder hun eigen eenheden. Dat betekende ook dat die tamelijk vechtlustig waren en een sterke samenhang bezaten, wat hun gevechtswaarde weer verhoogde.

### Jordanië

#### Luchtmacht

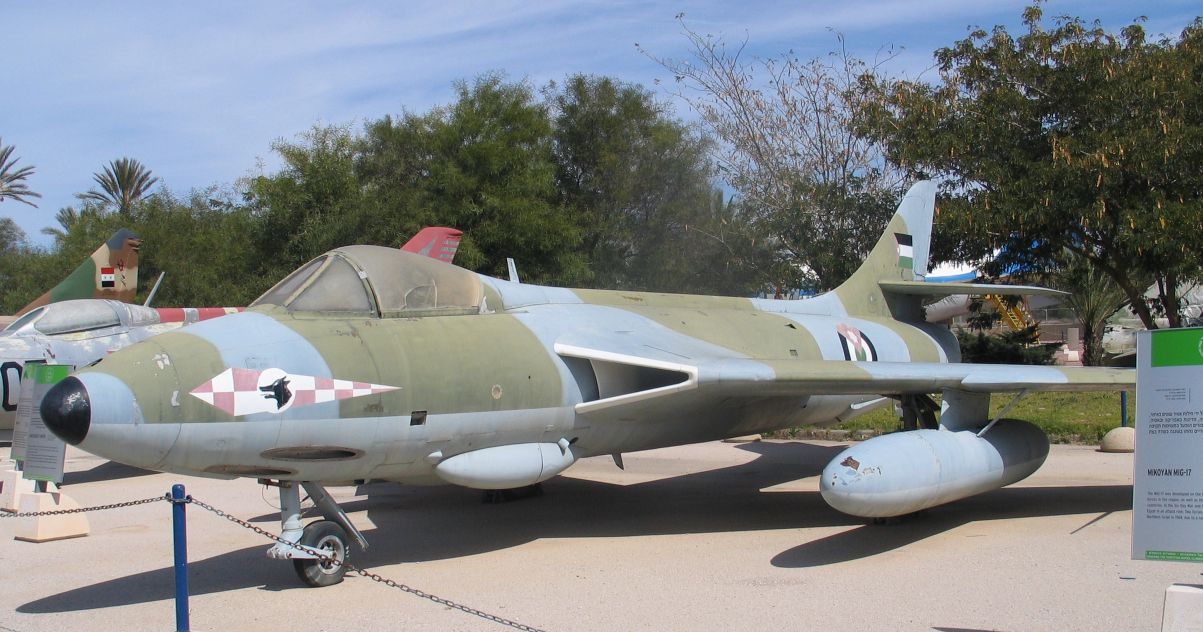
Een Jordaanse Hawker Hunter

De Koninklijke Jordaanse luchtmacht was nogal klein. Van de zeventien subsonische de Havilland Vampire straaljagers die ooit door het Verenigd Koninkrijk en Egypte geleverd waren, vlogen er nog acht. Het belangrijkste gevechtsvliegtuig was de Hawker Hunter, waarvan er 22 operationeel waren. Omdat ook dit laatste type verouderd begon te raken, besloten de VS in april 1966 om zesendertig Lockheed F-104 Starfighters te leveren. Daarvan waren er in juni 1967 vijf aangekomen. Wegens de oorlogsdreiging werden ze op 3 juni naar Turkije gevlogen. Er waren dus in het geheel geen moderne Mach-2-jagers in gebruik. De Hawker Hunter was een betrouwbaar toestel en de inzetbaarheid van de Jordaanse luchtmacht was relatief goed.

#### Landmacht

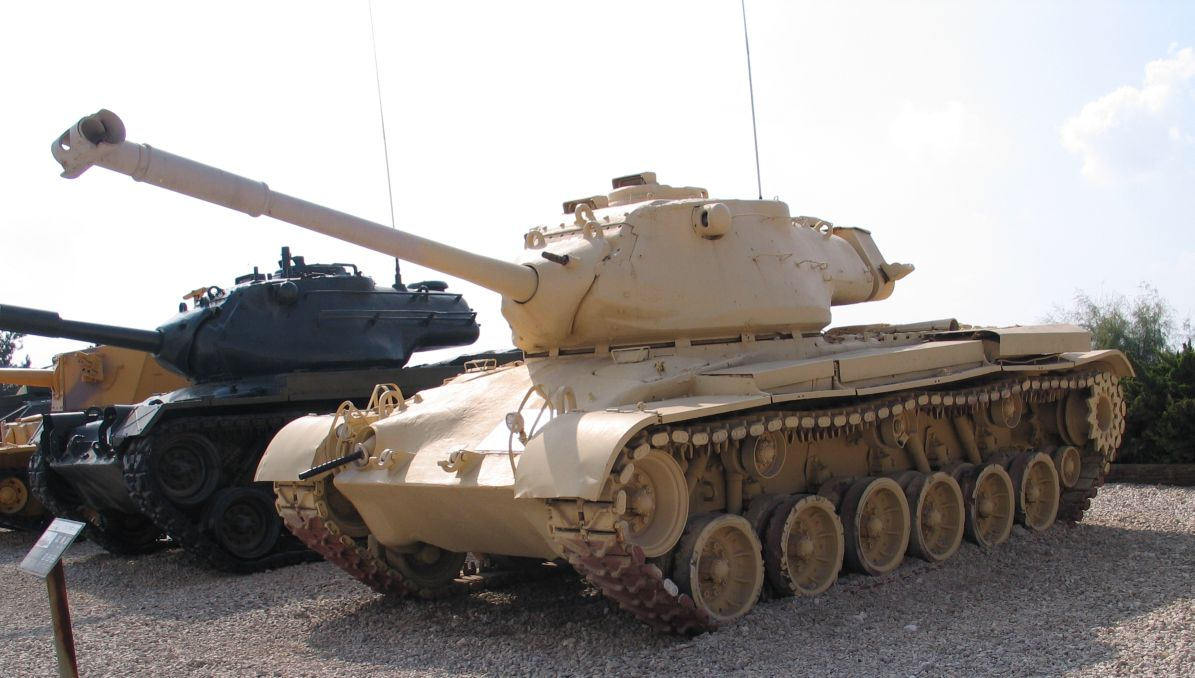
Een Jordaanse M47 Patton

Het leger van Jordanië, in juni 1967 ongeveer vijftigduizend man sterk, was in tegenstelling tot de luchtmacht bijzonder modern uitgerust. Tanks uit de Tweede Wereldoorlog ontbraken volkomen. Als traditioneel Brits bondgenoot had Jordanië negentig Centurions ontvangen, alle nog van het 20 pounder-kanon voorzien. De politiek van de VS om het land als tegenwicht te laten dienen tegen Sovjetinvloeden, had geleid tot een ruime instroom van Amerikaanse typen: negenenveertig M47 Pattons, honderd M48's en 197 M48A1's. Dit bracht het totaal aan moderne tanks op 436, meer dan Egypte bezat. Israël had grote bezwaren geuit tegen deze opbouw en weten te bedingen dat de M48's niet gemoderniseerd zouden worden met een 105 mm-kanon en daarbij niet ten westen van de Jordaan gestationeerd mochten worden. De twee sterkste tankeenheden, de 40e en 60e Pantserbrigade met ieder twee tankregimenten, bleven zo buiten Cisjordanië. Op de Westelijke Jordaanoever bevonden zich twee onafhankelijke tankregimenten, het 12e dat de M47 in dienst had en het 10e dat de Centurion gebruikte. Overigens waren dit "regimenten" naar de Britse betekenis van het woord, met een nominale sterkte van 53 voertuigen in grootte overeenkomend met een typisch tankbataljon van de NAVO uit die periode. Een laatste tankregiment Centurions maakte deel uit van de Royal Guards Brigade die de persoonlijke veiligheid van Koning Hoessein moest garanderen.
Jordanië had negen gemotoriseerde infanteriebrigades, vrij licht bewapende eenheden die echter ten dele waren uitgerust met vijftig M113 pantserinfanterievoertuigen; Jordanië gebruikte dus als enige van de strijdende partijen in deze functie een "volrupsvoertuig". De artillerie toonde eenzelfde beeld: veel batterijen waren uitgerust met het vrij lichte 87,6 mm QF 25-ponder maar ook was de M52 105 mm zelfrijdende houwitser in dienst, de enige moderne gemechaniseerde artillerie die bij het conflict zou worden ingezet.
In 1949 was het officierenkorps nog voor een groot deel Brits geweest. Lokale commandanten hadden sinds 1956 de meeste functies overgenomen maar de daling in kwaliteit was beperkt gebleven. Het Jordaanse leger was in 1967 van de Arabische strijdmachten het best getraind en had de grootste operationele competentie, hoewel het verschil niet heel groot was. Desalniettemin waren de brigades niet in divisies gecombineerd omdat Hoessein een staatsgreep door een divisiecommandant vreesde.

## Gevechtshandelingen

### De luchtoorlog

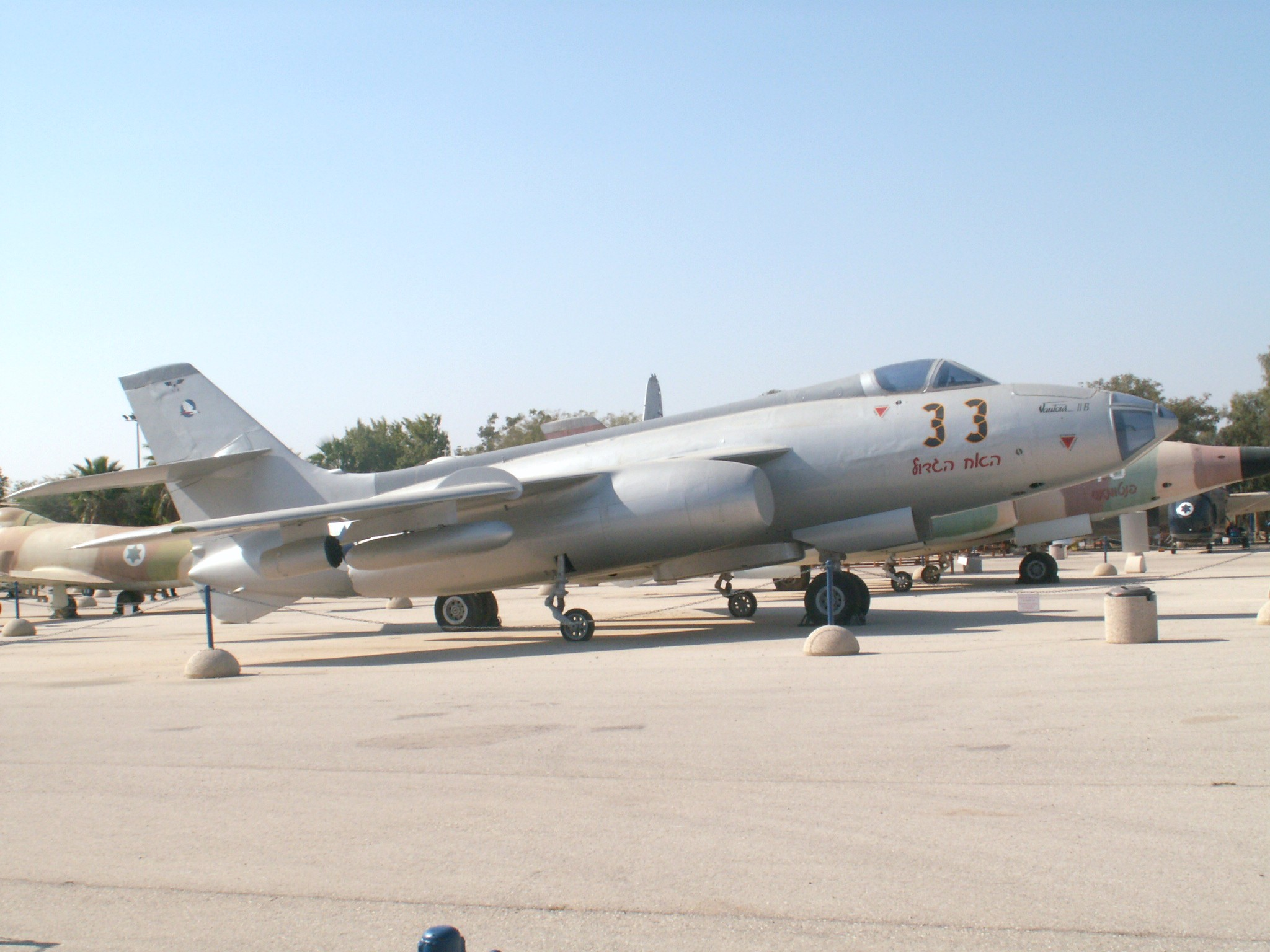
De Vautours speelden wegens hun grote actieradius en draagvermogen een cruciale rol in de luchtaanvallen op vliegvelden

In de vroege ochtend van 5 juni voerde Israël Operatie Moked ("brandpunt") uit, een plan voor de vernietiging van de Egyptische luchtmacht dat generaal Ezer Weizman jarenlang had voorbereid toen hij nog hoofd was van de Israëlische luchtmacht. Overtuigd dat een conflict aanstaande was, had hij de piloten gedurende de winter van 1967 extra laten trainen in het bombarderen van in de Negev nagemaakte Egyptische luchtbases. In juni 1967 was generaal-majoor Motti Hod de luchtmachtcommandant maar Weizman was gedetacheerd om de bevelvoering te ondersteunen.

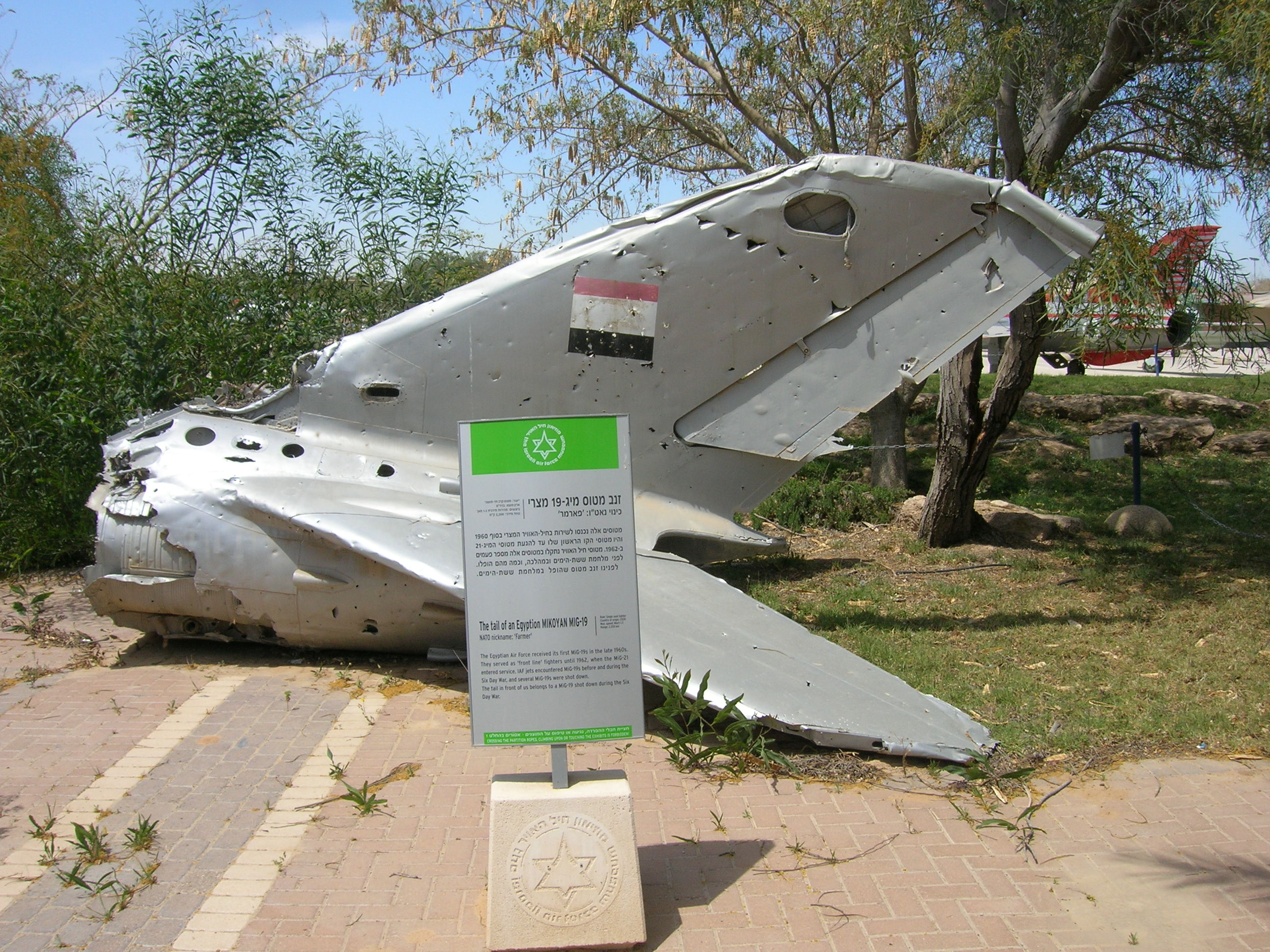
De staart van een neergeschoten Egyptische MiG-19

De aanval was geen strategische verrassing: men begreep in Egypte dat het waarschijnlijk was dat Israël een eerste klap zou proberen uit te delen, maar er was weinig wat men er tegen kon doen. Er waren geen versterkte hangars zodat de toestellen alleen beschermd hadden kunnen worden door ze ver van de vliegvelden te verstoppen, doch dan had de vijand de installaties straffeloos kunnen verwoesten. De aanval was ook bijna geen tactische verrassing geweest. Jack O'Connell, de CIA-adviseur van Koning Hoessein, gaf deze in de avond van 4 juni vrijwel het exacte tijdstip van de eerste aanvalsgolf, met het advies niet bij de oorlog betrokken te raken. Hoessein waarschuwde echter Nasser maar werd niet vertrouwd. Een andere fout was dat Amer, wegens een reeks bezoeken die hijzelf en hoge officieren juist die morgen bij de verschillende Arabische luchtmachten zouden afleggen, de hele luchtafweer verboden had te vuren om fatale vergissingen te voorkomen.
De eerste aanvalsgolf, uitgevoerd door 185 jachtbommenwerpers die laag naderend "onder de radar door" vlogen, trof elf Egyptische luchtbases om 07:45. Dit tijdstip was uitgekozen omdat dan net de eerste patrouilles plachten terug te keren, zodat de bases niet in staat zouden zijn snel te reageren. Deze opzet gelukte volledig en 189 Egyptische toestellen werden op de grond vernietigd. De Vautours wierpen hierop dibber-bommen af, raketvertraagde explosieven die vrijwel verticaal omlaag vielen, het beton van de landingsbanen doorboorden en daarna ontploften. Onbeschadigde Egyptische vliegtuigen konden daardoor niet opstijgen en vormden een gemakkelijk doelwit voor de volgende golf bombardementen. De twee fotoverkenners voerden hierna een snelle vlucht uit langs de bases om te bepalen wat de verdere doelen moesten zijn. In de tussentijd werden de terugkerende toestellen weer voorzien van brandstof en een nieuwe bommenlast om binnen het kwartier opnieuw uitgezonden te worden. Om 9:30 trof de tweede golf veertien bases en vernietigde nog eens 107 vliegtuigen. De Egyptische luchtmacht had op dat moment vrijwel alle gevechtskracht verloren. De Israëlische verliezen bedroegen negen toestellen. Gedurende de rest van de oorlog beheerste Israël het luchtruim. Egypte zou van 5 tot 9 juni maar 150 vluchten uitvoeren.

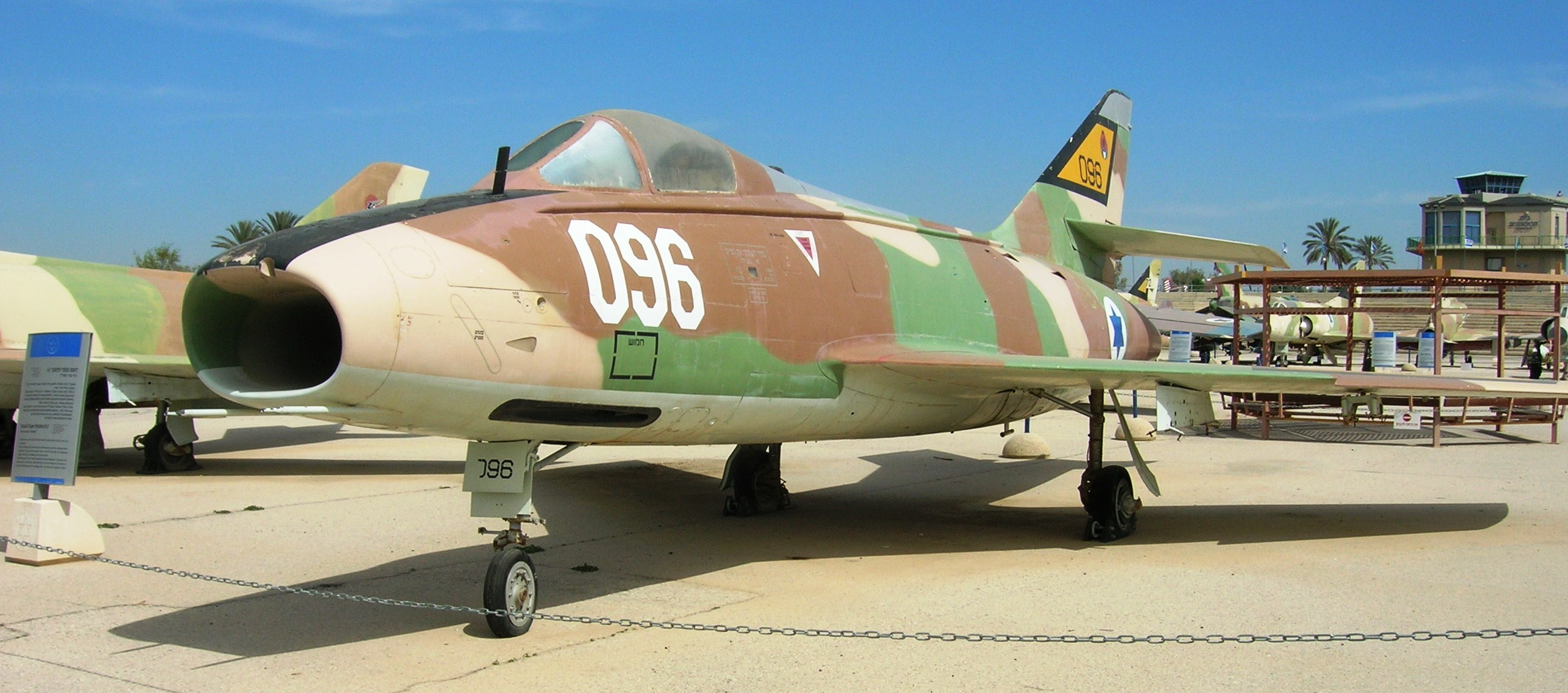
De Dassault Super Mystère B.2 nam een belangrijk deel van de bombardementen op grondtroepen voor zijn rekening

Terwijl in de middag van 5 juni een derde aanvalsgolf werd uitgevoerd tegen Egypte, schoten de luchtmachten van Syrië, Jordanië en Irak dit land te hulp. Deze konden echter maar weinig toestellen in de lucht brengen die daarbij ook nog eens hun doelen niet wisten te vinden en slechts weinig schade toebrachten. De Israëlische reactie was daarentegen verwoestend: op het eind van de middag was tegen een prijs van tien Israëlische verliezen bijna de hele Jordaanse luchtmacht vernietigd en de halve Syrische; het westelijkste Iraakse "H3"-vliegveld, dat nog net door de Vautours bereikt kon worden, werd zwaar beschadigd. Ook schoot men een Libanese Hawker Hunter neer die zich te dicht bij de grens waagde. Op het eind van de oorlog claimde Israël 452 vijandelijke vliegtuigen en helikopters vernietigd te hebben, 79 daarvan in luchtgevechten, tegen een verlies van maar 46 eigen toestellen, een derde daarvan lichte Fouga Magisters.
Al op 5 juni voerden de Fouga Magisters ruim tweehonderd ondersteuningsvluchten uit voor de grondtroepen. Op 6 juni kwamen voor die taak ook de meeste jachtbommenwerpers vrij. Op dat moment was de Egyptische verdediging in de Sinaï al in elkaar aan het storten, zodat de bijdrage van de luchtmacht aan de overwinning daar beperkt bleef. Belangrijker waren de aanvallen op het Jordaanse leger op 6 en 7 juni en vooral de bombardementen op de Golanhoogvlakte vanaf 8 juni. In totaal werden, uit een totaal van 6052 gevechtsvluchten, 2591 bombardementsvluchten uitgevoerd tegen vijandelijke grondtroepen, 965 tegen Egypte, 549 tegen Jordanië en 1077 tegen Syrië. De aanvallen waren weinig effectief tegen "harde" doelen zoals bunkers en pantservoertuigen. Daarvoor was de precisie van de toenmalige wapens te gering. Van de Arabische tanks werd vermoedelijk maar 2 à 3% door luchtaanvallen uitgeschakeld. Voor Israël waren de belangrijkste positieve gevolgen van het uitschakelen van de vijandelijke luchtmachten: het demoraliseren van het Egyptische opperbevel; het opjagen van al terugtrekkende troepen; het verhinderen dat de eigen opmars vertraagd werd door Arabische luchtaanvallen; en het hinderen van de vijandelijke aanvoer en versterkingen.

### Gazastrook en Sinaï

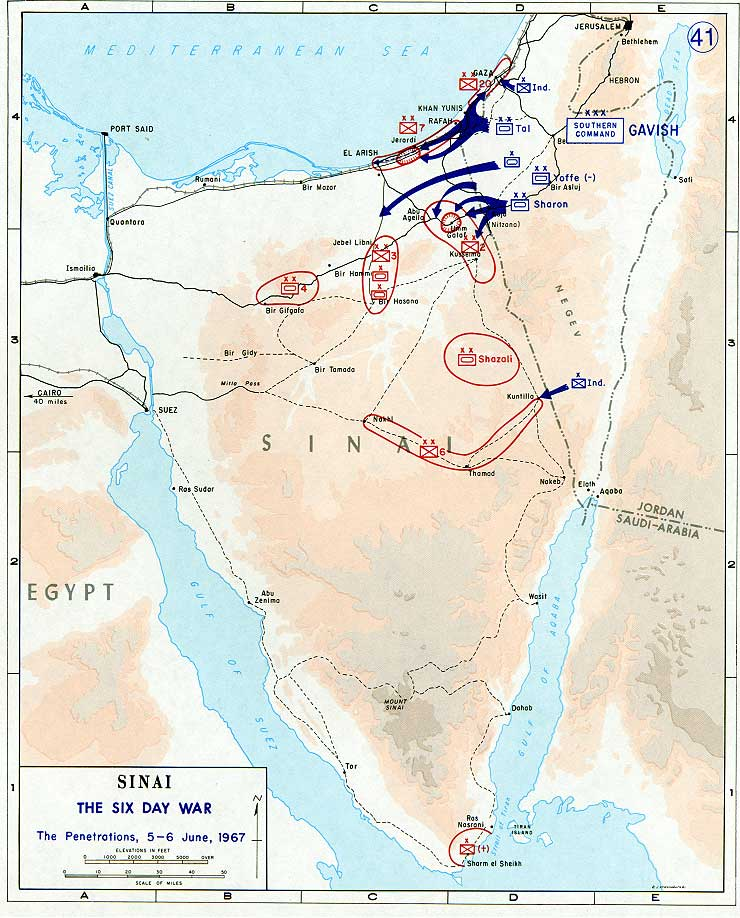
De opstelling van de Egyptische eenheden en de Israëlische vorderingen op 5 juni

#### Strategie
Het Egyptische plan Qahir was een voorbeeld van de klassieke verdedigingsstrategie langs de zuidelijke Middellandsezeekust, talloze malen toegepast tijdens de Tweede Wereldoorlog, die een combinatie was van een versterkte "kustflank" en een open "woestijnflank". Het Egyptische opperbevel ging ervan uit dat de Israëliërs, erkende meesters in de bewegingsoorlog, hun hoofdaanval in het zuiden zouden uitvoeren in een poging het Egyptische leger met een diepe opmars te omvatten terwijl een secundaire frontale bindende aanval langs de kust de Egyptenaren moest bezighouden zodat ze niet naar het westen konden ontsnappen. Om een omsingeling door de hoofdaanval te verhinderen, werden de troepen aan de kust zoveel mogelijk in de diepte opgesteld. De Egyptische strijdkrachten hadden als grootste eenheden zes divisies. Direct aan zee lag de 7e Infanteriedivisie en ten zuiden daarvan de 2e Infanteriedivisie. Deze twee eenheden waren eind mei ten dele nog verder naar voren geschoven om de verdedigingsdiepte te vergroten. De Gazastrook werd verdedigd door de 20e PLA-divisie, lokale Palestijnse troepen die waren versterkt door wat oude Shermantanks. Vijftig kilometer achter de twee frontdivisies was in het centrale deel van de Sinaï de 3e Infanteriedivisie opgesteld, hun belangrijkste aanvoerroutes overspannend. Nog eens vijftig kilometer westelijker lag als algemene reserve de 4e Pantserdivisie met 180 T-54's. De woestijnflank werd gedekt door de tweede grote reguliere pantsereenheid, 6e Gemechaniseerde Divisie met een negentig T-54's. Daarnaast was er nog een speciale gevechtsgroep gelegerd in de zuidelijke Sinaï onder commando van kolonel Saʿd asj-Sjadhili met als opdracht Eilat te omsingelen in geval van een oorlog, het plan al Assad, "leeuw". Deze task force had ongeveer de omvang van een versterkte brigade en was gevormd door vier onafhankelijke tankbataljons met ieder dertig T-54's en het 125e tankregiment met vijftig IS-3's, die eigenlijk bedoeld waren geweest om de infanteriedivisies in het noorden wat nodige vuurkracht te verschaffen, samen te voegen tot een onverwachte grote pantsereenheid die voor een strategische verrassing moest zorgen.

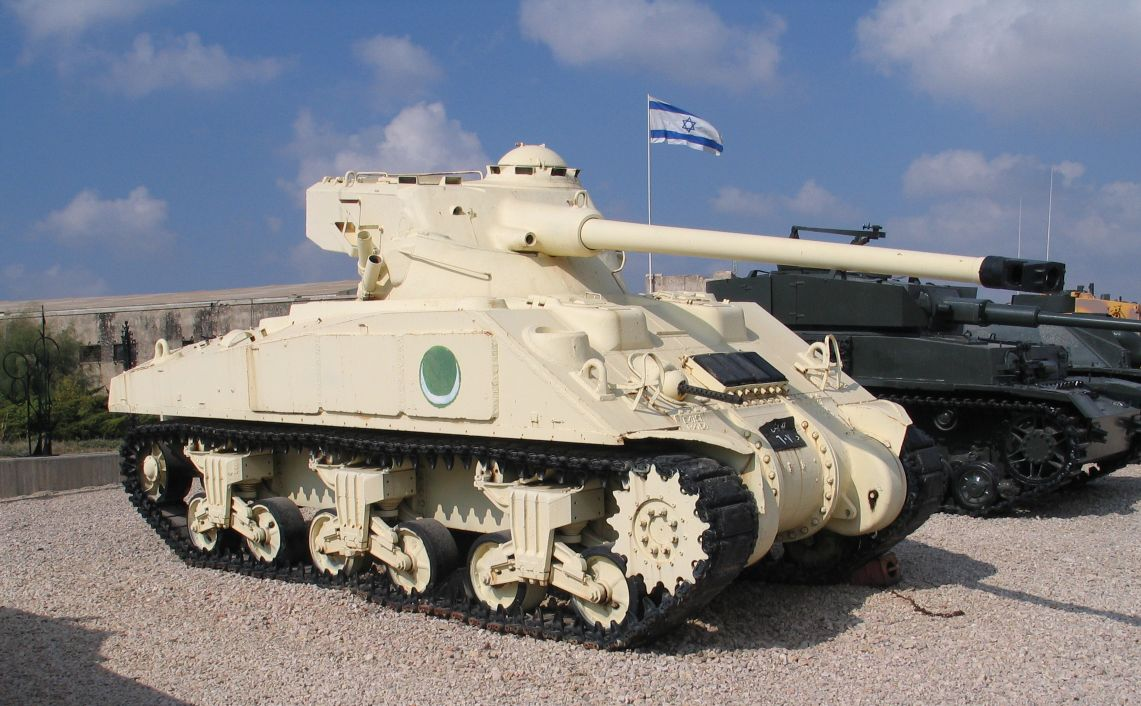
De Palestijnen gebruikten Shermans met een AMX 13-geschuttoren

Alles bij elkaar beschikte Egypte in de Sinaï over een grote strijdmacht, met honderdduizend man troepen en een duizendtal tanks en tankjagers, aangevuld met een ruim contingent artillerie. De Israëlische eenheden van het Zuidelijk Commando die geconcentreerd waren bij de grens met Egypte, bestonden uit drie divisies en twee onafhankelijke brigades. Met zo'n zeventigduizend man en zeshonderd tanks waren ze duidelijk in de minderheid. Het ontbreken van een algeheel numeriek overwicht dat normaliter nodig is voor een succesvol offensief, werd gecompenseerd door een strategie die een lokaal overwicht verschafte. Het plan Kardom hield in dat men de Egyptische verdediging op het verkeerde been zou zetten door helemaal geen zuidelijke omsingeling uit te voeren. In plaats daarvan zou het noordelijke frontale offensief de hoofdaanval zijn. Zo kon men in eerste instantie de belangrijkste Egyptische pantsereenheden vermijden en een drievoudige meerderheid aan tanks verwerven ten opzichte van de tweehonderd T-34's en IS-3's van de 7e en 2e Infanteriedivisie die ook nog eens kwalitatief inferieur waren. Men hoopte bij de doorbraak eigen verliezen te beperken doordat de Egyptische troepen, juist doordat ze in de diepte waren opgesteld, geen gesloten front konden vormen. Hun posities bestonden uit een aantal egelstellingen, in staat rondom vuur uit te brengen, die de belangrijkste potentiële opmarsroutes afgrendelden. Het tussenliggende gebied moest gedekt worden door slecht terrein, mijnenvelden, artillerievuur en de luchtmacht. Die laatste twee factoren zou de Israëlische luchtoverwinning neutraliseren. Door het terrein en de landmijnen moest een combinatie van een gedegen voorbereiding en doortastend initiatief een snelle doorgang vinden. Ondersteund door luchtlandingen en een amfibische landing konden de egelstellingen dan geïsoleerd worden en in hoog tempo ingenomen. In dat geval kon men zich op tijd ontplooien om de te hulp schietende Egyptische pantserreserves in een hinderlaag te laten lopen en te vernietigen.
Operatie Kardom was weliswaar lang voorbereid maar in mei en juni 1967 wisselden de concrete plannen al naargelang de veranderende politieke situatie. Rabin stelde eerst voor de Gazastrook te bezetten als drukmiddel om de blokkade van de Golf van Akaba te laten opheffen. De codenaam van het plan was Atzom, "onafhankelijk". Dat kwam hem op felle kritiek van Dayan te staan die vreesde dat dit Israël met een groot vluchtelingenprobleem op zou zadelen, terwijl Nasser Gaza vermoedelijk liever kwijt dan rijk was. Toen Rabin op 24 mei opgenomen werd, verving Weizman hem tijdelijk als chef-staf en vatte het plan op de hele noordelijke kuststrook van de Sinaï in te nemen, tot aan het Suezkanaal. Bij Rabins terugkeer werd dit uitgebreid met de bezetting van ook de centrale sector. Op 2 juni voerde Dayan, inmiddels minister van defensie, in de plannen drie wijzigingen door. Hij verbood alsnog de Gazastrook in te nemen torpedeerde een voorstel van minister van werkgelegenheid Jigal Allon af om de complete bevolking daarvan naar Egypte te deporteren. Een tweede punt was dat het opperbevel vergeten leek te zijn wat nu eigenlijk de aanleiding van het conflict was. De blokkade moest gebroken worden door Sharm-el-Sheikh te veroveren. Dit impliceerde dat ook de zuidelijke Sinaï bezet zou worden. Daarbij, Dayans derde punt, hadden de Israëlische troepen echter een duidelijke afstand te bewaren tot het Suezkanaal. Als Nasser de inkomsten daaruit dreigde te verliezen, zou hij wellicht niet tot een wapenstilstand bereid zijn.

#### De Israëlische doorbraak

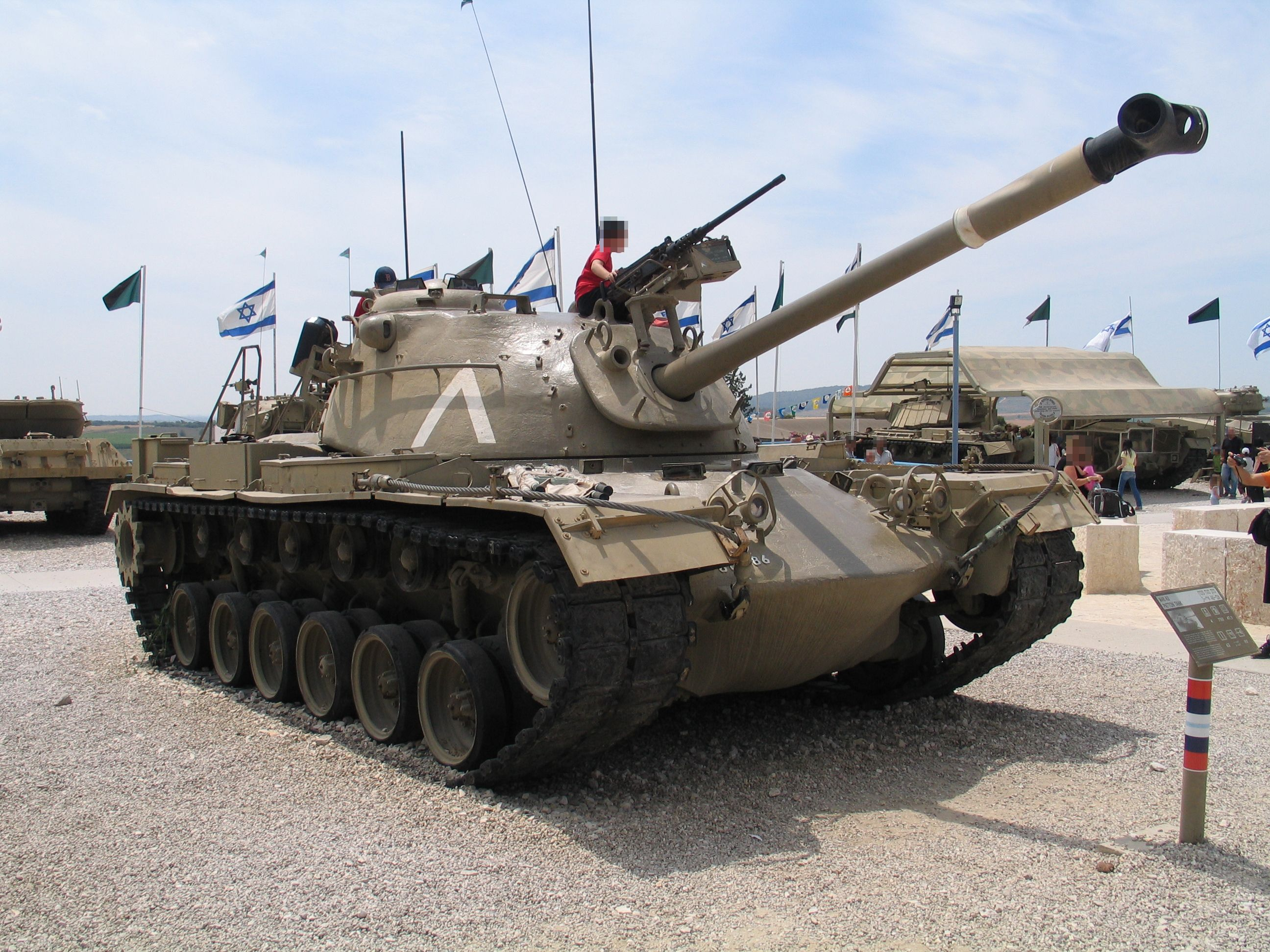
De meeste Israëlische M48's bezaten nog het 90 mm-kanon

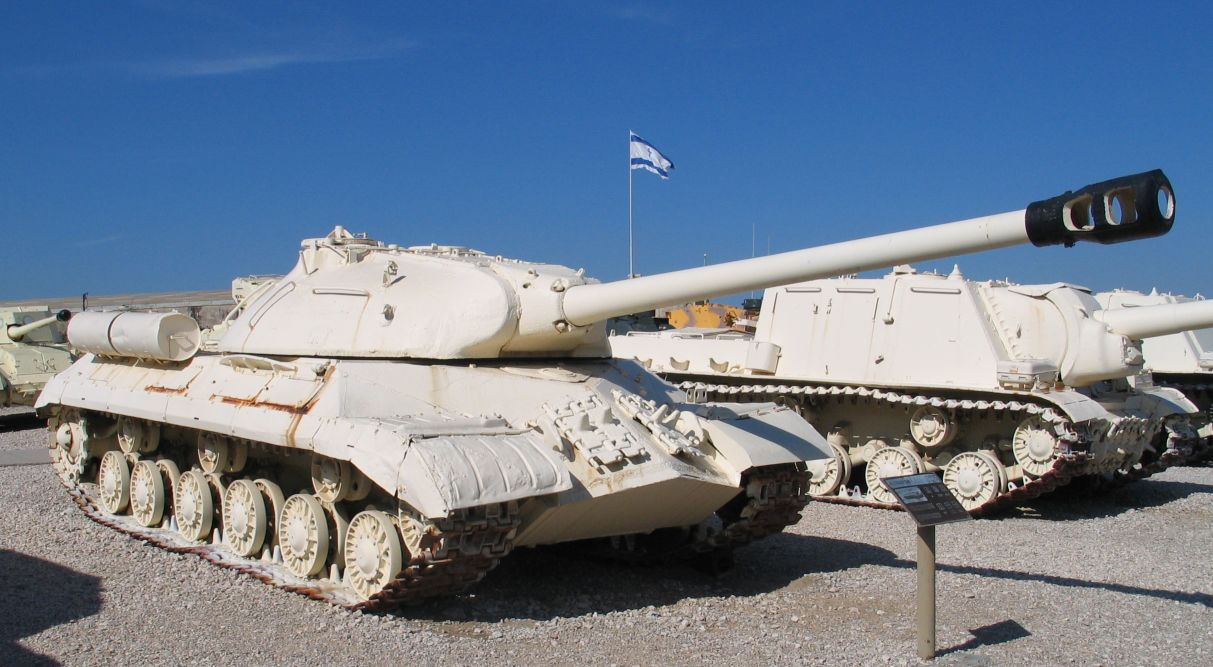
...en hadden daarom moeite met het dikke pantser van de IS-3M

De noordelijkste Israëlische divisie was de 84e Ugda. In feite ging het hier om een pantserdivisie, met vijf tankbataljons waaronder alle M48-eenheden, de sterkste die een van de strijdende partijen zou inzetten. Het was een eliteformatie die ook in vredestijd paraat werd gehouden. Deze Ugda was opgebouwd uit drie brigades en stond onder commando van brigade-generaal Israël Tal, Israëls leidende pantsertheoreticus. In de morgen van 5 juni sneed de 7e Pantserbrigade van de divisie zonder al te veel tegenstand te ondervinden door de zwak verdedigde zuidelijkste sector van de Gazastrook, ondertussen bij Khan Younis twintig T-34's vernietigend, om daarna naar het westen af te buigen in de richting van El Arish, de stelling ten noorden van Rafah doorbrekend. Een compagnie Centurions van het 82e Tankbataljon verraste door een snelle opmars langs de kust de verdediging zo volledig dat men gewoon door kon rijden tot voorbij Jaradi waar de hoofdstelling van de 7e Infanteriedivisie lag, bezet door de 112e Infanteriebrigade. Zich herstellend sloten de Egyptenaren de kustweg weer. Een poging van het 79e Tankbataljon om nu de tien kilometer brede verdedigingsgordel bij Jaridi in een gewelddadige charge te doorbreken eindigde in een bloedige mislukking: achtentwintig M48's werden uitgeschakeld door landmijnen, M4/Fl10 Shermans of antitankkanonnen, waaronder die van de bataljonscommandant majoor Ehoed Elad, die sneuvelde, en alle drie de compagniescommandanten. Ondertussen zuiverde het 46e Tankbataljon, toegevoegd aan de 202e Parachutistenbrigade, in zware gevechten de zone ten zuiden van Rafah. De M48's hadden daarbij grote moeite vijftien zware IS-3's te vernietigen. Eén compagnie van het 46e Tankbataljon stootte ook door de Jaradistelling heen maar wist die nog steeds niet tot instorten te brengen. In de nacht werd de stelling bij Jaradi alsnog gezuiverd door een compagnie Centurions in een nauwe samenwerking met de luchtmacht, artillerie en het 75e Gemechaniseerde infanteriebataljon waarna El Arish ingenomen werd, inclusief het militaire vliegveld dat de Israëlische luchtmacht meteen in gebruik nam. Een geplande luchtlanding gecombineerd met een amfibische landing om deze plaats te bezetten, werd hierop afgelast. De landingen hadden de verdediging van de 7e Infanteriedivisie moeten destabiliseren maar die was nu al grotendeels onder de voet gelopen. Shermans en AMX 13's van de 60e Pantserbrigade, een omtrekkende beweging uitvoerend rond de zuidflank, arriveerden te laat om nog een belangrijke rol te kunnen spelen, in hun opmars sterk vertraagd door duinen en ontmoetingen met IS-3's.

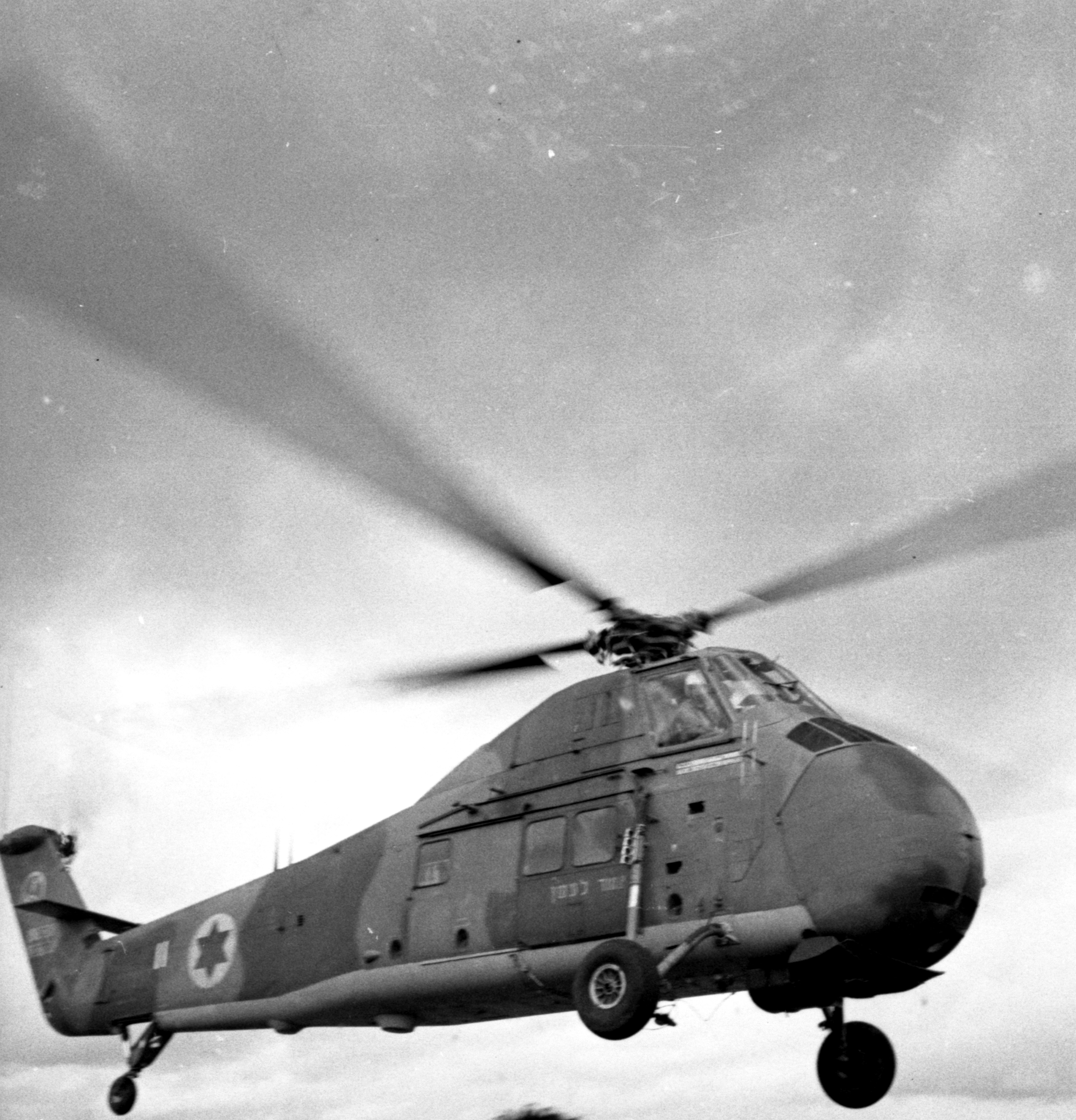
Bij Aboe-Ageila werden Israëlische luchtlandingstroepen afgezet door Sikorsky S-58's

Ook de zuidelijkste divisie, de 38e Ugda geleid door de krachtdadige Ariel Sharon, kon versterkte stellingen niet geheel vermijden. Haar taak was het om de verdedigingszone bij Aboe-Ageila-Koesseima te doorbreken. Het Egyptische opperbevel was ervan uitgegaan dat het Israëlische leger hoe dan ook deze positie moest innemen, zelfs bij een zuidelijke hoofdaanval, omdat de enige goede bevoorradingsweg naar het hart van de Sinaï erdoorheen liep. In 1956 was de doorbraak slechts na hevige strijd gelukt, overigens ook al door de 38e Ugda, en nu waren de stellingen nog aanzienlijk uitgebreid. De Egyptische 2e Infanteriedivisie, versterkt door een bataljon met tweeëntwintig SU-100's en het 6e Tankregiment met zesenzestig T-34's, bezette bij Aboe-Ageila een complex verdedigingssysteem waarbij de oude egelstelling was uitgebreid met drie hoofdlinies in de Sovjetstijl, samen twaalf kilometer diep en bemand door een regiment infanterie. De ugda had maar drie tankbataljons, waarvan één met Ishermans en een ander met AMX 13's zodat een simpele frontale tankaanval geen optie was. Het probleem hoe Aboe-Ageila te nemen was een klassiek vraagstuk binnen de Israëlische gevechtsdoctrine en een hoge officier kon slechts voor het stafcollege slagen door erover een essay te schrijven. Sharon besloot een "verbonden wapenen"-gevecht te voeren, met een nauwe samenwerking tussen de tanks, infanterie en de artillerie. Zijn Centurionbataljon zond hij over een westelijker kamelenpad naar het zuiden om de weg naar El Arish af te snijden teneinde Aboe-Ageila te isoleren van mogelijke versterkingen en het vanuit de rug aan te vallen. Een compagnie AMX 13's blokkeerde de weg naar Koesseima om het andere infanterieregiment te isoleren. De Egyptische hoofdlinies bij Oemm-Katef werden onderworpen aan het meest intensieve artilleriebombardement van het conflict, waarbij zesduizend granaten werden afgevuurd. De Egyptische artillerie moest in de late avond geneutraliseerd worden door delen van een luchtlandingsbrigade geleid door luitenant-kolonel Danny Matt, afgezet door achttien helikopters. Nadat de genie doorgangen in de mijnenvelden had geruimd voor de tanks, zouden de drie linies gelijktijdig in de linkerflank aangevallen worden door de drie bataljons van de 99e Infanteriebrigade, bij de voorste linie ondersteund door een frontale aanval door het bataljon Ishermans. Doordat het kamelenpad fel verdedigd bleek te worden door een Egyptische infanteriebataljon dat acht Centurions uitschakelde, en de parachutistenaanval grotendeels mislukte, was het bijna nodig het hele Israëlische aanvalsplan om te gooien en noordelijker troepen te hulp te laten schieten. In de nacht echter drongen de Ishermans de Egyptische linies binnen. Ze werden hierop aangevallen door het regiment T-34's maar in een verward ontmoetingsgevecht op korte afstand dolven deze, hoewel ze een tiental Ishermans uitschakelden, uiteindelijk het onderspit en vluchtten toen ze van achteren door de Centurions bedreigd werden, veertig voertuigen op het slagveld achterlatend.
Ondertussen was de centrale 31e Ugda onder commando van Avraham Joffe door een bijna onbegaanbaar duingebied naar het westen getrokken, via de droge bedding van de Wadi Haridin. Deze pantserdivisie bestond uit vier Centurionbataljons en had daarmee een enorme vuurkracht. De opdracht was om de Egyptische pantserreserves te onderscheppen. Nadat de Centurions de hele dag in de eerste versnelling door de duinen hadden gekropen, stuitte de 200e Pantserbrigade in de vroege avond ten noorden van Jebel Libni op een zeventigtal T-54's, het merendeel van de tanks die de 4e Pantserdivisie nog rijdende had kunnen krijgen, die zich naar het noorden haastten om de 7e Infanteriedivisie te hulp te komen. Bij gevechten op korte afstand, ten dele met zoeklichten gevoerd, werden negen T-54's uitgeschakeld. De brigade was op dat moment tijdelijk verzwakt doordat een bataljon was afgesplitst om Sharon te hulp te komen. De volgende ochtend werd de hoofdmassa van de Egyptische tanks zichtbaar. Er ontwikkelde zich een vuurgevecht op grote afstand, drie à vier kilometer, wat zeer in het voordeel was van het veel zuiverder schietend 105 mm-kanon van de Centurions. Daarbij keerde het verdwenen Centurionbataljon overhaast terug. De T-54's probeerden de afstand te verkleinen door op te rukken maar nadat een twintigtal was uitgeschakeld en zware Israëlische luchtaanvallen werden uitgevoerd, vluchtte de rest naar het zuiden.

#### Het Egyptische leger ontvlucht de Sinaï

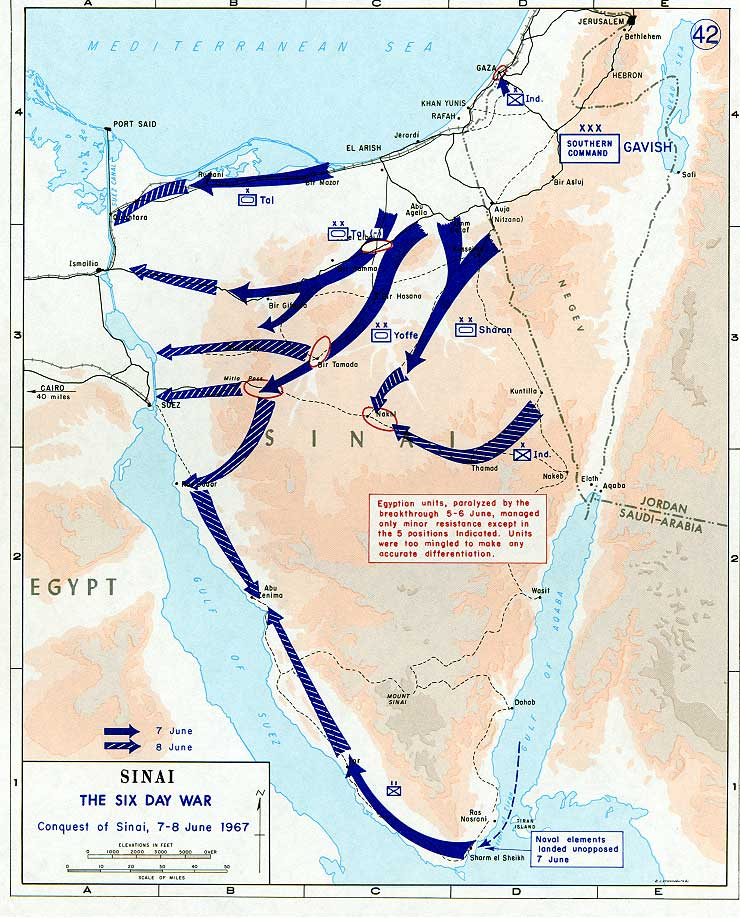
De Israëlische achtervolging

Belangrijke Egyptische eenheden waren in de morgen van 6 juni nog intact en hadden zich kunnen hergroeperen om weerstand te bieden aan het Israëlische offensief. Enige aansturing daartoe van het Egyptische opperbevel bleef echter uit. Toen Amer in de late morgen van 5 juni na een moeizame reis zijn hoofdkwartier weer bereikte, raakte hij zwaar aangeslagen door het bericht van de vernietiging van de Egyptische luchtmacht. Niet aanspreekbaar bleef hij urenlang voor zich uit staren. In de avond en nacht klampte Amer zich nog vast aan de hoop dat de kustdivisies zouden standhouden en een Israëlische zuidelijke pantseraanval alsnog in de val zou lopen. In de ochtend werd hem echter de volle omvang van de catastrofe duidelijk. De 7e en 2e Infanteriedivisie waren vrijwel vernietigd. Zijn belangrijkste tankreserve, de 4e Pantserdivisie, werd in wanhopige afweerslagen door de opmars van de 84e Ugda en de 200e Pantserbrigade de noordelijke stellingen ingedreven van de 3e Infanteriedivisie, welke eenheid zelf op haar zuidelijke flank omsingeld dreigde te raken doordat de 520e Pantserbrigade van de 31e Ugda nu via Aboe-Ageila snel naar het westen kon oprukken. Amer besloot dat de slag verloren was en slechts een onmiddellijke terugtocht zijn nog resterende troepen van de ondergang kon redden. Tegen het middaguur zond hij telegrammen naar de gevechtseenheden met de opdracht zich zo mogelijk van de vijand los te maken en zich onverwijld over het Suezkanaal terug te trekken. Het bevel voorzag dus niet in een vertragend gevecht en leidde tot een vrijwel ogenblikkelijk ineenstorten van de Egyptische verdediging. Toen Amer dit in de middag doorkreeg, poogde hij nog sommige eenheden de aftocht te laten dekken. De algehele vlucht naar het westen bleek echter niet meer te stoppen.

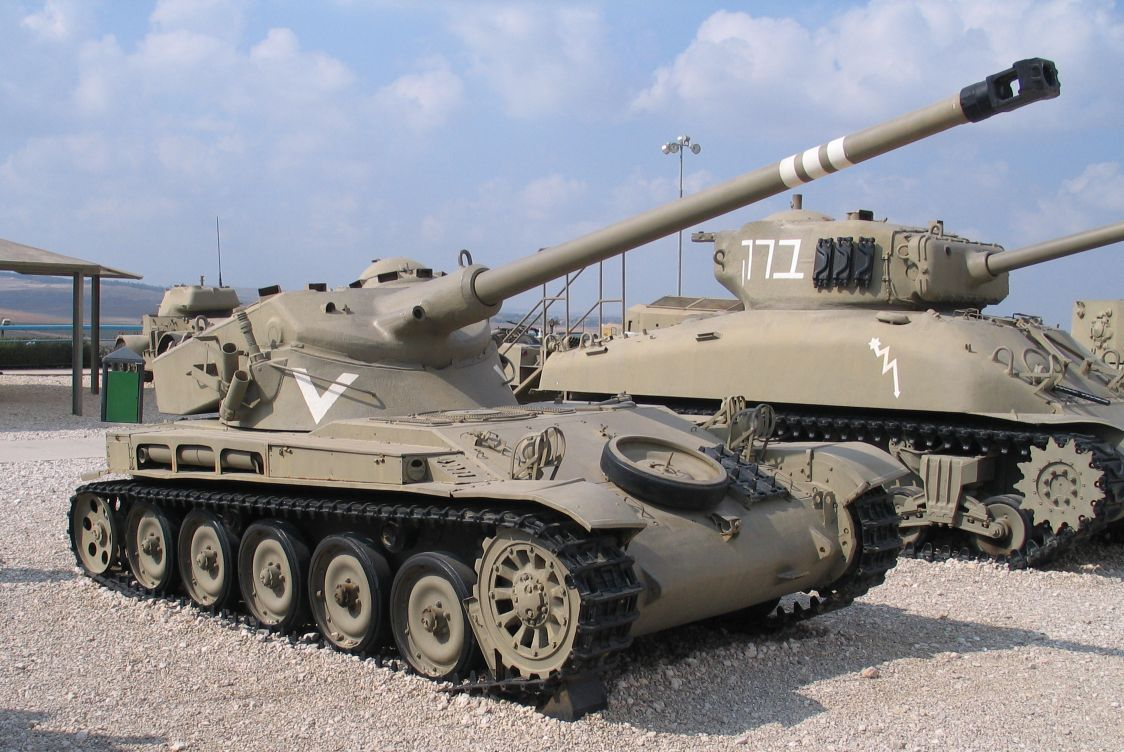
De AMX 13 was niet opgewassen tegen de T-54

De Israëliërs besloten op 6 juni de Egyptische eenheden niet simpelweg te achtervolgen maar een poging te wagen ze in de bergachtige passen in het westen van de Sinaï af te snijden teneinde zoveel mogelijk materieelverliezen toe te brengen. Een probleem daarbij was dat de aanvoer van brandstof haperde, zodat slechts kleine eenheden vooruit konden worden gezonden. De Israëlische luchtmacht bestookte de Egyptische colonnes maar had daarbij maar matig succes: van de ruim tienduizend Egyptische vrachtwagens werd slechts een kleine achthonderd door luchtaanvallen uitgeschakeld. Tals divisie probeerde met een compagnie AMX 13's de weg naar Ismaïlia te blokkeren. De lichte tanks kregen het echter zwaar te verduren tegen een aantal gerepareerde T-54's die van het westen uit de route weer vrijmaakten. Tegen de avond van 6 juni bereikten vier Centurions van Joffe, ieder een uitgevallen Centurion meeslepend voor extra vuurkracht, de oostelijke ingang van de zuidelijker gelegen Mitlapas. De hele avond en nacht deden de Egyptenaren verwoede pogingen door te breken. Toen in de ochtend van 7 juni versterkingen van Joffe aankwamen, was het voorveld van de pas bezaaid met duizenden brandende of verlaten voertuigen. De toegang van de wat noordelijkere Gidipas werd echter later bereikt en hierover konden grote aantallen Egyptische troepen naar het Suezkanaal vluchten. Sharons divisie rukte naar het zuiden op om de 6e Gemechaniseerde divisie en de gevechtsgroep van asj-Sjadhili bij Nachl te onderscheppen, terwijl de twee Shermanbataljons van 8e Pantserbrigade van Avraham Mandler, de enige belangrijke Israëlische eenheid die zich in het zuiden bevond, de terugtrekkende Egyptenaren van het oosten uit achtervolgden. Door hun tanks achter te laten wisten deze troepen grotendeels te ontsnappen.
Op 7 juni namen drie Israëlische torpedoboten Sharm-el-Sheikh in; de daar aanwezige infanteriebrigade was al gevlucht, samen met de batterij 130 mm-geschut die het voornaamste deel van de blokkade had gevormd. Het bleek onpraktisch om Dayans opdracht te volgen om in de passen halt te houden en de divisies van Tal en Joffe verdeelden zich langs het Suezkanaal. Bij Kantara moest daartoe nog een laatste weerstand van Egyptische tanks worden overwonnen, ondersteund door zeldzame luchtaanvallen van MiG-17's. Op 8 juni voltooide Israël de inneming van de Sinaï met het sturen van infanterie naar Ras-Soedar, aan de westkust van het schiereiland, gepaard met een luchtlanding. Die dag werd alsnog de hele Gazastrook gezuiverd.
De overwinning in de Sinaï kostte Israël 122 tanks. De Egyptische verliezen waren echter relatief veel groter. Van de ongeveer 935 ingezette tanks vielen de Israëliërs circa 820 als wrak of intact achtergelaten in handen: 291 T-54's, 82 T-55's, 251 T-34-85's, 72 IS-3's, 51 SU-100's, ongeveer vijftig Shermans en 29 lichte amfibische PT-76's. De verliezen van het Israëlische leger omvatten ongeveer driehonderd gesneuvelden en duizend gewonden. De Egyptenaren betreurden tien à vijftienduizend doden en gewonden; ruim vijfduizend manschappen werden krijgsgevangen gemaakt.

### Westelijke Jordaanoever

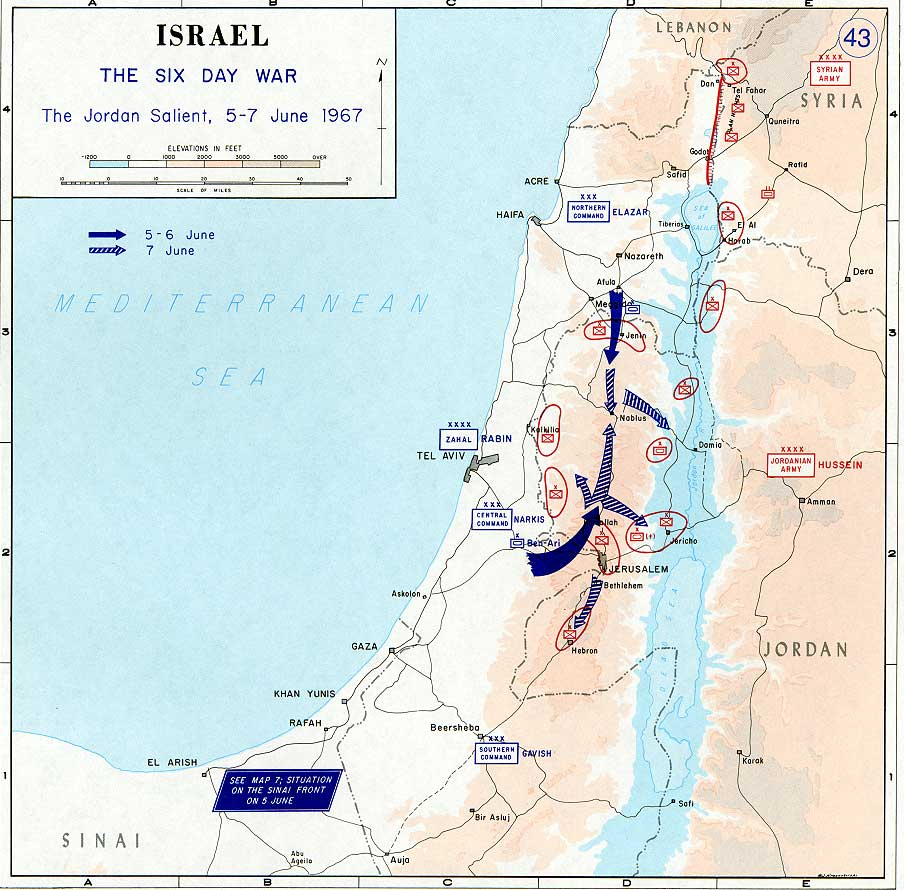
Een versimpeld schema van de Israëlische opmars in Cisjordanië

#### Jordanië gaat aan de oorlog deelnemen
Jordanië was op grond van het bovengenoemde op 30 mei met Egypte afgesloten defensieverdrag gehouden Egypte te hulp te komen. In het kader daarvan opende op 5 juni een batterij Long Tom 155 mm-geschut in Qalqiliya het vuur op Tel Aviv en voerde de Jordaanse luchtmacht met zestien Hawker Hunters aanvallen uit, alles zonder veel uitwerking. De Israëlische regering had bij het begin van de oorlog nog tot geen enkel concreet omvattend plan aangaande Jordanië besloten. Alleen had men vastgelegd dat als het tot gevechten met Jordaanse grondtroepen zou komen, de saillant van Latroen zou worden bezet, de uitspringende frontboog die de oude weg naar Jeruzalem afsneed. Hierdoor zouden de gebeurtenissen hun eigen loop nemen, in een escalatie die geen van beide partijen gewild had. Premier Eshkol dacht dat koning Hoessein wel bereid zou zijn tot een stilzwijgende overeenkomst om elkaar zoveel mogelijk met rust te laten. Vlak nadat Israël Egypte aanviel, kreeg koning Hoessein zowel via de chef-staf van de UNTSO Odd Bull, de Jordaanse vertegenwoordiger bij de wapenstilstandscommissie kolonel Daoud en ten slotte via de Amerikaanse ambassadeur te Amman de boodschap dat Israël niet als eerste tot de aanval zou over gaan maar alle middelen zou inzetten bij een Jordaanse aanval.
Op 5 juni werd het operationele bevel over de Jordaanse strijdkrachten echter niet uitgeoefend door Hoessein maar door de commandant van het United Arab Command, generaal Riad. Deze kreeg in de morgen van het Egyptische opperbevel zeer optimistische berichten te horen over de strijd in Egypte: driekwart van de Israëlische luchtmacht zou zijn vernietigd en Egyptische troepen zouden oprukken naar de zuidelijke Negev. In overeenstemming daarmee commandeerde Riad de 40e en 60e Pantserbrigade richting Judea en liet Jordaanse troepen de neutrale zone van Jeruzalem intrekken. Aangezien Jordanië hierdoor al volledig bij de oorlog betrokken leek te zijn, meende Hoessein niet meer op het Israëlische aanbod te kunnen ingaan. Later was er ook een telefonisch contact tussen Nasser en Hoessein; volgens sommige bronnen probeerde de Egyptische president de Jordaanse koning te misleiden door een veel te positieve voorstelling van zaken te geven. Volgens andere bronnen echter, maakte Nasser geen geheim van de grote verliezen van de Egyptische luchtmacht en stelde hij voor te beweren dat de Amerikaanse vliegdekschepen aan de luchtaanvallen hadden deelgenomen. In ieder geval was Hoessein in strategische zin zeer ongelukkig met het optreden van Riad want diens bevelen doorkruisten een Jordaans plan, Operatie Tariq, "avondster", om de zeven infanteriebrigades langs de grens zich geleidelijk terug te laten trekken, terwijl de pantsereenheden zich zouden concentreren teneinde West-Jeruzalem in de tang te nemen met de hoop het weer te kunnen uitruilen tegen de Israëlische veroveringen.

#### Gevechten rond Jeruzalem
Het Israëlische kabinet reageerde zeer ontstemd op het bericht dat de enclave van het oude terrein van de Hebreeuwse Universiteit van Jeruzalem op de Scopusberg werd aangevallen en het voormalige gouverneurspaleis, dat nu diende als hoofdkwartier van de UNTSO, was ingenomen. Men zag het als een moedwillige provocatie en vreesde ook voor de veiligheid van West-Jeruzalem. Allon en Begin stelden voor om de Oude Stad, het historische centrum, van Jeruzalem in te nemen. Dayan meende echter dat dit zou kunnen leiden tot negatieve internationale reacties en dat de prioriteit gelegd moest worden bij het beschermen van de westelijke toegang, de corridor, tot de stad. Daarom beval hij dat, gepaard aan de verovering van Latroen, de Jordaanse troepen verdreven moesten worden van de bergrug die de corridor van het noorden uit overzag.

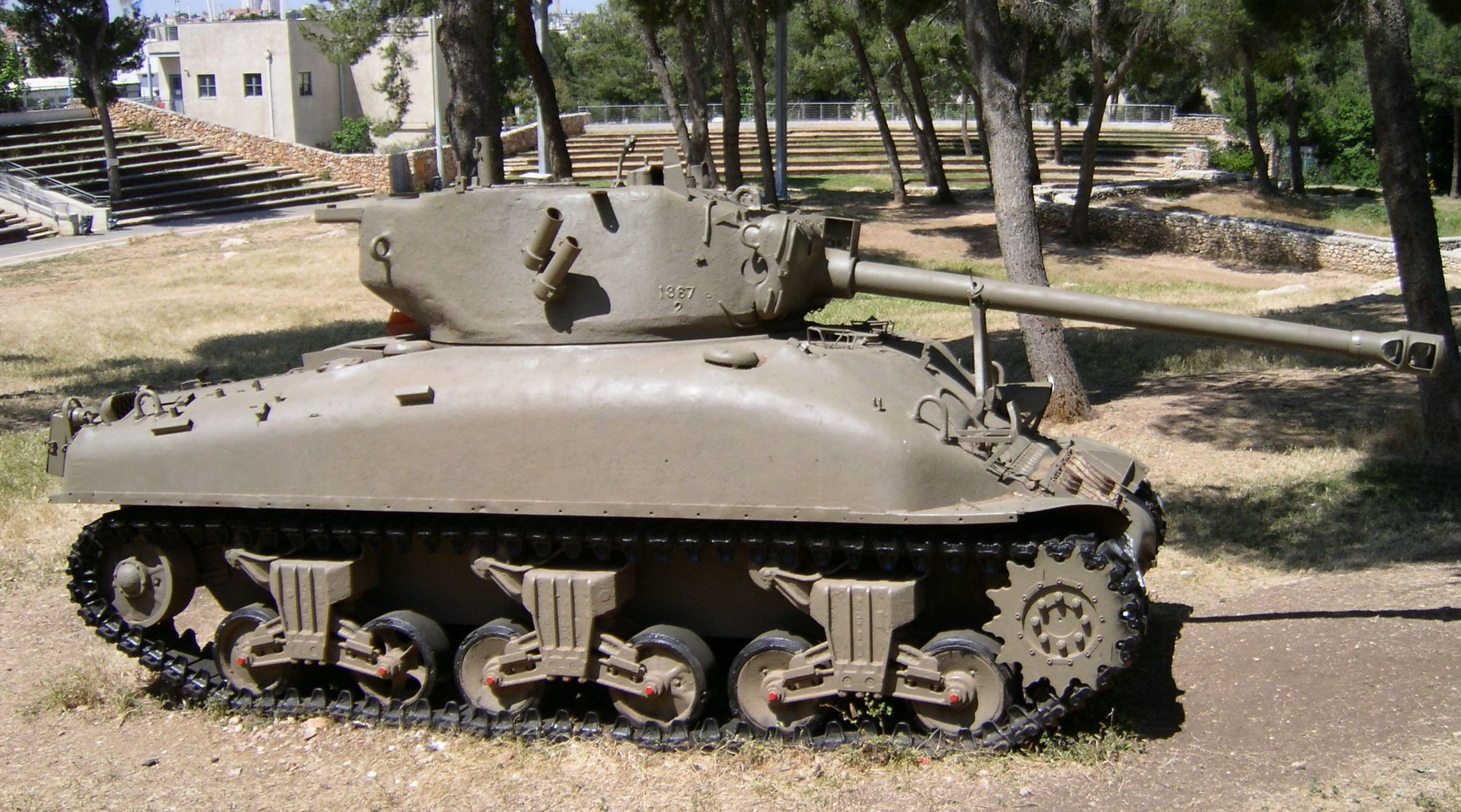
De M1 Shermans van het 29e Tankbataljon vertegenwoordigden het meest verouderde pantsermaterieel dat Israël in 1967 zou inzetten. Hier een exemplaar als monument op de felomstreden "Munitieheuvel".

De troepen die hiervoor gebruikt konden worden, waren beperkt van omvang. Het Centrale Commando omvatte in eerste instantie maar drie brigades: de 4e Infanteriebrigade, de 5e Infanteriebrigade en de 16e Infanteriebrigade; de laatste werd ook de "Etzionibrigade" of "Jeruzalembrigade" genoemd en was om voldoende mankracht te hebben voor mogelijke straatgevechten in de stad op een dubbele sterkte van acht bataljons gebracht door vier bataljons reservisten toe te voegen. Deze troepen werden versterkt met de totale hoofdkwartierreserve. Dit betrof allereerst de 10e Gemechaniseerde brigade, ook wel de "Harelbrigade" genoemd, die beschikte over een bataljon AMX 13-tanks en een bataljon M50 Shermantanks, versterkt met een compagnie Centurions die nog met het 83,4 mm-kanon waren uitgerust. Daarnaast was er een onafhankelijk 29e Tankbataljon met M1 Shermans dat in Jeruzalem zelf werd ingezet. Toen het ernaar uitzag dat de luchtlanding bij El Arish niet nodig zou zijn, werd de 55e Parachutistenbrigade, onder leiding van Mordechai Goer, onder bevel van het Centraal Commando gesteld. Dit bracht de sterkte op een equivalent van zes brigades.

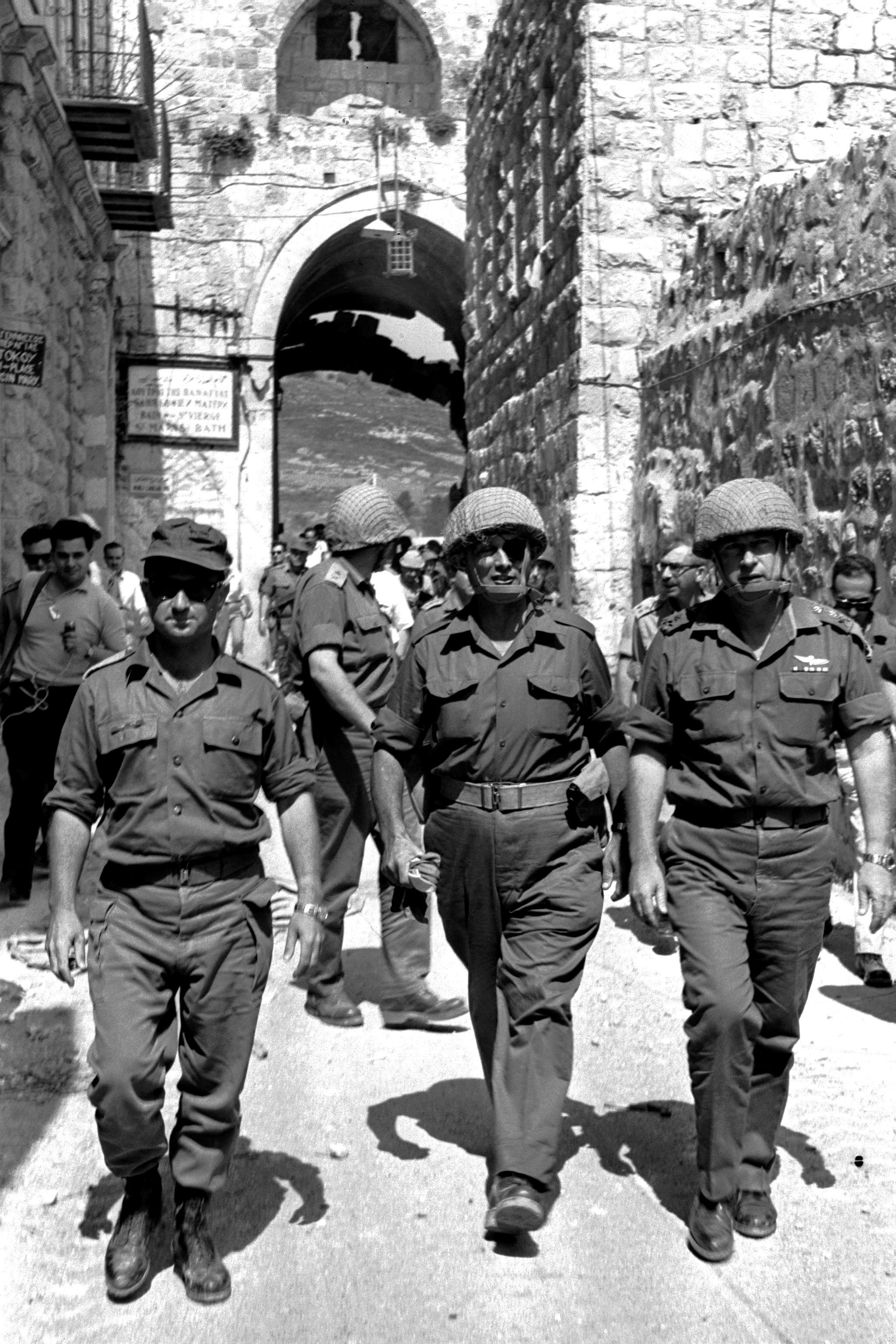
De bevelhebber van het Centrale Commando Uzi Narkiss (links), Dayan (midden) en Rabin (rechts) gaan op 7 juni, 13:00, de Oude Stad binnen via de Leeuwenpoort

Een eerste aanval op maandag 5 juni werd uitgevoerd door de Jeruzalembrigade die ten zuiden van de Oude Stad de Jordaanse troepen weer uit de omgeving van het gouverneurspaleis verdreef. Daarbij rukte men nog een paar kilometer verder op richting Zoer Baher waardoor de hoofdweg naar Judea werd afgesneden. Dit maakte het Riad onmogelijk het Zuidelijk Commando met een aanval in de rug te bedreigen. De 4e Infanteriebrigade viel in de avond de versterkte politiekazerne van Latroen aan; tegen zonsopgang waren het Egyptische 33e en 53e Commandobataljon verdreven. Dit werd vergemakkelijkt doordat de commando's pas op 5 juni waren gearriveerd en grotendeels onderschept konden worden toen ze poogden de Israëlische grens te infiltreren. De brigade zette hierop gedurende 6 juni de aanval in noordelijke richting door over de weg van Beit Horon naar Ramallah. Eén bataljon rukte noordelijker op richting Deir Nizam. Gepaard hieraan overschreed ten oosten van Tel Aviv de 5e Infanteriebrigade de grens. Beide brigades vernietigden in beweeglijke manoeuvres hun twee Jordaanse tegenhangers. Hierdoor stortte de volledige Jordaanse verdediging op de lijn Toelkarem-Jeruzalem in elkaar. Er werd zo'n gat geslagen in het Jordaanse front dat Riad al in de vroege ochtend van 6 juni aan koning Hoessein moest toegeven dat de situatie hopeloos was geworden. Hij adviseerde het Jordaanse leger te redden door ogenblikkelijk om een wapenstilstand te vragen of zo snel mogelijk heel Cisjordanië te ontruimen.

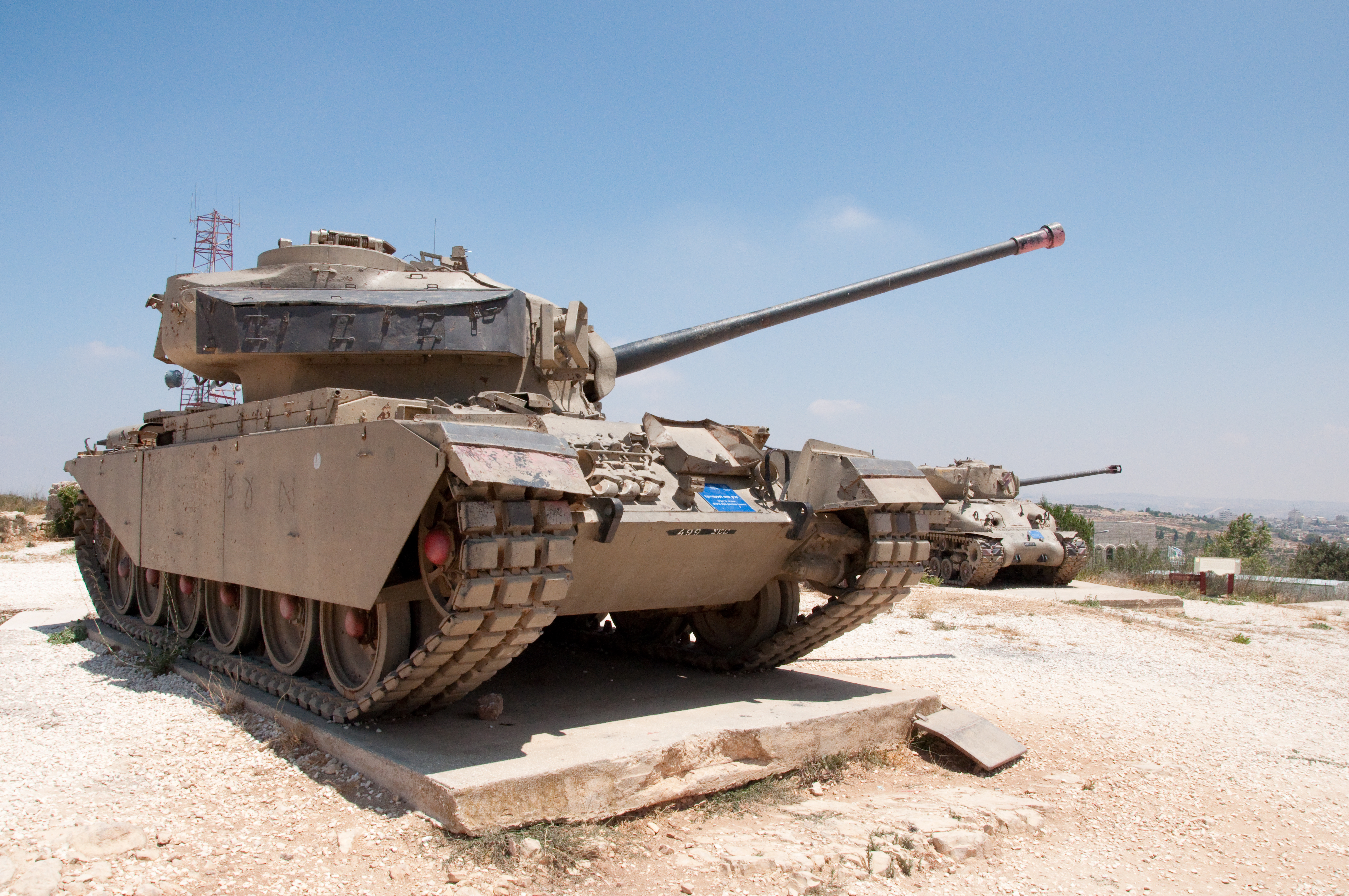
Beide partijen gebruikten rond Jeruzalem alleen Centurions die nog met het 20-pounder kanon waren uitgerust

Deze diepe opmars was op 5 juni nog niet voorzien. Op de avond van die dag begon de Harelbrigade aan een moeizame frontale aanval op de Jordaanse bunkerposities ten noorden van de corridor, bezet door de Jordaanse 2e Infanteriebrigade. De hellingen waren zo steil dat de meeste tanks bleven steken. Tegen het eind van de nacht wisten felle infanterieaanvallen echter de Jordaanse weerstand te breken. De Harelbrigade omtrok toen de noordflank van Jeruzalem. Daarbij werd de Jordaanse 60e Pantserbrigade verslagen die zich met veel moeite over secundaire wegen van het zuiden naar het noorden had weten te verplaatsen en daarbij zeer verzwakt was geraakt door constante Israëlische luchtaanvallen. Jordaanse bronnen hebben gesuggereerd dat de tanks grotendeels fysiek vernietigd werden maar daar is weinig bewijs voor. Het belangrijkste effect was psychologisch; zo brak door de onophoudelijke bombardementen bij één tankregiment het moreel en vluchtte het op 6 juni de Jordaan over. Die dag rukte de 55e Parachutistenbrigade direct ten noorden van de Oude Stad tegen de Jordaanse 3e Infanteriebrigade op, ondersteund door een compagnie M1's en een compagnie Panhard AML90's. In moorddadige gevechten op korte afstand werden de politieschool en de "Munitieheuvel" ingenomen; van de laatste stelling werd de voltallige Jordaanse bezetting gedood. In de vroege ochtend van 7 juni werd de Oude Stad vanuit het oosten door de parachutisten omsingeld. Omdat hij een spoedige wapenstilstand verwachtte, beval Dayan het centrum zo snel mogelijk in te nemen. De parachutisten drongen de Oude Stad binnen via de oostelijke Leeuwenpoort, terwijl de Jordaanse 27e Infanteriebrigade het centrum via de zuidelijke Aspoort ontruimde. De commandant daarvan, brigadegeneraal Ata Ali, had besloten dat verder verzet zinloos was, nu beloofde versterkingen uit Jericho waren uitgebleven en de vrees bestond dat de grote munitieopslag op de Tempelberg de lucht in zou gaan. Het in bezit nemen van de historische locatie had in Israël een grote emotionele lading. Opperrabbijn Goren blies bij de Klaagmuur, het restant van de Tempel van Herodes, symbolisch op de sjofar, de heilige ramshoorn, iets wat joden eeuwenlang verboden was geweest. Politici en hoge militairen bezochten nog dezelfde dag de Oude Stad.

#### Tankslag in Samaria

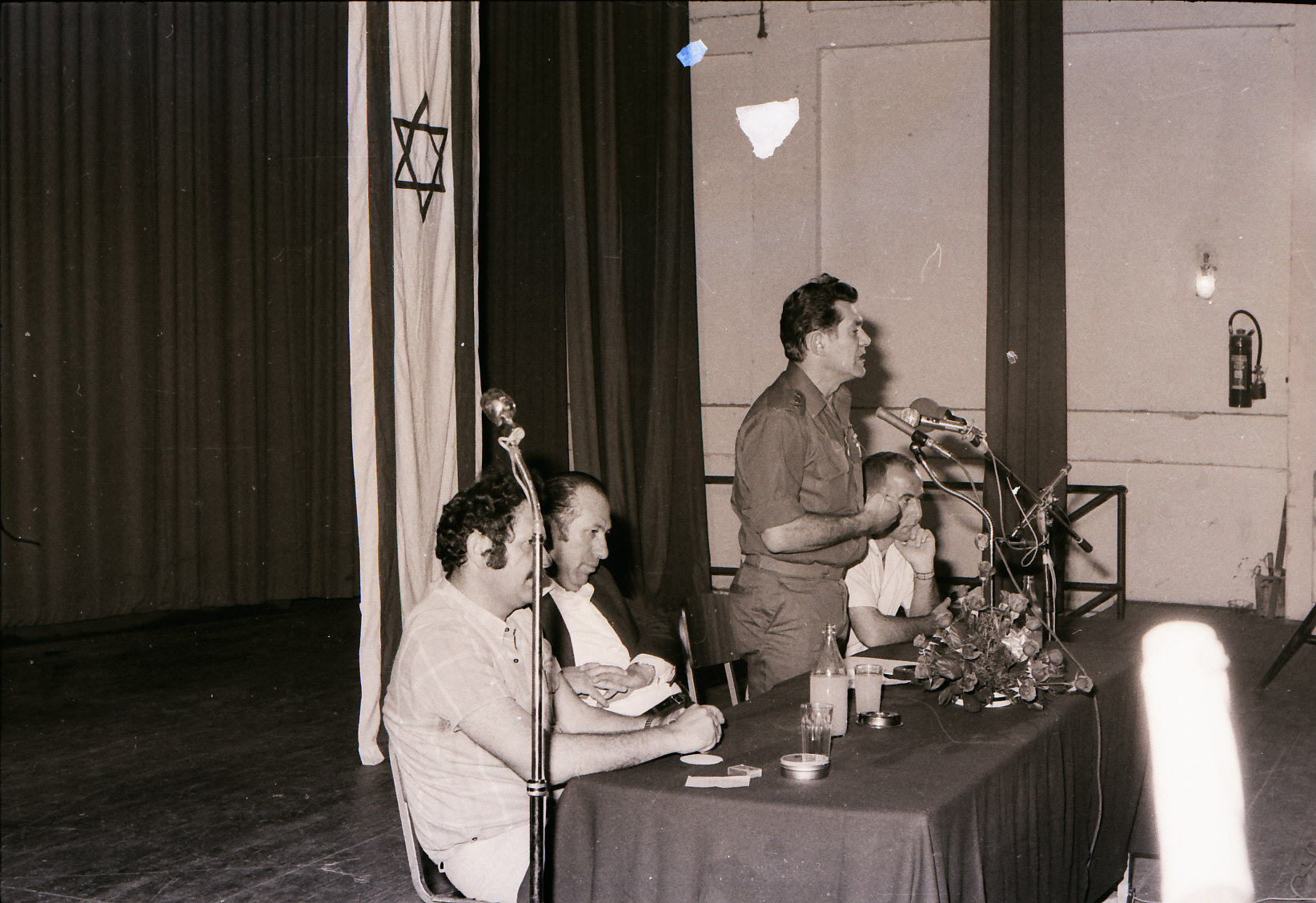
De commandant van het Noordelijk Commando David Elazar

Ondertussen had het Noordelijk Commando een eigen campagne gevoerd tegen het Jordaanse leger. In de middag van 5 juni kreeg het de opdracht een einde te maken aan Jordaanse artilleriebeschietingen op het Israëlische vliegveld van Ramat David. De 36e Ugda of Ugda Peled, het divisiehoofdkwartier onder commando van brigade-generaal Elad Peled, zond hiertoe de 45e Pantserbrigade uit om Jenin te veroveren in het noorden van Samaria, op de linkerflank begeleid door de 9e Infanteriebrigade. Tegelijk werd een infanteriebataljon van Peleds divisie naar de Jordaanvallei gestuurd in een schijnaanval om de vijandelijke pantserreserves weg te lokken. Omdat ook nog rekening moest worden gehouden met Syrische aanvallen op de oostelijke flank van het Noordelijke Commando, omvatte de 45e Pantserbrigade voor deze missie behalve twee infanteriebataljons alleen het 39e Tankbataljon, uitgerust met M50 Shermans.

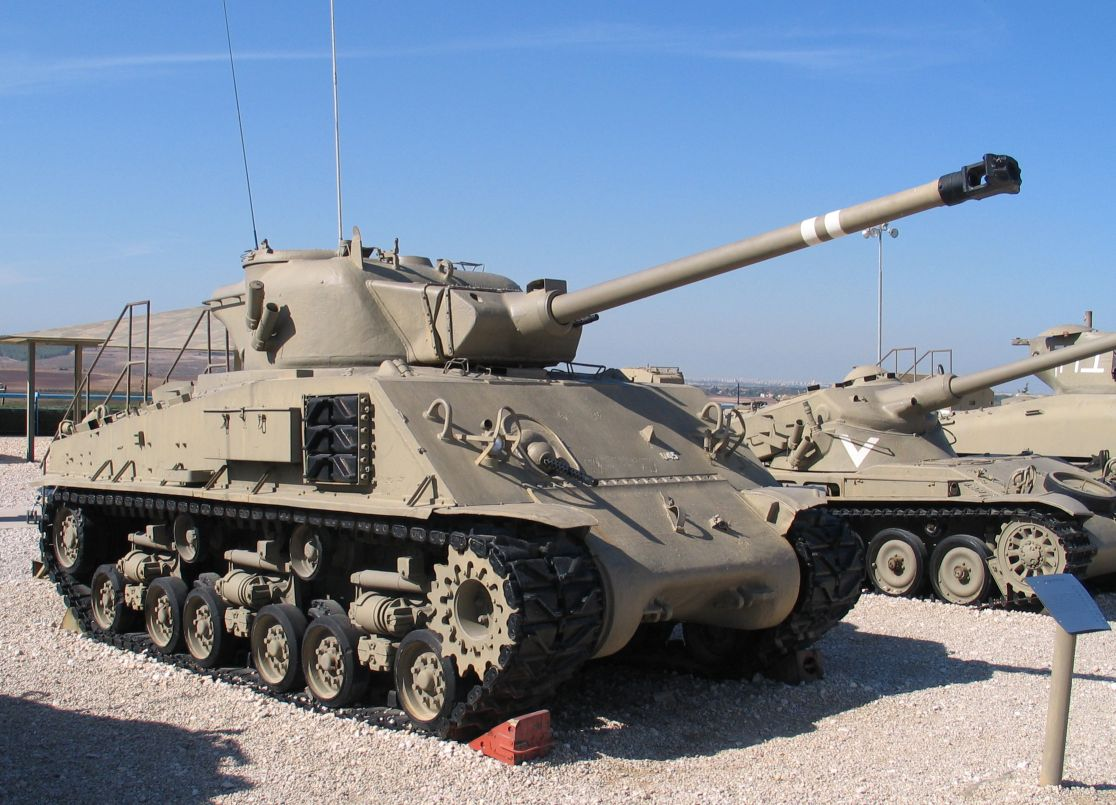
De M50 Super Sherman was geen eigenlijk geen partij voor de Jordaanse M60 Pattons

De opmars, in de verdedigingszone van de Jordaanse 25e Infanteriebrigade, verliep eerst voorspoedig. De Jordaanse troepen verlieten hun artillerieopstellingen en de brigades rukten op tot bij Jenin en het zuidwestelijker gelegen verkeersknooppunt van Kabatija. Daarna begon een reeks tegenslagen. De artilleristen namen hun posities weer in, hervatten de beschietingen en moesten door transporttroepen opnieuw verjaagd worden. Hierop werd het tankbataljon in de tang genomen door de M47's van het 12e Tankregiment die zeventien Shermans uitschakelden. Een extra M51 Shermanbataljon moest te hulp schieten om ze in de nacht weer te verdrijven. In de ochtend van 6 juni rukte van het zuiden uit de Jordaanse 40e Pantserbrigade op onder leiding van brigade-generaal Rakan Inad-el-Jazi. In het best uitgevoerde Arabische tegenoffensief van het hele conflict omvatte deze met een zestigtal M48's de Israëlische brigades door in twee grote omtrekkende bewegingen zijn 4e Tankregiment ten westen van Jenin te positioneren en zijn 2e Tankregiment ten zuidwesten van Kabatija. Hij omsingelde het verkenningsbataljon van de 45e Pantserbrigade waarvan de commandant, kolonel Mosje Bar-Kochva, de hoofdmassa van zijn troepen terugtrok op een heuvel bij Kabatija, er bij het Noordelijk Commando hevig op aandringend dat meer versterkingen zouden worden gestuurd omdat hij de volledige vernietiging van zijn strijdmacht vreesde. Inad-el-Jazi opende echter niet meteen de aanval maar nam een afwachtende houding aan in de hoop dat de Israëliërs in een hinderlaag zouden lopen. Door kleine schermutselingen en mijnenvelden ging toen al een aantal M48s verloren. In de nacht van 6 op 7 juni rukte de Israëlische 37e Pantserbrigade heimelijk naar het zuiden op over een smal geitenpad ten oosten van Jenin. De brigade bestond uit een AMX 13-bataljon en één compagnie van een Centurionbataljon: de overige Centurions waren nodig om de Syrische grens te bewaken. Ter compensatie werd een Shermancompagnie meegestuurd van het enige tankbataljon dat het Noordelijk Commando nog in reserve had. Bij dageraad werd de 40e Pantserbrigade verrast door een zeer hevige Israëlische luchtaanval terwijl de 37e Pantserbrigade het 4e Tankregiment in de rug aanviel. De Jordaanse brigade begon hierop chaotisch terug te vallen en werd in een reeks schermutselingen steeds verder naar het zuidoosten gedreven totdat in de avond de laatste acht M48's via de Damiabrug over de Jordaan ontsnapten.

#### Wapenstilstand met Jordanië
Al in de avond van 6 juni kreeg Jordanië het akkoord van Nasser, die toegaf dat zijn eigen leger beslissend verslagen was, om zelfstandig een wapenstilstand te sluiten met Israël. Pogingen om dit snel, zonder tussenkomst van de Veiligheidsraad, via de VS of het VK te bewerkstelligen mislukten echter. Wel bereikten de Sovjet-Unie en de VS, die niet wilden dat hun Jordaanse bondgenoot verder in het nauw werd gebracht, in de Veiligheidsraad een snelle overeenstemming en deden op 6 juni om 23:00 in resolutie S-233 een beroep op alle strijdende partijen, dus inclusief Egypte, de wapens neer te leggen. Dit had echter voorlopig geen feitelijke gevolgen: de Israëlische regering gaf haar troepen geen opdracht de gevechten te staken. Hoessein protesteerde dat dit de val van zijn regime kon betekenen maar kreeg van Dayan het antwoord dat Israël na de zware offers die waren gebracht niet meer tot vrede bereid was. Na de verovering van de Oude Stad echter, beval Dayan voor Jericho halt te houden. Dit zou geleid kunnen hebben tot een situatie waarin een belangrijk deel van de Westelijke Jordaanoever onbezet zou blijven. In de loop van de dag werd echter duidelijk dat het Jordaanse leger in volle aftocht was en zich over de Jordaan in veiligheid bracht. Dayan stond hierop een opmars tot aan die rivier toe.
De Jeruzalembrigade rukte op naar het zuiden, daarbij het noorden van Judea innemend, waarin Goesj Etsion en Hebron. De Harelbrigade ging verder naar het oosten, afdalend naar de Jordaan. In Samaria nam de 37e Pantserbrigade Nablus in en verenigde zich daarna met onderdelen van de Harelbrigade die van Ramallah kwamen. De 45e Pantserbrigade en 9e Infanteriebrigade rukten tot over de Damiabrug op, wat aan Arabische zijde de vrees wekte dat men Amman wilde bezetten of zelfs Damascus over de zuidflank hoopte te bedreigen. De Iraakse 8e Gemechaniseerde brigade die zich in Transjordanië vanaf 2 juni aan het opbouwen was, nam reeds een blokkerende positie in, toen beide partijen overeenkwamen de Jordaan als wapenstilstandslinie te gaan gebruiken als uitwerking van resolutie S-234 van de veiligheidsraad die bepaalde dat om 20:00 GMT de gevechten gestaakt moesten worden. In de nacht van 8 juni werd dit door de Jordaanse regering openlijk bevestigd. De bruggen over de Jordaan werden door de Israëlische genie opgeblazen. Pas in de loop van 8 juni werd het zuiden van Judea door de Jeruzalembrigade bezet. Die dag arriveerden twee bataljons van een Saoedische brigade in Jordanië, te laat om nog aan de oorlog deel te nemen.
Bij de gevechten in Cisjordanië werden 112 Israëlische tanks uitgeschakeld, bijna de helft van het ingezette aantal. Jordanië verloor 179 tanks. Aan Israëlische zijde sneuvelden ongeveer 550 man en raakten 2500 gewond; de Jordaniërs verloren circa zesduizend man aan doden en gewonden.

### Hoogten van Golan

Schema van de situatie op 9 en 10 juni

#### Israëlische besluitvorming over een grondoffensief tegen Syrië
Hoewel de spanningen met Syrië de crisis veroorzaakt hadden, hield dit land zich de eerste dagen van het conflict opvallend rustig. Het had er alle schijn van dat het Syrische regime hoopte zo de oorlog ongeschonden door te komen. Tegen de avond van 5 juni had Israël twee derde van de gehele Syrische luchtmacht vernietigd, waardoor het restant gedwongen werd zich terug te trekken op verder gelegen bases, en het geen rol meer zou kunnen spelen in verdere gevechten. Een klein deel van de Syrische strijdkrachten deed een poging de waterinstallatie bij Tel Dan in te nemen, dezelfde installatie die twee jaar eerder inzet van schermutselingen was geweest, maar werd met gemak afgeslagen. Het Syrische opperbevel deed geen verdere moeite meer en ging over op het beschieten van Israëlische dorpen in de Hoelavallei, niet eens intenser dan voor 5 juni het geval geweest was. Een brigade die aan Jordanië beloofd was, de 17e Gemechaniseerde, werd in feite niet uitgezonden, tot grote verbittering van koning Hoessein.

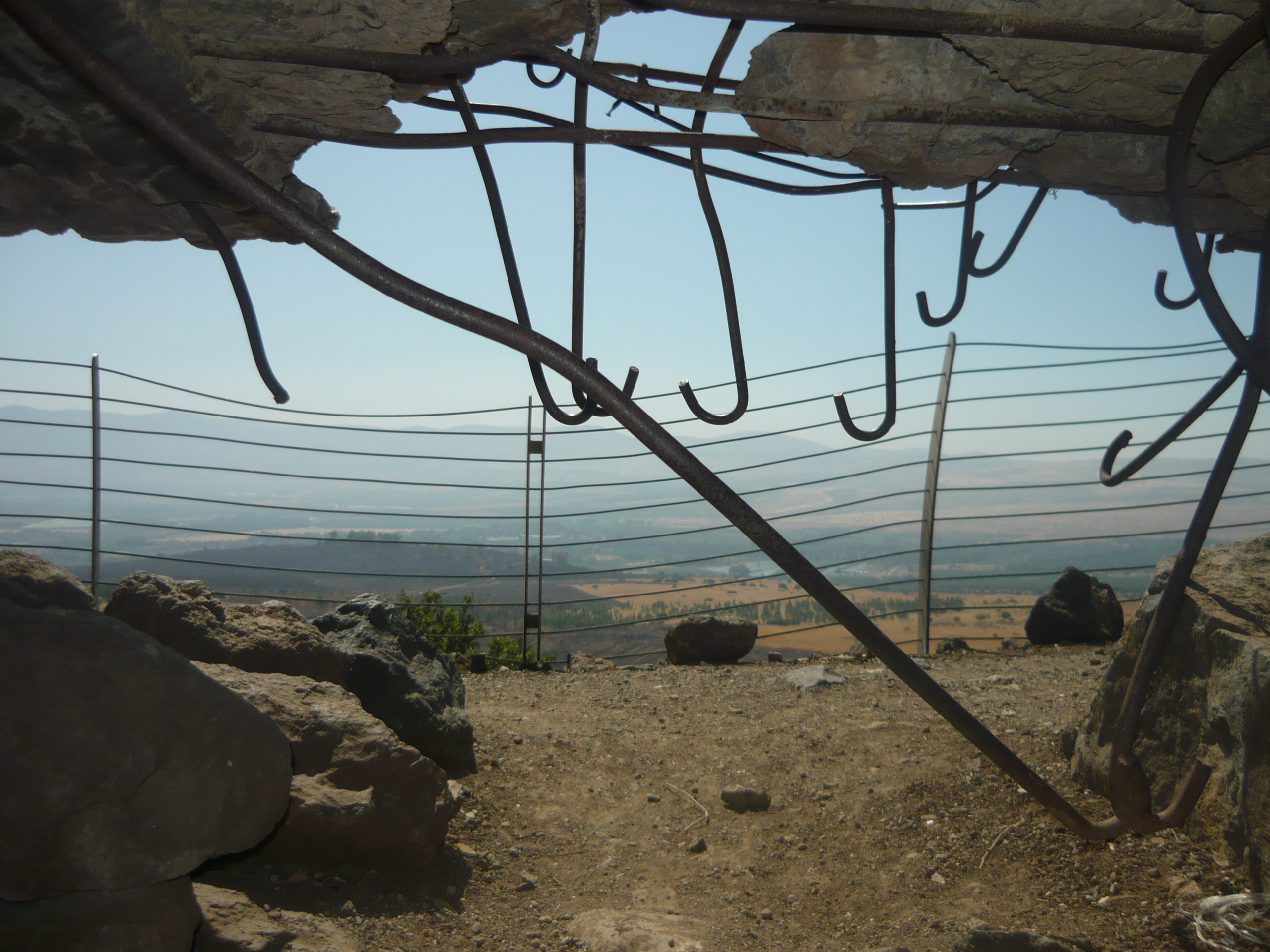
Vanuit hun bunkers op de Tel Fahar hadden de Syriërs een vrij schootsveld op de Hoelavallei

In het Israëlische kabinet en opperbevel vonden velen het een onverdraaglijke gedachte dat Syrië zo de dans zou ontspringen. Men vreesde dat het Syrische regime dit zou presenteren als een overwinning en brutaler zou worden dan ooit tevoren. Er was echter geen kabinetsbesluit genomen over aard en omvang van een mogelijke operatie tegen het land. Premier Eshkol wenste al vroeg dat de fortificaties bij Tel Fahar zouden worden bezet, in het noorden van de Golan. Deze beheersten de strategische Jordaanbronnen waarover de Wateroorlog was gevoerd. Tot de avond van 7 juni echter, leken alle plannen voorbarig daar het leger de handen vol had aan Egypte en Jordanië. Op 8 juni kwam het Noordelijk Commando weer beschikbaar voor acties tegen Syrië. Dezelfde dag begon de luchtmacht met zeer zware bombardementen op de Syrische posities. De bevelhebber van het Noordelijk Commando brigade-generaal Elazar, drong sterk aan op een aanval. Een plan daarvoor, Operatie Makevet ("Voorhamer") had hij al sinds 1964 uitgewerkt. Dayan was echter afhoudend en stond slechts toe de gedemilitariseerde zone militair te bezetten. Op dat moment kon hij terugkijken op een zeer geslaagde campagne en het succes daarvan wilde hij niet in de waagschaal stellen door een operatie waarvan het welslagen verre van zeker was. Het terrein en de uitgebreide Syrische fortificaties begunstigden de verdediging zeer terwijl maar een beperkte Israëlische troepenmacht kon worden ingezet, waarvan de pantsereenheden al verzwakt waren door de strijd in Samaria.
Elazar probeerde Dayan op 8 juni onder druk te zetten door hem te bezoeken met een delegatie boeren uit Oost-Galilea die smeekten van de Syrische artilleriebeschietingen verlost te mogen worden. Dayan raakte hierdoor geërgerd en schokte de aanwezigen door op te merken dat ze dan maar tot buiten het bereik van het vijandelijk geschut moesten verhuizen. In 1997 zou de postume publicatie van dit incident, als deel van een reeks gesprekken die de journalist Rami Tal in 1975 en 1976 met hem voerde, alsnog tot een politieke rel leiden. In de nacht van 8 op 9 juni veranderde Dayan echter plots van gedachte. Syrië stemde toen in met een concept voor een wapenstilstand, als uitwerking van resolutie S-234 van de Veiligheidsraad. Kort daarop onderschepten de Israëliërs een boodschap van Nasser aan het Syrische regime waarin hij toegaf dat de hele oorlog verloren was zodat hij in had moeten stemmen met een staakt-het-vuren en aangaf dat ze niet moesten aarzelen hun leger in veiligheid te brengen. Dayan trok hieruit de conclusie dat de Syriërs kennelijk op het punt stonden terug te trekken en de Hoogten van Golan dus eenvoudig veroverd konden worden, nog net voordat een wapenstilstand inging. Hij gaf om 06:45 de opdracht in de morgen van 9 juni de aanval te openen.

#### Bestorming van de hoogvlakte

Israëlische M4 Shermans en een AMX 13 op de Golan

De westzijde van de Hoogten van Golan bestaat in het noorden uit een steile rotswand die tot een halve kilometer oprijst en zuidelijker, bij het Meer van Tiberias, uit een meer geleidelijke glooiing waar echter diep ingesneden ravijnen het gebied ontoegankelijk maken. Slechts over enkele wegen was het mogelijk van het westen uit de hoogvlakte te bereiken. De Syrische verdediging bestond uit drie gordels, ieder met drie infanteriebrigades versterkt door een tankbataljon. Het terrein was zwaar versterkt door kazematten, versperringen en mijnenvelden. Israël was uitstekend ingelicht over de Syrische bunkerposities dankzij de spion Eli Cohen, die midden jaren zestig het Syrische opperbevel geïnfiltreerd had. De twee pantserbrigades van het Noordelijk Commando werden versterkt door de 8e Pantserbrigade van Mandler die nauwelijks aan de gevechten in de Sinaï had deelgenomen. Dit bracht de tanksterkte op zeven bataljons (vijf met Shermantanks, één met Centurions en één met AMX 13's) met in totaal een tweehonderdvijftig voertuigen. De infanterie-eenheden bestonden uit de reguliere 1e Infanteriebrigade, beter bekend als de "Golanibrigade" en de 2e, 3e en 9e Infanteriebrigade. Deze werden versterkt door de 55e Parachutistenbrigade die uit Judea werd overgebracht.

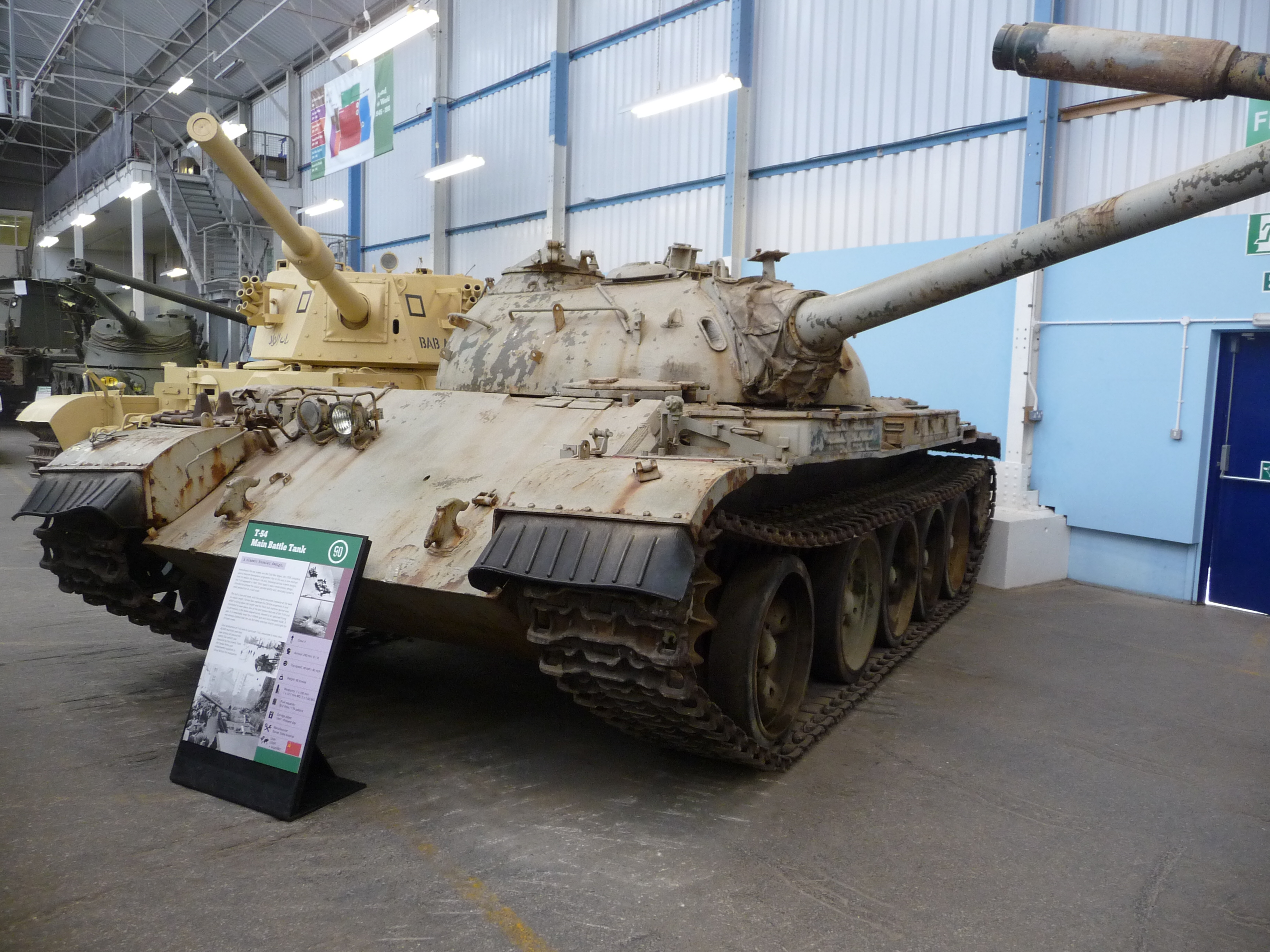
Een Syrische T-54, het type dat de kern vormde van de grote pantsereenheden

Al bij het begin van de aanval werd duidelijk dat Dayan zich volledig vergist had: het Syrische leger bood hevig weerstand. De Israëlische luchtmacht lukte het niet de Syrische artillerie te onderdrukken en de nauwe toegangswegen lagen onder zwaar vuur. Het bovenpantser van de lichte AMX 13's werd gekraakt door voltreffers; Shermans hadden vooral te lijden onder fosforgranaten. De Syrische bunkers bleken de bombardementen grotendeels ongeschonden doorstaan te hebben. Slechts met grote moeite konden bulldozers van de genie mijnenvelden en versperringen ruimen. De wegen werden bestreken door enfilerend vuur van zijdelings geplaatste antitankkanonnen. In het noorden werd de opmars van de Golanibrigade gesteund door Mandler, van wiens voorste Shermanbataljon slechts drie tanks het overleefden. Door het trommelvuur van beide zijden, rookgordijnen en de stofwolken die de luchtbombardementen opwierpen, werd in de loop van de dag het zicht steeds slechter. Hierdoor konden de Syriërs geen gericht vuur meer uitbrengen en slaagden de Israëlische troepen erin de hoogvlakte te infiltreren. Daarbij verloren tanks en infanterie meestal contact en raakten veel eenheden de weg kwijt. Hun hierdoor wilde manoeuvres brachten de Syrische verdedigers sterk in verwarring. Bij Tel Fahar werden de veiligheidsposities overrompeld en slaagde de Golanibrigade erin de stellingen in felle gevechten tegen de avond te zuiveren. Zuidelijker gingen twee infanteriebrigades voorop en veroverden de bunkerstellingen waarna de 37e Pantserbrigade het plateau wist te bereiken. Deze eenheid verloor daar een groot aantal tanks bij het zuiveren van een verdedigingszone met een dichte concentratie antitankgeschut. Hierop voerden de Syrische 17e Gemechaniseerde brigade en 14e en 44e Pantserbrigade tegenstoten uit, de eerste frontaal vanuit Mas'ade en de andere op de zuidelijke flank van de Israëlische opmars. De overmacht aan T-54's had de twee Israëlische pantserbrigades, die al driekwart van hun sterkte verloren hadden, danig in het nauw kunnen brengen, ware het niet dat de tegenaanval uiterst onbeholpen werd uitgevoerd. De Syriërs rukten plichtmatig op naar de aangegeven kaartcoördinaten zonder zo te manoeuvreren als de concrete situatie op het slagveld eiste om de vijand aan te vallen of in de val te laten lopen. De Israëliërs op hun beurt vermeden de Syrische tankconcentraties zoveel mogelijk. Hierdoor bleef de beslissende tankslag, waarmee het Syrische regime het tij had hopen te keren, uit.
In de avond van 9 juni wilde het Syrische regime de Sovjet-Unie tot meer haast aansporen bij het afdwingen van een wapenstilstand. Daarom zond de Syrische radio, in strijd met de waarheid, het nieuwsbericht uit dat Quneitra was gevallen en Damascus bedreigd werd. Het bericht werd door de eigen troepen geheel serieus genomen en als een lopend vuurtje verspreidde zich het gerucht dat de hoogvlakte ontruimd moest worden om de hoofdstad te hulp te schieten. In de loop van de nacht van 9 op 10 juni begonnen de meeste Syrische eenheden aan een vrij ordelijke terugtocht, waarbij ze systematisch hun bunkers opbliezen. Tot grote verwondering van het Israëlische opperbevel dat het verloop van de slag met bezorgdheid gevolgd had, verdween zo het Syrische leger in oostelijke richting, zonder dat de strategische situatie daar aanleiding toe leek te geven.
De volgende dag, 10 juni, voerden de Israëliërs een tangbeweging uit om de zuidelijke helft van de hoogvlakte in te nemen. In het midden werd de 45e Pantserbrigade op het plateau gebracht en delen daarvan rukten naar het zuidoosten op richting Butmieh. Bij deze plaats voerde de 55e Parachutistenbrigade een helikopterlanding uit; grondtroepen van deze eenheid rukten met hetzelfde doel naar het noordoosten op, onder het Meer van Tiberias door. Het aldus omvatte gebied bleek echter nauwelijks nog Syrische troepen te bevatten. Het Israëlische leger hield halt op de eenvoudig te verdedigen waterscheiding tussen de Golanhoogvlakte en de hoogvlakte van Damascus. Deze positie werd later grotendeels de bestandslijn die de naam "paarse lijn" kreeg. De zuidwestelijke helling van de Hermon werd pas op 12 juni bezet.

#### Wapenstilstand met Egypte en Syrië
Bij het begin van het conflict, toen nog onduidelijk was hoe de uitkomst ervan zou zijn, hield de Sovjet-Unie een algehele wapenstilstand, op te leggen door de Veiligheidsraad, nog af. Nadat op 6 juni de catastrofale nederlaag van Egypte duidelijk was geworden, stemde men in met een oproep de wapens neer te leggen maar zowel Israël als Egypte gaven daar geen gehoor aan. President Nasser had grote moeite de nederlaag toe te geven. Pas in de avond van 8 juni ging hij akkoord met een wapenstilstand, die op 9 juni, om 04:35, zou ingaan. Syrië sloot zich daar al in de avond van 8 juni bij aan. Op 9 juni verklaarde het land zijn instemming met resoluties S-233 en S-234 en protesteerde meteen dat Israël het bestand geschonden had door de Golanhoogvlakte aan te vallen. De Veiligheidsraad nam hierop resolutie S-235 aan. Deze bevatte de dwingende eis de vijandelijkheden per direct te staken. Zowel Syrië als Israël aanvaardden de resolutie maar op 10 juni ging de Israëlische opmars door. Die middag verbraken de landen van het Warschaupact hun diplomatieke betrekkingen met Israël. De Sovjet-Unie liet de Amerikaanse regering weten dat men niet terug zou schrikken voor een militaire tussenkomst als aan resolutie S-235 geen gehoor zou worden gegeven. Aangezien de militaire doelen waren bereikt, liet Israël om 18:30 een staakt-het-vuren ingaan.
Israël verloor bij de verovering van de Golan ongeveer 160 tanks, en leed daarmee relatief veel zwaardere verliezen dan tegen Egypte of Jordanië; Syrië liet 73 tanks, 7 SU-100's en een paar StuG III's achter. Ongeveer vijfhonderd Israëliërs sneuvelden of raakten gewond. Over de exacte Syrische verliezen aan manschappen bestaan geen betrouwbare bronnen. Ongeveer duizend gesneuvelden werden door de Israëliërs in het veroverde gebied aangetroffen en ongeveer zeshonderd Syriërs werden krijgsgevangen gemaakt. Israël verloor aldus tijdens het conflict een kleine vijfhonderd tanks, een onevenredig deel daarvan bestaande uit AMX 13's en M50 Shermans, welke twee typen werden uitgefaseerd. De M50's stroomden door naar de grenstroepen, het negentigtal overlevende AMX 13's werd in 1968 verkocht aan Singapore.

### Oorlog ter zee

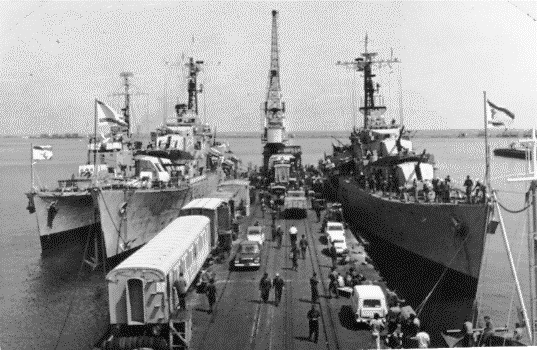
De Israëlische vloot torpedobootjagers in de haven van Haifa in mei 1967

De marineactiviteiten waren tijdens de Zesdaagse Oorlog beperkt van omvang. Beide partijen gingen er terecht van uit dat de westerse mogendheden de vitale zeeroutes over de Middellandse Zee open zouden houden, zodat Israël geen moeite deed ze te verdedigen, en de Arabische landen niet poogden ze te blokkeren.

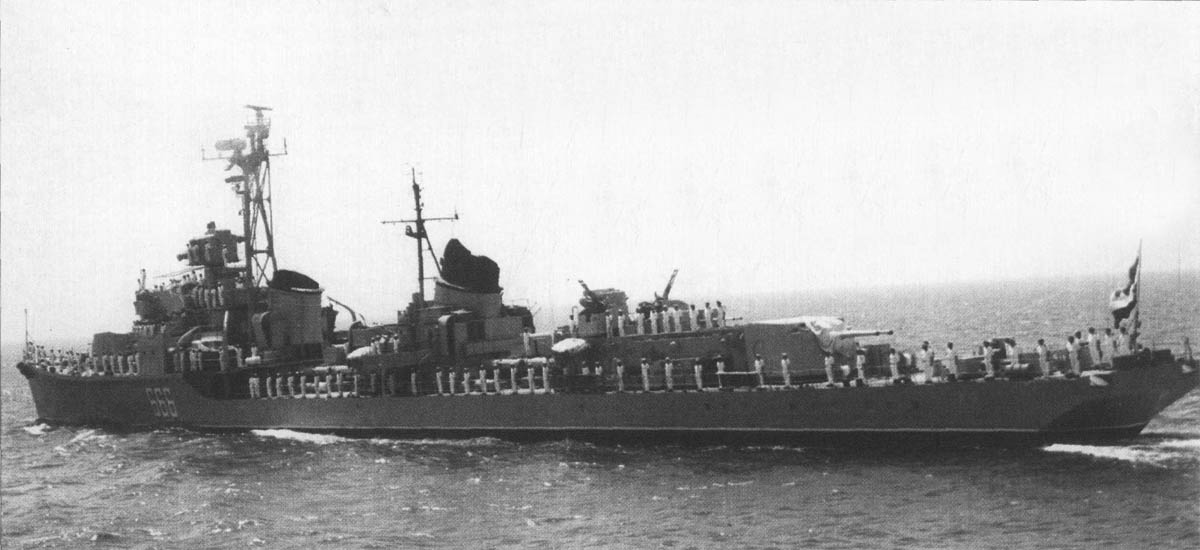
De Egyptische torpedobootjager El Zafer

Israël beschikte in 1967 over drie operationele torpedobootjagers en een fregat; Egypte had acht torpedobootjagers of fregatten, verdeeld over een flottielje in de Middellandse zee en een in de Rode Zee. Dat laatste was niet betrokken bij de blokkade van de Straat van Tiran, maar voerde in de nacht van 5 op 6 juni wel met twee oorlogsbodems een raid uit op Eilat die op het laatste moment werd afgeblazen omdat het opperbevel vreesde dat de schepen niet veilig terug zouden kunnen keren. Dezelfde nacht voerden zes kikvorsmannen van de Israëlische marinecommando-eenheid Sjajetet 13, afgezet door de onderzeeër Tanin, een aanval uit op de rede van Alexandrië maar beschadigden met hun zeemijnen slechts een schuit en een baggerschip omdat hun bedoelde doelen, twee torpedobootjagers, daarmee opzettelijk van ligplaats hadden gewisseld. De commando's werden allen gevangengenomen en in 1968 weer vrijgelaten. Op 6 juni overdag viel de Tanin met vier torpedo's het Egyptische fregat Tarek aan dat zijn tegenstander echter met dieptebommen zwaar wist te beschadigen. Dit was het enige belangrijke gevecht ter zee. De Israëlische luchtmacht deed geen serieuze pogingen de Egyptische oorlogsbodems tot zinken te brengen, gezien de dichte concentratie luchtafweergeschut in de marinehavens.

#### USS Liberty
Het Amerikaanse marineschip USS Liberty, een tot "Technical research ship" omgebouwd vrachtschip met als missie radioverkeer af te luisteren, lag tijdens de oorlog in internationale wateren voor de kust van de Sinaï, op een afstand van minder dan twintig kilometer van El Arish. Op 8 juni werd het schip beschoten en met napalm gebombardeerd door de Israëlische luchtmacht en getorpedeerd door Israëlische torpedoboten. Daarbij werd het bijna tot zinken gebracht; 34 opvarenden vonden de dood en 171 raakten gewond. De officiële Israëlische verklaring voor het incident was dat het schip aangezien werd voor een Egyptische torpedobootjager. Die verklaring is door de VS officieel aanvaard.

## Gevolgen

Het door Israël bestuurde gebied verviervoudigde in oppervlakte maar had toch kortere grenzen.

Door het innemen van de Gazastrook, het schiereiland Sinaï, de Westelijke Jordaanoever (inclusief oostelijk Jeruzalem) en de Hoogten van Golan, verviervoudigde het door Israël bestuurde gebied tot 88 000 vierkante kilometer. De te verdedigen linies werden echter aanzienlijk verkort. Ruim een miljoen Arabieren kwam onder Israëlisch bestuur te staan: volgens een volkstelling direct na de verovering uitgevoerd 662 000 in Cisjordanië, 364 000 in de Gazastrook en de Sinaï en 6400 in de Golan. Van de oorspronkelijk ongeveer één miljoen Palestijnen op de Westelijke Jordaanoever waren er driehonderdduizend naar Transjordanië gevlucht, wat aldaar de spanningen met het niet-Palestijnse volksdeel deed toenemen. Veertienduizend van hen kregen tussen 18 en 31 augustus 1967 toestemming om terug te keren. Ongeveer honderdduizend Arabieren ontvluchtten de Golan.
De Zesdaagse Oorlog legde de basis voor verdere onenigheid in de regio. Op 22 november 1967 werd resolutie 242 van de Veiligheidsraad van de Verenigde Naties aangenomen: de 'grondgebied-in-ruil-voor-vrede'-formule. De resolutie ging uit van vier principes: Israël trekt zich terug uit in 1967 veroverde gebieden; er worden gedemilitariseerde zones ingesteld; iedere betrokken staat heeft recht op veilige en erkende grenzen; er komt een oplossing voor het vluchtelingenprobleem. Op dat moment echter hadden beide partijen al posities ingenomen die het bereiken van deze doelstellingen voorlopig onmogelijk zouden maken. Weliswaar had het Israëlische kabinet op 19 juni besloten om aan te bieden zich uit de Sinaï (minus Sharm-el-Sheikh) en de Golanhoogvlakte terug te trekken en er gedemilitariseerde zones van te maken maar men had geen overeenstemming kunnen bereiken over mogelijke concessies aangaande de Gazastrook, Jeruzalem en de Westelijke Jordaanoever. Op 1 september 1967 nam de Arabische Liga in Khartoem de resolutie van Khartoem aan die de "drie neens" omvatte: 
1. geen vrede met Israël,
2. geen erkenning van Israël en
3. geen onderhandelingen met Israël.

Ondertussen versnelde de wapenwedloop: de Sovjet-Unie herbewapende Egypte en Syrië gratis of tegen gunstige leningen, en de VS leverden, ten dele als militaire hulpverlening, grote hoeveelheden oorlogsmaterieel aan Israël.
De confrontatiepolitiek leidde eerst tot de Uitputtingsoorlog en in 1973 tot de Jom Kippoeroorlog. Hierna werd de Sinaï teruggegeven op basis van de Camp Davidakkoorden van 1977. In 1980 annexeerde Israël oostelijk Jeruzalem en in 1981 de Golanhoogvlakte; sommige inwoners van deze gebieden namen het Israëlisch staatsburgerschap aan. In 1994 werd er in het kader van de Oslo-akkoorden een Palestijnse autoriteit opgericht voor de Gazastrook en de Westelijke Jordaanoever; Jordanië en Egypte trokken hun claims op deze gebieden in. Onderhandelingen tussen Israël en Syrië over de Golanhoogvlakte zijn tot nu toe mislukt. Het vredesproces tussen Israël en de Palestijnen is weer vastgelopen. Een Palestijnse Staat is nog niet tot stand gekomen en het grootste deel van de Westelijke Jordaanoever staat onder direct Israëlisch bestuur. Hierin is sinds eind jaren zeventig een groot aantal Israëlische nederzettingen gesticht met ruim 350 000 inwoners. Het aantal Palestijnen in Gaza en de Westelijke Jordaanoever is ondertussen gegroeid tot respectievelijk 1,7 miljoen en 2,6 miljoen.
De Zesdaagse Oorlog had ook gevolgen voor de interne politieke verhoudingen aan beide zijden. De Arabische leiders beseften dat ze de nederlaag grotendeels aan zichzelf te wijten hadden. Nasser trad in een zwaar depressieve toestand op 9 juni af maar trad weer aan na massale steunbetuigingen door de bevolking. Assad nam het zichzelf kwalijk dat hij Syrië niet door een staatsgreep gestabiliseerd had en zou dat in 1970 alsnog doen. Nasser was aangenaam verrast door de trouwe opstelling van Jordanië en gedroeg zich voortaan als een bondgenoot van dat land. In het algemeen nam de onderlinge na-ijver van de Arabische landen sterk af. De jaren na 1967 werden gekenmerkt door een veel groter verantwoordelijkheidsgevoel, ernst en realiteitsbesef. Dat leidde tot een veel degelijkere militaire voorbereiding gericht op beperkte maar haalbare militaire doelen.
In Israël daarentegen nam de saamhorigheid af nu de directe dreiging was verdwenen. De totale overwinning gaf velen, ook hoge militairen, een gevoel van onkwetsbaarheid. De snel oplopende defensie-uitgaven en de verzwaarde militaire inspanningen die de rol als bezettingsmacht eiste, begonnen op steeds meer weerstand te stuiten. Er kwam een groeiende tegenstelling tussen de voorstanders van een blijvende waakzaamheid gecombineerd met het behouden van de veroveringen en degenen die land, en de Arabische bewoners daarvan, wilden teruggeven in ruil voor vrede. Binnen die tegenstelling werd de Zesdaagse Oorlog zelf weer onderwerp van controverse omdat er uiteenlopende interpretaties en waarderingen van de gebeurtenissen ontwikkeld werden.

## Historiografie

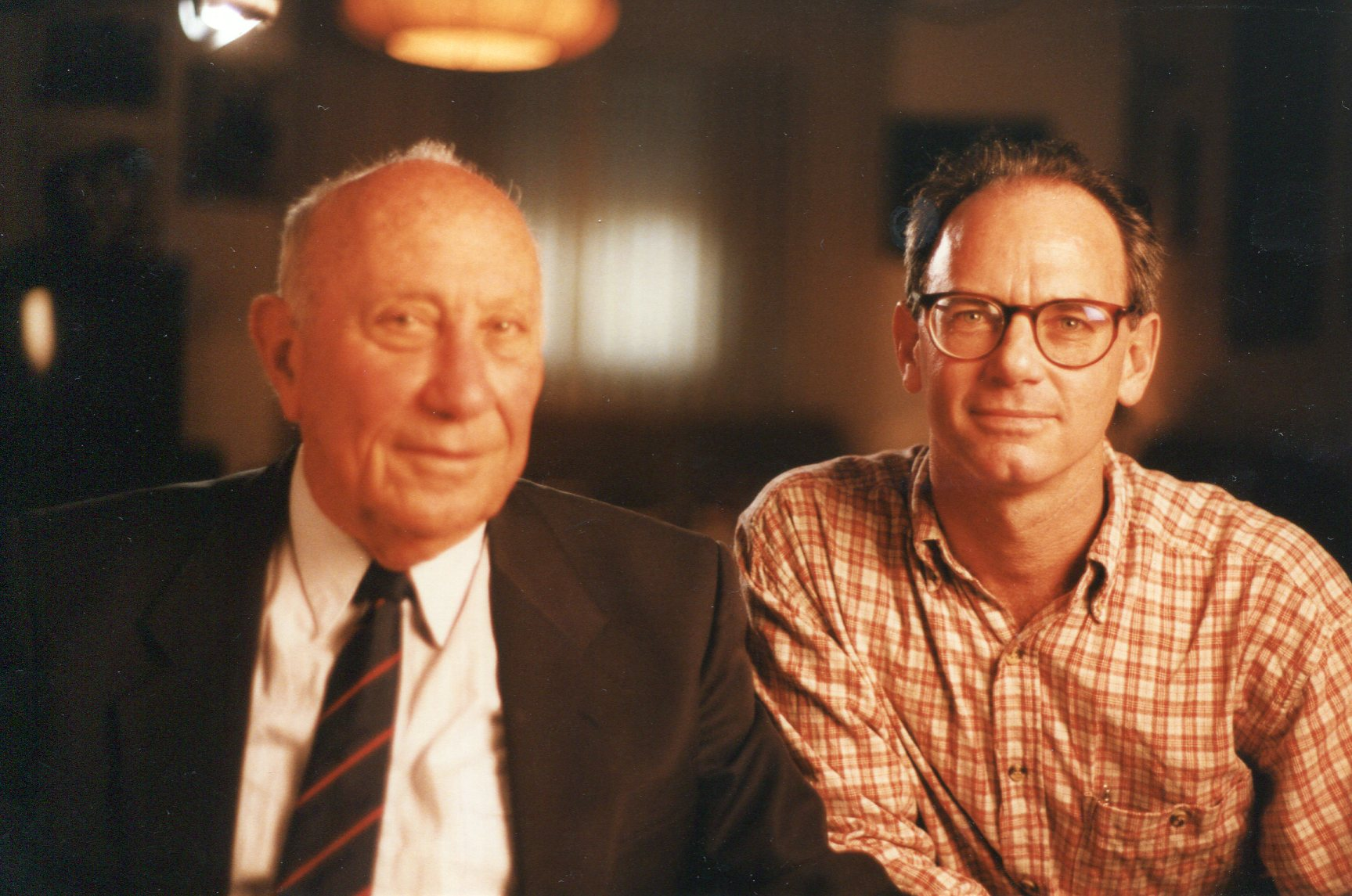
Generaal-majoor b.d. Meir Amit met historicus Ahron Bregman

Er bestaan verschillende gezichtspunten omtrent de oorzaken en het verloop van de Zesdaagse Oorlog. Aan de Arabische zijde wordt de oorlog gewoonlijk gezien als het gevolg van een "zionistisch-imperialistisch" complot tussen Israël en de VS. Al voor de oorlog meende Nasser dat hij daar het slachtoffer van was. Dicht bij de Arabische positie ligt de duiding van de Israëlische historicus Ilan Pappé die stelde dat het zionistische ideaal om van heel Palestina een Joodse staat te maken, gecombineerd met de militarisering van de Israëlische samenleving, wel moest leiden tot grensconflicten uitlopend in een veroveringsoorlog, een resultaat waarop bepaalde militairen bewust zouden hebben aangestuurd. Anderen van de zogenaamde Nieuwe Historici benadrukken juist het toevallige karakter van de gebeurtenissen, die hun eigen loop namen zonder dat een van de partijen duidelijke plannen had. Dit revisionistische standpunt richt zich tegen de traditionele Israëlische interpretatie van het conflict als een verdedigingsoorlog, die het karakter had van een preventieve aanval als noodzakelijke voorwaarde voor het afweren van een onmiddellijk aanstaande Arabische overweldiging. Een moderne historicus in deze traditie is Michael Oren. De Arabische dreiging wordt het sterkst voorgesteld in werken die de stelling verdedigen dat de uitkomst van de oorlog een wonder is dat slechts verklaard kan worden door een speciaal ingrijpen door de Goddelijke Voorzienigheid, zoals Fantastic Victory van Willard Cleon Skousen. Dit heeft zijn parallel in religieuze Arabische duidingen van de oorlog als Goddelijke straf.
De belangrijkste vraagstukken waarover betrokkenen en historici verschillend denken, betreffen:
- of de Israëlische actie een "preventieve aanval" was, gerechtvaardigd door de dreiging van een op handen zijnde aanval van de Arabische staten, of een ongerechtvaardigde, niet uitgelokte aanvalsoorlog;
- of in het bijzonder de aanval op de Hoogten van Golan gerechtvaardigd was als verdedigingsoorlog;
- of de zware Egyptische verliezen in de Sinaï het gevolg waren van een bevel dat Nasser zou hebben gegeven om terugkerende soldaten te executeren om de nederlaag geheim te houden, of dat deze verliezen kwamen doordat de Israëliërs Egyptische krijgsgevangenen ombrachten;
- hoe groot de omvang was van de buitenlandse militaire steun aan de strijdende partijen in de oorlog.

## Documentaire
- Censored Voices, documentaire uit 2015 van de vrouwelijke regisseur Mor Loushy. Een week na de oorlog opgenomen gesprekken met enkele Israëlische soldaten. Een halve eeuw later horen ze hun eigen woorden terug. Nog ongecensureerd.[108] Toegankelijker versie (tot 2018)[109]